# 尤利西斯·格兰特
尤利西斯·S·格兰特（英語：Ulysses S. Grant，1822年4月27日—1885年7月23日），原名海勒姆·尤利西斯·格兰特（Hiram Ulysses Grant），美国政治人物、军事将领，曾于1869年至1877年担任第18任美国总统。他执掌白宫后建立司法部，行之有效地推动民权，并在重建时期同共和党激进派合作保护非裔美国人权利。他还是美国陆军总司令，1865年率联邦军赢得南北战争，后短暂担任战争部长。
格兰特在俄亥俄州长大，非常擅长马术。他获西点军校录取，1843年以全班第21名毕业，在美墨戰爭表现卓越。1848年他与朱莉娅·登特成婚，两人育有四个孩子。1854年格兰特退伍，家庭生活贫苦。1861年南北战争爆发后他加入联邦军，在西部战场参与多次胜利战事后打响名气。1863年他带兵赢得維克斯堡戰役控制密西西比河，在查塔努加战役获胜后由亚伯拉罕·林肯晋升为中将。格兰特与羅伯特·E·李在伤亡惨重的陆路战役和彼得斯堡围城战持续交手达13个月，李逃往彼得斯堡后又在阿波马托克斯法院之战败给格兰特，走投无路下于1865年4月9日正式投降。一周后林肯遇刺，而继任总统安德鲁·约翰逊于1866年晋升格兰特至陆军上将。但之后格兰特因重建政策的分歧与约翰逊总统公开决裂，格兰特主张执法保障刚获自由的黑人民权，而国会亦推翻了总统否决重建法的决定。
格兰特出于责任感入伍，是南北战争最耀眼的英雄，在共和党一致推举下当选总统。他在白宫稳定战后国民经济，支持国会推动重建，批准第十五条宪法修正案，严厉打击三K党。联邦在他任内走向全面恢复。他提名非裔和犹太裔出任联邦要职，1871年设立第一个美国公务员委员会，对公务员制度的推动超越过去任何总统。即使跨党派的政敌在1872年大选中联手，但格兰特仍轻松连任。格兰特主张推动印第安人朝白人文化同化，任内爆发大苏族战争。美国在格兰特执掌白宫期间没有对外战争，针对英国的“亚拉巴马号”索赔案巧妙解决，但兼并多明尼加的条约遭参议院否决。
格兰特政府长期因黄金帮、威士忌酒帮等丑闻名声不佳，近年来学者更加认可他任命改革派官员并打击犯罪。格兰特任命约翰·亨德森与大卫·帕特森·戴尔起诉威士忌酒帮，任命本杰明·布里斯托和爱德华兹·皮尔庞特着力反腐，撒迦利亚·钱德勒清理内政腐败。格兰特政府起诉摩门教一夫多妻分子、色情制品商，1873至1877年还打击堕胎。然而1873年恐慌令国家经济萧条严重，民主党拿下众议院多数席位。1876年美國總統選舉发生重大争议，格兰特促使国会达成妥协，和平解决问题。
格兰特在卸任后环游世界，与维多利亚女王共进晚餐并会见多国政要，是首位环游世界的美国前总统。1880年他争取共和党提名第三个总统任期未果。面对严重经济困境和喉癌折磨，格兰特在生命最后一年写完回忆录，出版后广受好评而且非常热销。去世之际，他已是民族团结象征。格兰特是“天生熟练掌握战术和战略”的现代将领和领导人，历史声誉在历任总统一度排名靠后，1994和1996年都只排到第38；但进入21世纪后提升显著，2018年升至第21位，2021年第20位。现代史学家批评他任内丑闻频发，但更重视他执政八年的成果，如起诉三K党、保障非裔人权和公民权、原住民政策创新、和平解决“亚拉巴马号”索赔案和1876年大选之争。

## 早年经历和教育

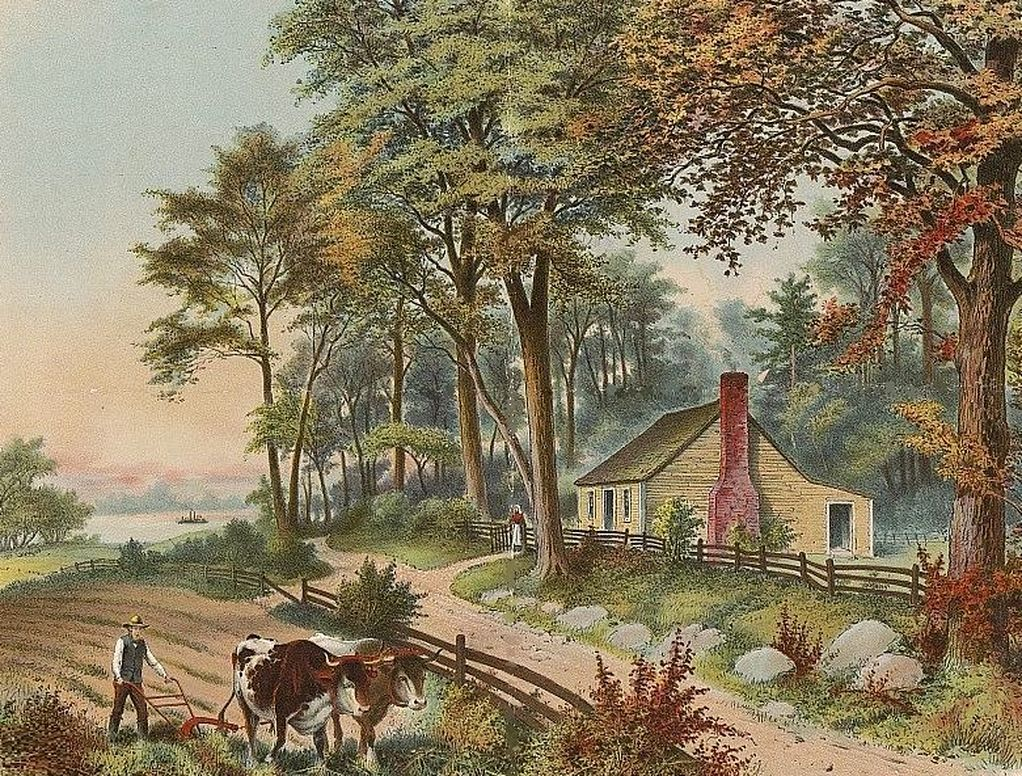
俄亥俄州克萊蒙縣波因特普莱森特的格兰特诞生地

海勒姆·尤利西斯·格兰特1822年4月27日生于俄亥俄州克萊蒙縣波因特普莱森特，父亲杰西·鲁特·格兰特以制革和经商安身立命，母亲叫汉娜·辛普森，婚后随夫姓。格兰特氏祖上乃1630年乘玛丽与约翰号抵达馬薩諸塞灣殖民地的马修·格兰特和普里西拉·格兰特，海勒姆的太公曾参与英法北美战争，爷爷诺亚加入美國革命并投身邦克山戰役。诺亚战后定居宾夕法尼亚州并迎娶爱尔兰移民先驱之女瑞秋·凯利，儿子杰西支持辉格党且极力主张废除奴隶制。杰西1820年迁居波因特普莱森特，在制革厂当工头。不久他遇到爱尔兰蒂龍郡巴利高利长老会移民后裔汉娜，1821年6月24日成婚，十个月后生下长子尤利西斯。孩子的名字是抓阄选中，杰西为纪念岳父给孩子起名海勒姆·尤利西斯，但他只称呼“尤利西斯”。
格兰特一家1823年迁居乔治敦，在此生下五个孩子，分别叫辛普森、克拉拉、奥维尔、珍妮、玛丽。尤利西斯五岁开始接受正规教育，先是认捐学校，后有两家私立学校。1836年冬至1837年初，格兰特在梅斯维尔神学院学习，1838年夏就读约翰·兰金学院，儿时就对马很有一套。格兰特不喜欢制革，父亲看他那么喜欢马，就让儿子驾车运送物资和人员。父母信奉循道宗，弟弟妹妹都要跟着去教堂，但格兰特例外。终其一生，格兰特只在私下祷告，从未正式加入任何教派。在包括儿子在内的他人看来，格兰特似乎信奉不可知论。他像母亲一样为人敬虔且安静，内战爆发前基本对政治不感兴趣，但自称“如果我有任何政治倾向就应该是支持辉格党，我从小在那样的环境长大”。

## 早期军旅生涯、私生活

### 西点军校和首次任务

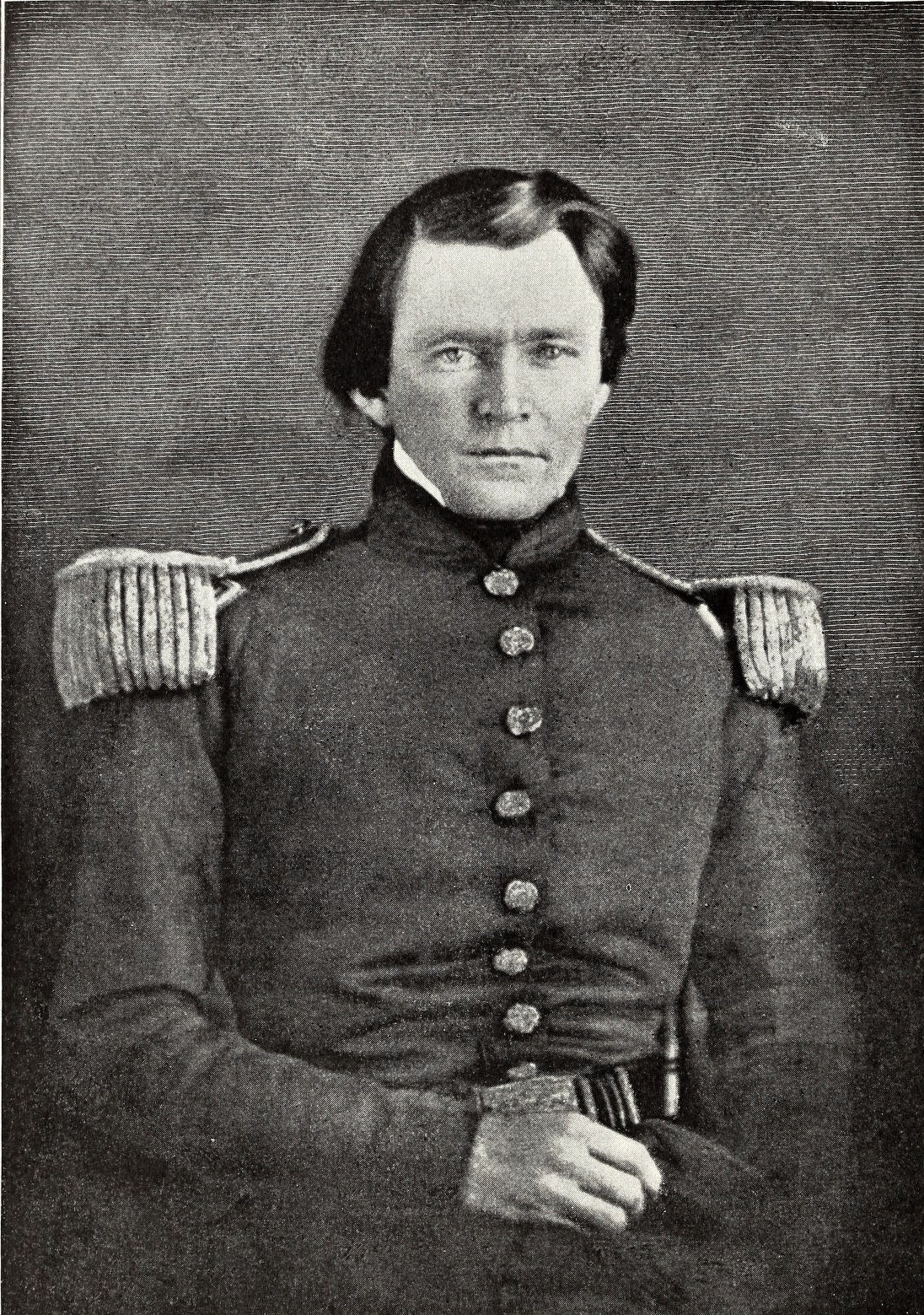
1845至1847年左右的格兰特

杰西致信请联邦众议员托马斯·哈默提名尤利西斯进入西点军校，哈默是民主党人，与杰西政治立场相左，但仍于1839年春提名17岁的尤利西斯。格兰特自认学术成绩不过关，但7月1日获军校录取。哈默不认识格兰特，向军校递交的人名写错，9月14日格兰特入学时登记的名字写成“U·S·格兰特”。名字里的首字母缩写与美国简写相同，“山姆大叔”是美国的象征，所以西点军校同学称他“山姆”。
格兰特起初对军旅生涯不感兴趣，但不到一年他就放弃离开军校的愿望，多年后回忆时自称“总的来说很喜欢”西点军校。在校期间他对马最感兴趣，以骑术精湛著称。毕业典礼时格兰特骑上只有他能驾驭的高头大马约克，创下保持25年的跳高纪录。为调剂军校生活，他向浪漫主义画家罗伯特·沃尔特·威尔学习，九幅画作留存至今。他阅读图书馆藏书的时间比教科书更多，翻阅詹姆斯·菲尼莫尔·库珀等名家作品。西点军校要求学员周日行军至军校教堂参加仪式，格兰特对此颇为反感。他喜欢安静，关系亲密的同学不多，如弗雷德里克·特雷西·登特和詹姆斯·隆史崔特。校长查尔斯·弗格森·史密斯和造访西点探望学员的温菲尔德·斯科特将军令格兰特颇受鼓舞，多年后他写道，军旅生涯“许多东西招人反感，但令人中意的更多”。
格兰特1843年6月30日毕业，在全班39名学生中排第21，次日晋升加衔少尉。格兰特17岁入学时身材瘦小，身高一米五七，体重53公斤，四年后毕业时身高一米七。他计划服役四年后辞职，多年后在写给朋友的信中表示这辈子以卸任总统和离开西点军校这两天最开心。骑术高超的格兰特没当上骑兵，而是分到第四步兵团。他第一个任务是到密苏里州圣路易斯附近的杰斐逊兵营报到，罗伯特·布坎南中校曾因晚归和饮酒对格兰特处以罚款。杰斐逊兵营是此时西部最大的军事基地，由斯蒂芬·卡尼上校负责。格兰特对新上级很满意，但依然一心打算退役并从事教职。

### 婚姻与家庭
格兰特曾在密苏里州拜访登特的家人，1844年与登特之妹朱莉娅订婚。四年后两人于1848年8月22日在朱莉娅位于圣路易斯的家里成婚。登特氏拥有奴隶，格兰特之父反对奴隶制，男方父母均未出席婚礼。三名西点军校同学来当格兰特的伴郎，其中包括新娘的堂表亲隆史崔特。八月底格兰特住在俄亥俄州贝瑟尔的家人热烈欢迎朱莉娅到来。两人育有四个孩子，分别叫弗雷德里克、小尤利西斯（昵称“巴克”）、艾伦（昵称“内莉”）、杰西。婚后格兰特的休假获延长两个月，考虑到养家重担，回到圣路易斯时他决定留在军队。

### 美墨战争

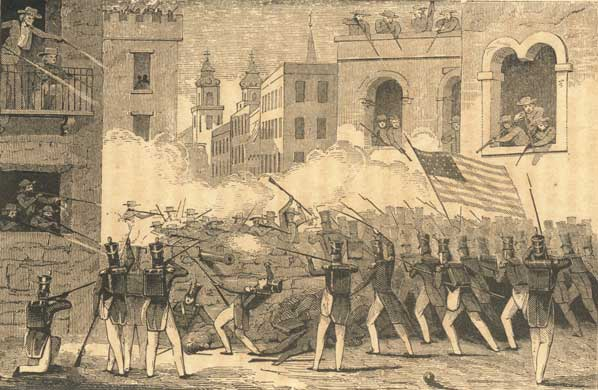
1847年面世的蒙特雷之战画作

美国兼并德克萨斯后与墨西哥关系紧张，战争1846年爆发，格兰特战争期间以勇猛、称职崭露头角。战争爆发前，约翰·泰勒总统就命令格兰特所在部队前往路易斯安那州加入扎卡里·泰勒少将带队的观察军。约翰·泰勒卸任后詹姆斯·诺克斯·波尔克入主白宫，看到墨西哥一直没有打响战争后他命令扎卡里·泰勒从科珀斯克里斯蒂南下约240公里至格蘭德河以南。行军至德克萨斯堡以南后，美军为解围于1846年5月8日打响帕洛阿托之战，这是格兰特首次参与实战。
担任团级军需处长的格兰特渴望战斗，获准后在雷萨卡德拉帕尔马之战带队冲锋。他自愿携带急件冲过敌军狙击手封锁，吊在侧面用马遮挡敌人视线，展现高超骑术。离开雷萨卡德拉帕尔马前他向美方伤员保证带来支援。波尔克忌讳扎卡里·泰勒名望快速上升，决定抽调部分兵力（含格兰特所在部队）组建新军，由斯科特少将带队。斯科特所部飘洋过海，登陆韋拉克魯斯州后进军墨西哥城，在城外的莫利诺德尔雷和查普特佩克与墨军交手。9月30日，格兰特因在莫利诺德尔雷英勇作战加衔中尉。他在圣科斯梅指挥部下把拆散的榴弹炮拖到教堂尖塔，装好后炮轰附近墨军，随后因作战主动勇敢加衔上尉。斯科特所部1847年9月14日入城，墨西哥1848年2月2日向美国割让今加利福尼亚州在内的广袤领土。
格兰特在美墨战争表现亮相，研究斯科特与扎卡里·泰勒的战术和战略并积累丰富经验，数十年后他在回忆录自称大部分领兵知识由此而来。他尊重斯科特，但自认领导风格与泰勒类似。格兰特认为美墨战争在道德上站不住脚，领土扩张旨在推广奴隶制：“我强烈反对如此行径……至今仍认为这是强国对弱国极为不公正的战争”，甚至南北战争就是天神对美国侵略墨西哥的惩罚。战争期间格兰特发现自己对道德的坚持，开始考虑长期呆在军队。
史学家越来越重视格兰特在美墨战争期间负责军需的经历。为格兰特立传的罗纳德·怀特指出，传主本对该职不以为然，但却由此理解“粮草先行”的重要意义，认识军事补给路线、运输、后勤体系，为将来“在敌对领土部署庞大机动部队”做好准备。格兰特逐渐认识到除战术、战场外还有哪些关键因素决定战争走向。担任助理军需官令他全面了解军人作战所需，提供补给让格兰特学会如何维系大军。

### 战后任务、辞职

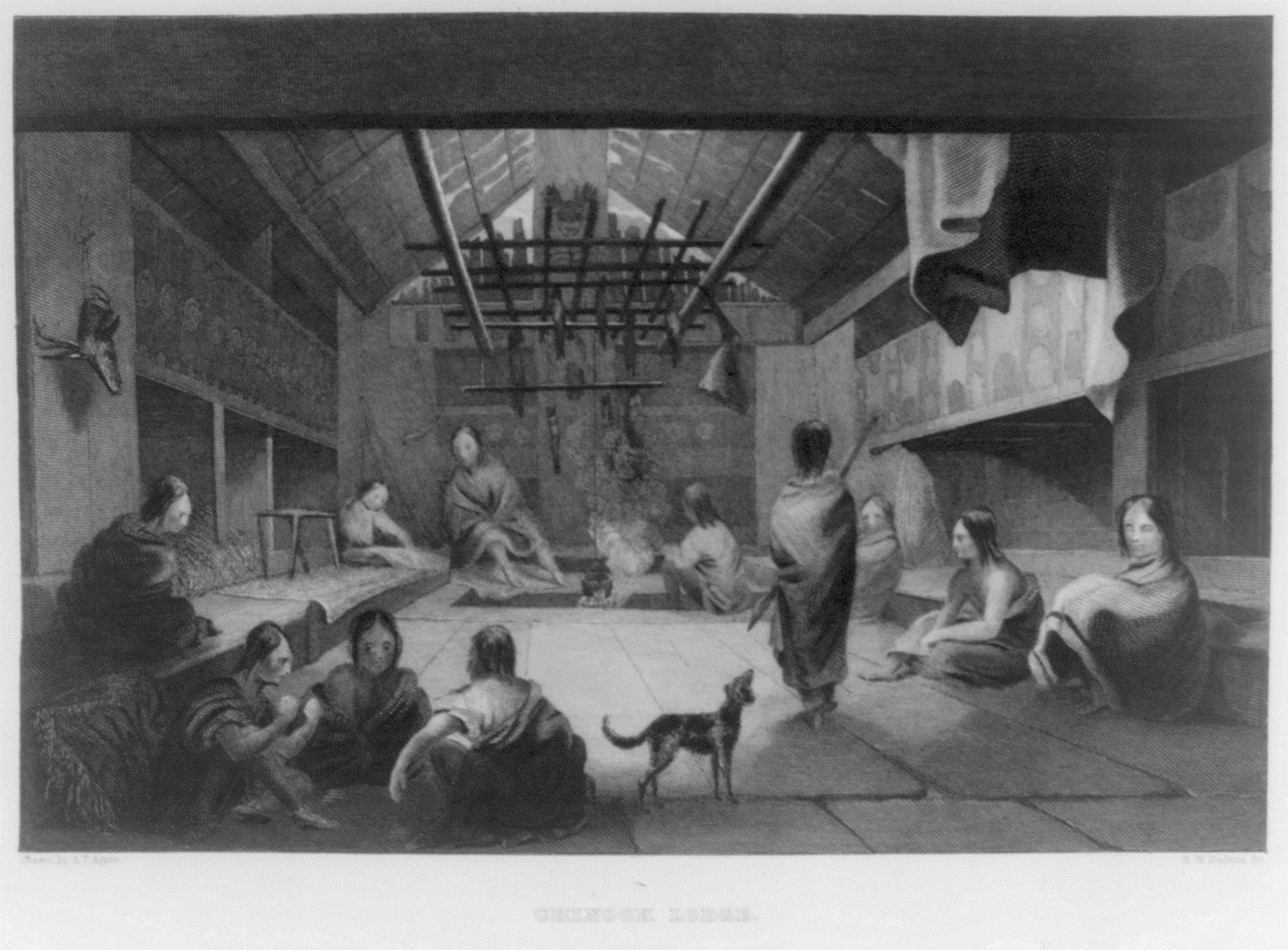
格兰特认为太平洋西北地区的印第安人崇尚和平，不会威胁白人定居者安危，上图为在木板房屋生活的支努干人，取自1845年出版物

美墨战争结束后，格兰特根据命令于1848年11月17日与夫人一起抵达底特律，但很快又调到紐約上州急需物资和修整的荒凉哨所麦迪逊兵营，四个月后调回底特律当军需官。加利福尼亚发现黄金后，无数人为淘金蜂拥而至，格兰特与第四步兵团受命增援当地少量驻军。他负责把军人和数百平民从纽约带到巴拿马，经陆路抵达太平洋海岸再乘船北上前往加利福尼亚。朱莉娅此时已有八个月身孕，没有陪丈夫长途跋涉。格兰特在巴拿马遇到霍亂疫情爆发，许多军人和平民丧生，其中不乏儿童。格兰特在巴拿馬城设立并负责野战医院，把最严重病例转移到近海约1.6公里的医疗船。护工认为照顾病人风险太大提出抗议，许多护理工作由格兰特亲自完成，赢得外界高度赞誉。1849年8月格兰特抵达旧金山，此后又接到命令调到俄勒岡領地温哥华兵营。
格兰特多次经商都以失败告终，甚至遇到合伙人卷走他八百美元。朱莉娅对当地印第安人心怀忧虑，格兰特在信中保证他们不会害人，还对他们的困境心怀同情。格兰特目睹白人代理商骗取印第安人物资，还看到白人定居者把天花和麻疹传染给原住民后尸横遍野的惨状。
1853年格兰特晋升上尉，在加利福尼亚州新建成的洪堡任第四步兵团F连连长。他1854年1月5日抵达洪堡，指挥官是曾与格兰特在杰斐逊兵营相遇、对纪律要求严格的布坎南中校。远离家人的格兰特开始酗酒，布坎南斥责后要求他要么改变，要么走人，格兰特回答要是没改就走人。周日他又喝多了酒，只是神智还算清醒，最后信守承诺辞职 ，1854年7月31日生效。布坎南支持格兰特辞职，但没有递交报告证实醉酒之说。格兰特无需面临军事法庭审判，战争部文献称“没有证据质疑他的良好名誉”。多年后传主表示：“酗酒恶习与我决定辞职毫不相干”。退伍后失去经济来源的格兰特到圣路易斯与家人团聚，对前程毫无把握。

## 平民生活、奴隶、初涉政坛

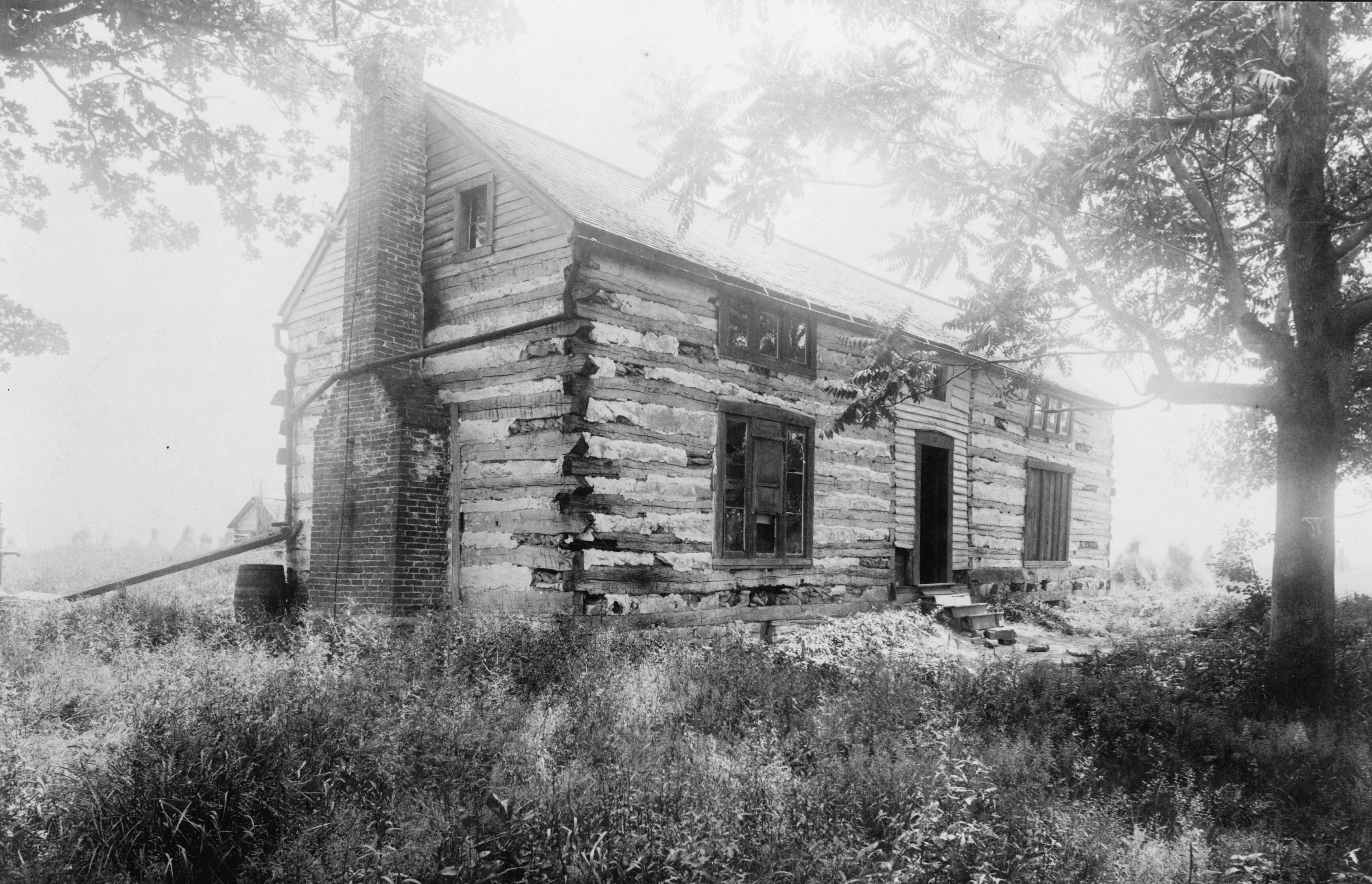
格兰特在密蘇里州为家人建造的农场房屋，刊于1891年出版物

1854年，32岁的格兰特回归平民生活，家中人口增多却没有职业糊口，此后七年都在贫困、动荡中苦苦挣扎。父亲提出让他到伊利诺伊州加利纳经营家族皮革业务分部，但朱莉娅和孩子们要么留在密苏里州娘家，要么在肯塔基州公公家生活。格兰特和朱莉娅不愿分离，谢绝好意。此后四年他在妻舅位于圣路易斯的地块务农，朱莉娅的奴隶“丹”一同耕作。。农场经营很难，为养家糊口他还在圣路易斯街头卖柴火。
格兰特一家1856年搬到朱莉娅父亲的农场，在格兰特农场建房并起名“穷困潦倒”。朱莉娅觉得小屋很难看，尽量用家族纪念品等物装饰，营造家的温馨。除食品充足外，一家人长期缺钱少衣而且没几件家俱。1857年經濟危機重创格兰特等大量农民，他只能典当金表来为家人买圣诞礼物。1858年他把房子出租，与家人搬到岳父家344公顷的种植园。同年格兰特患上疟疾，在秋季放弃务农。
格兰特同年从岳父手中买下35岁奴隶威廉·琼斯。他没有废除奴隶制的主张，但也称不上赞成奴隶制，不愿强迫奴隶做工。1859年3月，经济紧张的格兰特以奴隸解放契约还琼斯自由，等于放弃价值至少上千美元财产。格兰特搬到圣路易斯，与夫人的堂表亲哈利·博格斯合作在房地产业收账，但仍以失败收场，经朱莉娅建议退出。
格兰特八月申请县工程师职位，自认教育经历满足职务需要。35位地方名人推荐他上任，但政治派别明显更加重要，县委员多属自由土地黨和共和党，不接受自认与岳父一样支持民主党的格兰特。格兰特1856年首次在总统大选投票，支持民主党候选人詹姆斯·布坎南，事后自称投票主要因为担心共和党候选人約翰·弗里蒙特反对奴隶制的立场会导致南方分裂并爆发战争，而且觉得此人自吹到简直不要脸。
1860年4月，格兰特带家人北迁加利纳，接受父亲六年前的提议，参与弟弟辛普森和奥维尔经营的皮具生意，短短几个月就清偿债务。一家人出席当地卫理公会教堂仪式，格兰特很快就成为加利纳名流。1860年大选时他还不是伊利诺伊州合法公民，无权投票，与当选的亚伯拉罕·林肯相比他倾向支持民主党候选人史蒂芬·阿諾·道格拉斯，但要是和南方民主党人约翰·C·布雷肯里奇相比他宁可支持林肯。格兰特反对奴隶制的立场日趋强烈，但夫人一直是坚定的民主党人，令他左右为难。

## 南北战争

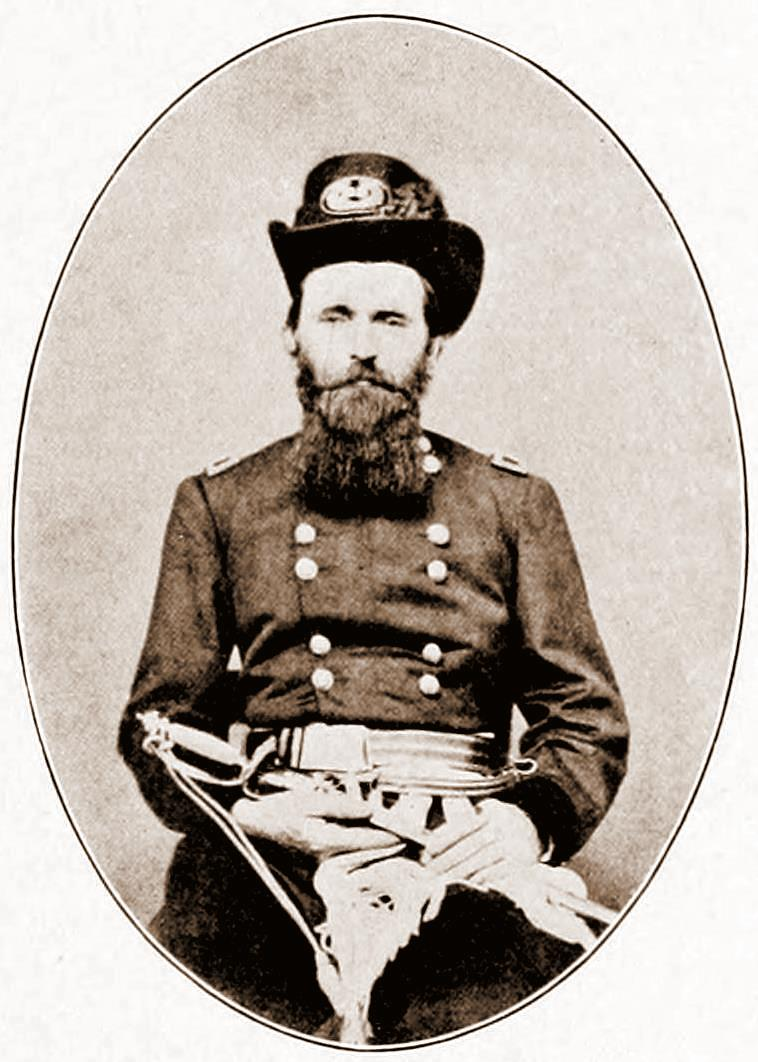
1861年9月格兰特准将在伊利诺伊州开罗照相（1911年出版）

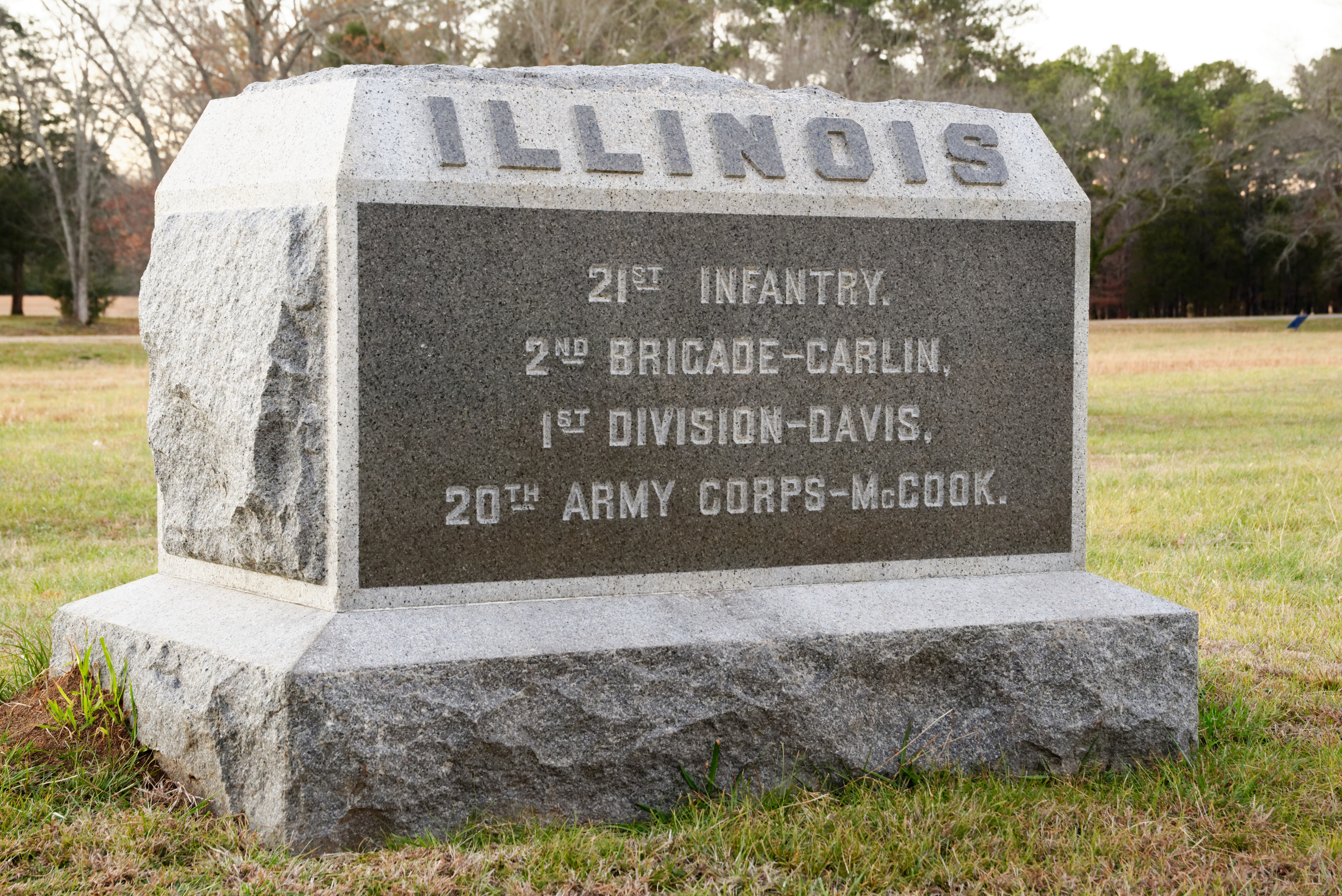
奇卡莫加战场遗址的伊利诺伊州第21步兵团纪念碑

1861年4月12日，联盟军炮轰南卡罗来纳州查尔斯顿萨姆特堡，引爆南北战争。消息在加利纳引起轰动，格兰特与邻里一样对战争忧心仲仲。林肯4月15日召今7.5万志愿军，格兰特次日出席评估局势、鼓励参军的群众大会，父亲的律师约翰·亚伦·罗林斯在大会演讲，激发他的爱国心。他准备参军，多年后回忆时不无满足：“再也没有踏入我们的皮具店”。4月18日他主持第二次征兵大会，但谢绝出任新民兵连长，希望凭过往经历获得更高军衔。

### 早期作战指挥
乔治·B·麦克莱伦少将和纳撒尼尔·里昂准将拒绝接纳格兰特为部下，后者在伊利诺伊州联邦众议员伊莱休·B·沃什伯恩支持下出任州长理查德·耶茨的军事助理，征召十个团加入伊利诺伊州民兵。6月14日格兰特又经沃什伯恩推手晋升上校，执掌不服管束的伊利诺伊州第21志愿步兵团，很快就在该团恢复良好秩序和纪律。格兰特上校率第21团赶赴密苏里州驱逐联盟军。
8月5日，格兰特在沃什伯恩推动下当上志愿军准将。西部军区联邦军司令約翰·弗里蒙特没有选择众多资深将领，任命格兰特负责密苏里东南军分区。9月2日格兰特抵达开罗，接替理查德·奥格尔斯比任军分区司令，设立总部并计划在密西西比河下游、田納西河与坎伯兰河上游打响战役。联盟军进入西肯塔基并占领哥伦布，剑指南伊利诺伊。格兰特通知弗里蒙特后果断出击，没有坐等上级命令，9月6日未发一弹便占领帕迪尤卡。格兰特深知肯塔基州保持中立对林肯非常重要，向当地居民承诺无意敌对，愿做朋友。11月1日弗里蒙特命令格兰特在密西西比河边向对岸的联盟军显示实力，但禁止主动出击。

### 贝尔蒙特之战（1861年）、亨利堡与唐纳尔逊堡之战（1862年）
林肯1861年11月2日解除弗里蒙特的指挥权，格兰特获许攻打在密苏里州开普吉拉多扎营的联盟军。11月5日格兰特与约翰·麦克勒南准将率2500将士在亨特角上岸，11月7日与联盟军在伯蒙特之役交手。联邦军攻占营地后，弗兰克·切瑟姆与吉迪恩·皮罗两名准将率领经过增援的联盟军养土重来，联邦军只能在混乱中撤退。格兰特想摧毁哥伦布和密苏里州密西西比县贝尔蒙特的敌方据点，但兵力不足，只能扰乱联盟军阵地。面对哥伦布要塞炮火，格兰特所部竭力回到联邦军运输船逃往开罗。战斗以格兰特所部撤退告终，但手下志愿军经此役获得急需的信心与经验，向林肯证明格兰特的战斗决心。
哥伦布挡在联邦军前往密西西比河下游途中，格兰特与詹姆斯·麦克弗森中校计划率2.5万兵马绕过哥伦布，攻打田纳西河畔的亨利堡，接下来东进16公里，在炮艇支援下攻打坎伯兰河据点唐纳尔逊堡，打开两河航道方便联邦军深入南部。格兰特向刚成立的密苏里军区新司令亨利·韦杰·哈勒克说明计划，后者也有类似构想但批评格兰特过分自信，兵力恐需翻倍才能达成目标。同麦克莱伦少将以电报交流后，哈勒克同意在安德鲁·富特海军准将率海军密切配合下执行格兰特的计划。富特出动炮艇轰炸，结果格兰特带队的步兵尚未赶到，亨利堡就于1862年2月6日投降。
格兰特马上命令突袭控制坎伯兰河的唐纳尔逊堡。亨利堡驻军不多，但唐纳尔逊堡兵力与格兰特不相上下。他和麦克勒南、查尔斯·弗格森·史密斯对此一无所知，各自带兵围在堡垒周围。次日麦克勒南与史密斯分别攻打看起来防御薄弱的位置试探，但很快被联盟军逼退。2月14日富特派炮艇轰炸唐纳尔逊堡，但同样被猛烈炮火击退。次日皮罗占据主动，猛攻并击溃麦克勒南率领的师。联邦军增援赶到后格兰特拥有超过四万兵马，联盟军进攻时格兰特和富特在一块，距战场约6.5公里。听到枪炮声后他立即骑马赶回并召集部下军官，在约11公里的结冰道路和战壕间穿行，听取汇报并下达指令。联邦军最后封锁纳什维尔路，联盟军撤回堡垒。2月16日富特恢复炮轰，拉开全面进攻帷幕。联盟军将领约翰·弗洛伊德与皮罗逃跑，留下指挥的西蒙·玻利瓦尔·巴克纳接受格兰特要求“立即无条件投降”。
唐纳尔逊堡之战是格兰特为联邦军赢得的首次重大胜利，俘虏弗洛伊德手下超1.2万叛军。哈勒克对格兰特擅自行动非常不满，向麦克莱伦投诉格兰特“鲁莽而无能”。哈勒克3月3日向首都发电报，指控格兰特已经一周没有和他联系。三天后他宣称“刚听说”格兰特又开始酗酒。林肯没有理睬哈勒克的指控，晋升格兰特为志愿军少将，北方传媒把后者当英雄传颂，笑称他的姓名首字母缩写“U.S.G.”意为“无条件·投降·格兰特”。

### 希洛之战
随着大军集结，北方普遍认为内战有望随西线战事结束。哈勒克在林肯与战争部长埃德温·斯坦顿敦促下将格兰特复职，后者离开亨利堡乘船沿田纳西河逆流而上与旧部会合，带队与田纳西军团攻入田纳西州。格兰特所部主力位于哈丁县境内田纳西河东岸的匹兹堡登岸口，准备对付密西西比州科林斯集结的四万联盟军。威廉·特库姆塞·舍曼准将向格兰特保证，参与进攻的联邦军虽是新兵，但都已做好战斗准备，格兰特同意后把评估结果发给哈勒克。格兰特计划在科林斯袭击敌军，哈勒克命令他先等唐·卡洛斯·比尔少将率2.5万增援赶到。等待期间格兰特准备进攻同等兵力的联盟军，联邦军没在田纳西河与猫头鹰溪间修筑防御工事，用大部分时间训练基本没有经验的部队，舍曼听到联盟军就在附近的汇报后根本不理睬。
联邦军迟迟不进攻，为联盟军在比尔赶到前先发制人创造条件。1862年4月6日清晨，阿尔伯特·西德尼·约翰斯顿和P·G·T·博雷加德率联盟军从希洛教堂附近突袭，格兰特所部对“阿尔卑斯山雪崩般”攻势措手不及，五个师被迫在混乱中逃向田纳西河。约翰斯顿阵亡后博雷加德接手指挥，联邦军在后称“马蜂窝”的位置结成防线，阻挡敌军攻势数小时，为格兰特在匹兹堡登岸口集结火炮和两万兵马争取宝贵时间。联盟军冲过马蜂窝后追上联邦军一个师，但“格兰特的最后防线”守住登岸口，精疲力竭且缺乏增援的联盟军只能停止进攻。经过一天惨烈战斗，伤亡将士成千上万。当晚暴雨倾盘，舍曼看到格兰特独自站在树下淋雨后言道，这真是魔鬼般的一天。格兰特表示同意，还称第二天就要还以颜色。
比尔与路易斯·华莱士率1.8万新军赶到，格兰特次日拂晓反击夺回阵地，迫使组织混乱且士气低落的叛军撤回科林斯。哈勒克命令格兰特停止追击，不得远离匹兹堡登岸口超过一天路程。战斗以格兰特获胜告终，但战场局势基本不变，联邦军占领匹兹堡登岸口，联盟军龟缩科林斯。格兰特此时已经明白南方决心战斗到底，战争不可能随一次战斗结束。他事后写道：“那时我终于明白，只有彻底征服才能挽救联邦。”
希洛之战创下美国史上惨烈战事纪录，总伤亡23746人震惊全美。媒体一度称赞格兰特击败联盟军，但他很快卷入争议。北方传媒因战事伤亡惨重对格兰特口诛笔伐，指控他战斗期间烂醉如泥，与现场军官等证人所述截然相反。外界指摘令格兰特心灰意冷，经舍曼劝说才没有辞职。林肯认为外界谴责乃无稽之谈，敢于战斗何罪之有。格兰特赢得希洛之战后，联盟军已经不可能在密西西比河谷取胜，也不可能在西部战场取得战略优势。
哈勒克4月11日赶到圣路易斯后接过指挥权，集结约12万联军。29日他解除格兰特的野战指挥权，由乔治·亨利·托马斯少将取而代之。哈勒克缓慢朝科林斯进军，每晚都在挖战壕。博雷加德派人假装逃兵向联邦军“泄露”联盟军增援不断赶来的假消息，并在5月29日夜间将部队转移出城，5月30日哈勒克终于抵达科林斯，对联盟军撤离非常意外。
哈勒克将手下大军分散，并在7月11日恢复格兰特的田纳西军团战地指挥职务。
9月19日，格兰特所部在艾尤卡之战击败联盟军，接下来挫败联盟军夺回科林斯的企图，双方伤亡都很惨重。10月25日格兰特接掌田纳西军分区。林肯的解放奴隸宣言初稿公布后，格兰特于11月命令下属部队接纳昔日黑奴加入，把他们当联邦军人对待，提供衣服、住所并向服役者支付军饷。至此他控制西田纳西的兵力达近四万人。

### 维克斯堡战役（1862至1863年）

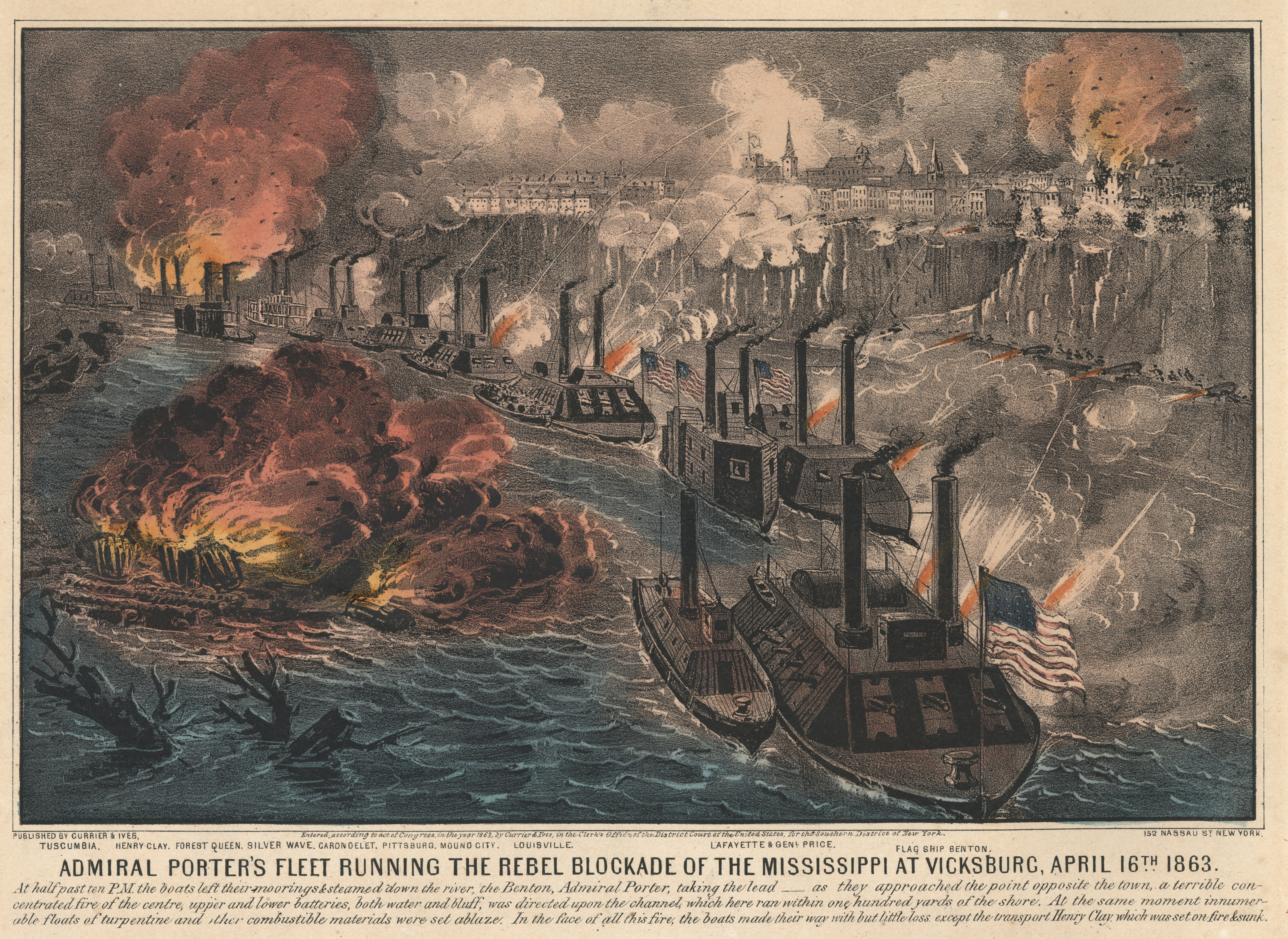
密西西比河上波特所部炮艇与维克斯堡联盟军激战

维克斯堡是联盟军在密西西比河的最后据点，联邦军攻陷可将邦联势力一分为二，对战局影响重大。林肯把任务交给麦克勒南，而非格兰特或舍曼。保留军队调动权的哈勒克命令麦克勒南所部前往孟菲斯，由格兰特指挥。格兰特1862年11月13日攻占霍利斯普林斯并挺进科林斯，计划南下杰克逊，从陆路进攻维克斯堡，舍曼从奇卡索小溪攻击。联盟军骑兵12月11和20日突袭，突破联邦军战线夺回霍利斯普林斯，阻止格兰特与舍曼夹击维克斯堡。格兰特发现假装忠于联邦的平民搞破坏，感叹“四面八方都是游击队” 。12月29日，约翰·彭伯顿中将在奇克索河道率联盟军击退企图从陡坡攻上维克斯堡的舍曼。麦克勒南接掌舍曼所部，独立行动拿下邦联辛德曼堡。
黑人逃奴涌入田纳西军分区，格兰特安排他们北上开罗，在芝加哥当佣人融入白人社会。伊利诺伊州政坛领导人对此不满，林肯命令停止向北输送黑人。格兰特自行制定方案，聘请长老会随军牧师约翰·伊顿管理逃奴工作营地。经过补偿重获自由的黑奴采摘棉花，运往北方用于支援联邦军战事。经林肯批准，格兰特的逃奴工作营计划运作顺利。格兰特还释放旁通水渠及河流其他位置做工的黑奴，把他们纳入联邦陆军与海军。

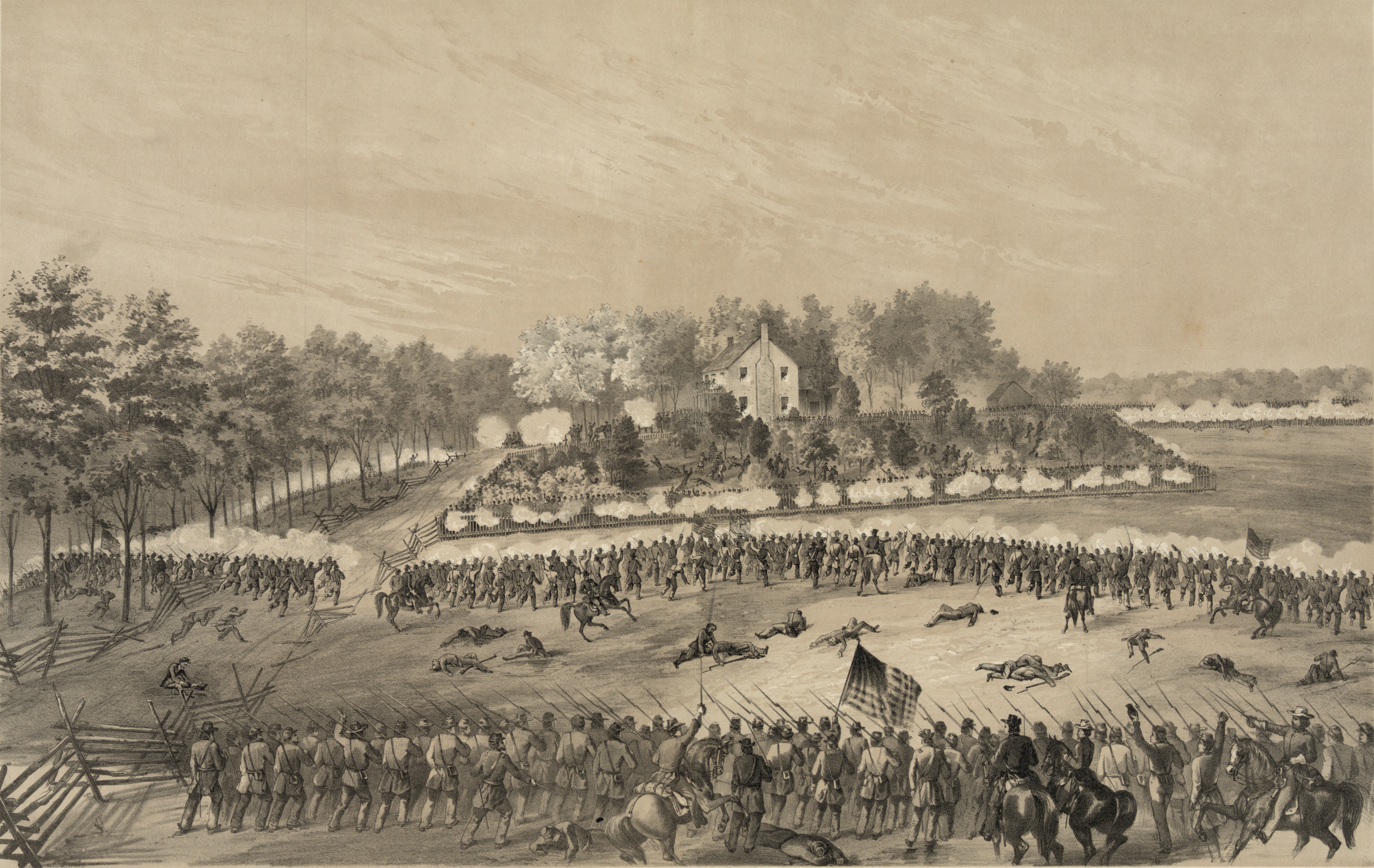
1863年5月14日杰克逊之战，維克斯堡戰役重要战斗

格兰特还需负责打击北方非法棉花贸易和平民破坏。棉花走私猖獗，棉花价格飙升。格兰特认为走私为联盟军提供资金和情报，进而导致联邦军人战死沙场。他收到许多汇报投诉下属军分区的犹太投机商，还担心军官企图从棉花贸易获利，进而导致贪腐，但涉嫌非法贸易的犹太商人仅占少数。格兰特对商人用黄金购买南方棉花深恶痛绝，他要买棉花还需财政部和联邦军下发许可。
1862年12月17日，格兰特发布充满争议的11号通令，驱逐下属联邦军分区所有“犹太阶级”。12月17和28日，通令分别在霍利斯普林斯和帕迪尤卡全面执行。联盟军厄尔·范多恩少将12月20日袭击霍利斯普林斯，令许多犹太人免于驱逐。林肯接到投诉后于1863年1月3日撤消通令，格兰特最后在1月17日中止命令。
格兰特1863年1月29日担任维克斯堡战役联邦军司令，计划带兵从积水地带绕过维克斯堡炮火。从下游攻打维克斯堡风险很大，一旦跨过密西西比河就无法获得联邦军大部分补给线支援。4月16日，格兰特命令大卫·迪克森·波特海军少将所部炮艇顶着维克斯堡炮火南下，与沿密西西比河西岸南下的部队会合。格兰特以战斗迷惑彭伯顿，大军向军跨过密西西比河，在奇克索河道上岸。攻陷州首府杰克逊后，杰克逊所部西进并在5月16日的冠军山之战击败彭伯顿，败兵逃回维克斯堡。经过两次伤亡惨重的壕沟战，格兰特所部围困维克斯堡七周。格兰特在战事平稳时偶尔饮酒，他与麦克勒南私交不佳，时有争斗。麦克勒南抗命发布未经许可的指令后被格兰特撤职，但这还不足以为争斗划上句点。1863年7月4日，彭德顿率维克斯堡守军向格兰特投降。
攻陷维克斯堡后密西西比河落入联邦军控制，南方邦联势力一分为二。格兰特此时完全认同共和党激进派积极出击、解放黑奴的政治立场，维克斯堡战役令北方士气大振。斯坦顿提议格兰特到东部统领波多马克军团，后者自认更了解西部地理和资源，不想打乱东部指挥链。

### 查塔努加战役（1863年）、晋升

联邦军涌入米申纳里岭战胜联盟军

1863年10月16日，林肯晋升格兰特为正规军少将，统领俄亥俄军团、田纳西军团、坎伯兰军团组成的密西西比战區。坎伯兰军团在奇卡莫加战役后撤到查塔努加，敌军把守部分方向退路。格兰特此前已从维克斯堡乘船至开罗，再坐火车赶到布里奇波特，听到消息后骑马一路奔至查塔努加。联邦军在他赶到前已开始执行计划向城内运送物资、突破局部围困。波多马克军团调来的约瑟夫·胡克少将所部从西线逼近，与城内向东突围的部队会合，占领布朗渡口，打开通向布里奇波特铁路的补给线。
格兰特计划由坎伯兰军团协助舍曼带队的田纳西军团进攻米申纳里岭北端，准备居高临下地冲击敌军右翼。乔治·亨利·托马斯少将11月23日白天的行动令联盟军措不及防，联邦军大幅推进并占领查塔努加与米申纳里岭之间的奥查德圆丘。占据米申纳里岭是格兰特作战计划的关键，但舍曼次日未达目标。胡克所部靠巧妙调动包抄敌军侧翼并拿下卢考特山，对联邦军可谓柳暗花明。
舍曼行动失败后，格兰特25日命令托马斯少将所部进军米申纳里岭提供支援。坎伯兰军团四个师（中间两个师分别由菲利普·谢里登少将和托马斯·伍德准将统领）将山下联盟军驱离，接下来不顾上级命令继续朝45度斜坡冲锋，攻占沿途防御工事，联盟军仓皇逃窜。联邦军经此役奠定胜局，全面控制田纳西州，打开进攻南方邦联心脏地带喬治亞州的道路。圣路易斯心怀感激的仰慕者送格兰特纯种高头大马“辛辛那提”。
1864年3月2日，林肯晋升格兰特至中将，担任联邦军总司令。格兰特是乔治·华盛顿之后美国首位陆军中将，他3月8日抵达哥伦比亚特区，次日林肯在内阁会议上正式任命。格兰特与林肯在公事上良好合作，总统放任中将自行制定战略。格兰特与波多马克军团司令乔治·米德少将在里士满西北的库尔佩珀设立总部，每周前往首都与总统和战争部长会晤。格兰特攻入北卡罗来纳州的计划比较冒险，经哈勒克抗议后改为联邦军从五个方向联合出击，令敌军顾此失彼、疲于奔命。格兰特与米德准备同羅伯特·E·李的北維吉尼亞軍團正面决战，西线联邦军新司令舍曼负责摧毁约瑟夫·E·约翰斯顿率领的田纳西军团并拿下亚特兰大。本杰明·巴特勒少将沿詹姆斯河逆流而上，从东南进攻李所部，纳撒尼尔·班克斯少将准备攻占莫比尔，弗兰兹·西格尔少將争夺雪倫多亞河谷沃土的粮仓和铁路。
格兰特手下战备部队总人数达53.3万，前线绵延29公里；联盟军大量军官长眠战场而且很难找到替补。格兰特民望高涨，江湖传言声称如果在年初带领联邦军获胜，格兰特有望竞争总统宝座。格兰特听闻后决定不竞选从政，流言很快随战事胶着消失。

### 陆路战役（1864年）
1864年5至6月，联邦军与联盟军在弗吉尼亚州连串残酷战斗交手，史称陆路战役。西格尔与巴特勒未达目标，格兰特只能单独对抗李氏。5月4日（周三）早上，格兰特穿上全套军装并附佩剑，从库尔佩珀率军冲锋。大军冲过拉皮丹河时无人抵抗，补给通过四座浮桥运输。5月5日，格兰特所部与李打响持续三天的莽原之役，估计联邦军伤亡17666人，联盟军11125人。
格兰特没有后撤，从东南方攻击李氏所部联盟军，打算把大军隔在敌军与史波特斯凡尼亚法院之间。李氏大军先赶到史波特斯凡尼亚，双方交战13天，伤亡数万人。5月12日格兰特想突破敌军炮兵把守的“缪尔舒”突出部，当天双边伤亡在南北战争名列前茅，史称“血腥尖角”。联邦军未能突破敌军防线，格兰特再度从东南进攻李氏大军侧翼，引发持续三天的北安娜之战。

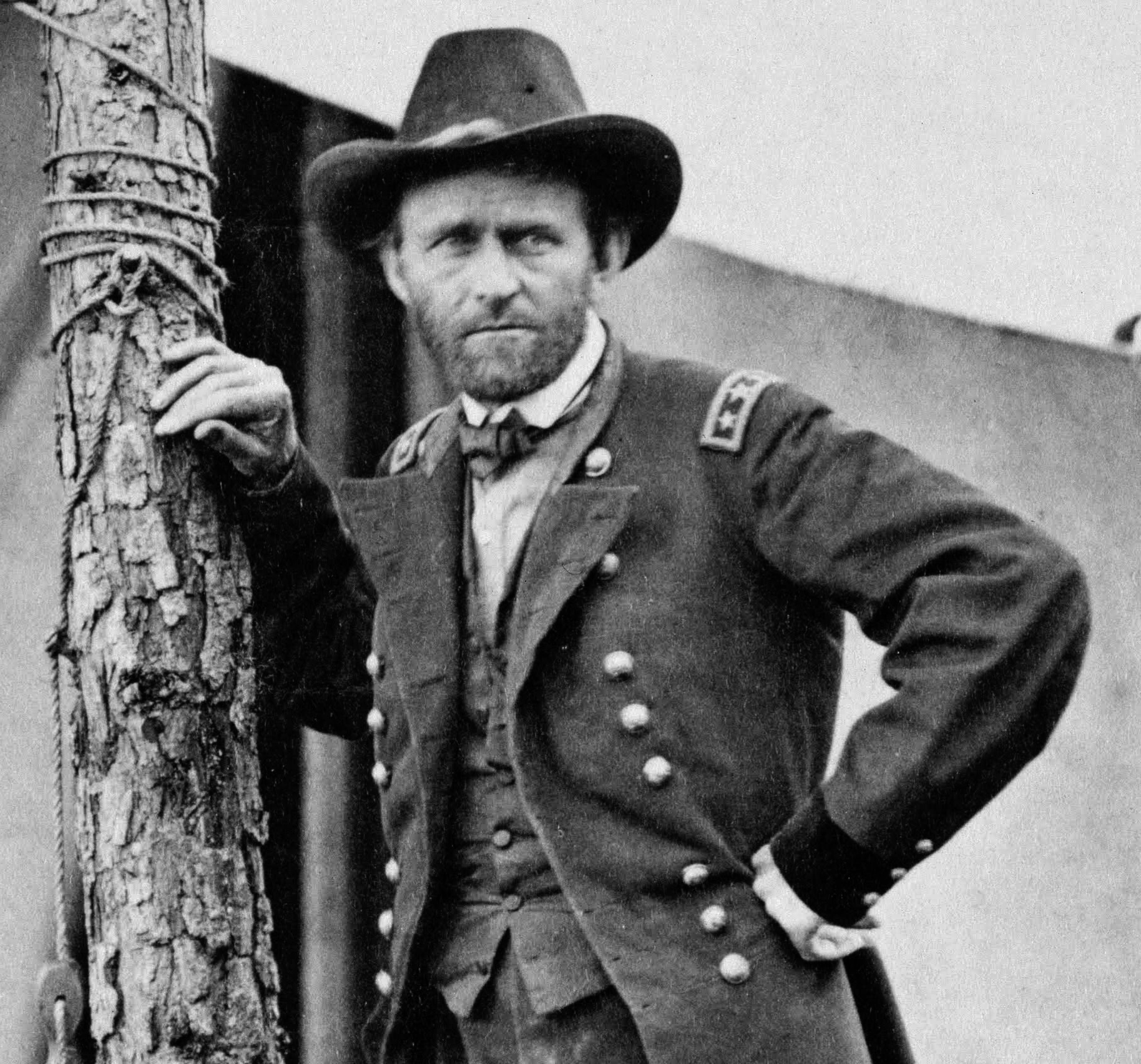
1864年6月指挥冷港战役的格兰特中将

#### 冷港战役
冷港是通向里士满的重要交通枢纽，格兰特认为此地敌军最为薄弱，拿下就能击溃李氏大军，从而攻陷里士满结束战争。格兰特已有两个军赶到冷港，温菲尔德·斯科特·汉考克所部还在路上。伤亡惨重的莽原之役重创联盟军士气，格兰特决定与李再度交手。
李的防线从里士满和彼得斯堡向东面和北面延伸约16公里，冷港等多地还没来得及修筑防御工事。6月1至2日，格兰特和李都在等待增援。汉考克所部连夜行军，赶到时已筋疲力尽，无法次日上午马上进攻。格兰特同意部队休整至下午五点进攻，随后又推迟到6月3日清晨四点半。联邦军高级将领尚未探知敌方最新动向，格兰特与米德让各军统帅自行决断如何协作攻击敌人防线，没有发布具体进攻指令。李氏大军连夜仓促修建防御工事阻止联邦军突袭冷港，一无所知的格兰特已两次推迟进攻，急于在敌方援军赶到前行动。6月3日早上，格兰特以十万大军进攻李氏5.9万兵马，没想到对方已利用大树和灌木遮挡完善工事。联邦军伤亡1.2至1.4万人，联盟军仅三到五千，只不过格兰特兵源充足，李则不然。
前所未有的重大伤亡震惊全美，加剧北方反战情绪。战斗结束后格兰特站在白旗下呼吁双边暂停敌对、搜救伤员，但战场伤员大多是联邦军，李表示只接受全面停战，绝大部分伤员就在双方讨论期间死亡。格兰特的正式军情报告没有对灾难般的失败致歉，多年后他在回忆录自承曾向参谋吐露心声，“后悔最后在冷港发动进攻，也后悔进攻……维克斯堡”。

### 围困彼得斯堡（1864至1865年）
格兰特率军经过詹姆斯河南面且未由李氏大军发现，助巴特勒摆脱百慕達韓垂戰事，朝弗吉尼亚州中央铁路枢纽彼得斯堡进军。博雷加德守御彼得斯堡，李6月18日率经验丰厚的援军赶到，随后是长达九个月的围城战。北方对南方的怨愤日益增长，谢里登受命统领联邦谢南多厄军团，格兰特指示“追击敌人、不死不休”。谢里登遭遇约翰·莫斯比带队的非正规联盟军骑兵偷袭，格兰特建议围捕敌人家属关进麥克亨利堡。格兰特偷袭彼得斯堡未果，但林肯支持他继续围城并在6月21日造访格兰特大军总部，视察军队状况并与格兰特和波特会晤，总统离开时对格兰特更加认可。
资源持续消耗，格兰特必须马上行动才能打击李氏大军。具伯·爾利所部联盟军袭击谢南多厄河谷，而且距波多马克河距离很近，可能危及首都，格兰特不得不分出本就不足的兵力跟进。七月下旬格兰特在彼得斯堡勉强同意计划引爆装满数吨炸药的隧道、炸毁敌军部分战壕。大爆炸形成直径约52米，深九米多的弹坑，瞬间炸死联盟军一个团。安伯洛斯·本赛少将与詹姆斯·莱德利准将引导失误，在本该包围弹坑之际匆忙冲进坑内。威廉·马宏少将带领缓过神的联盟军包围弹坑，轻松击溃坑内联邦军。联邦军此役死伤3500人，达联盟军三倍。联邦军大部分伤亡是黑人，此役也是黑人部队在东部首次参加大规模战斗。格兰特事后承认此役整体战术存在“重大失败”。

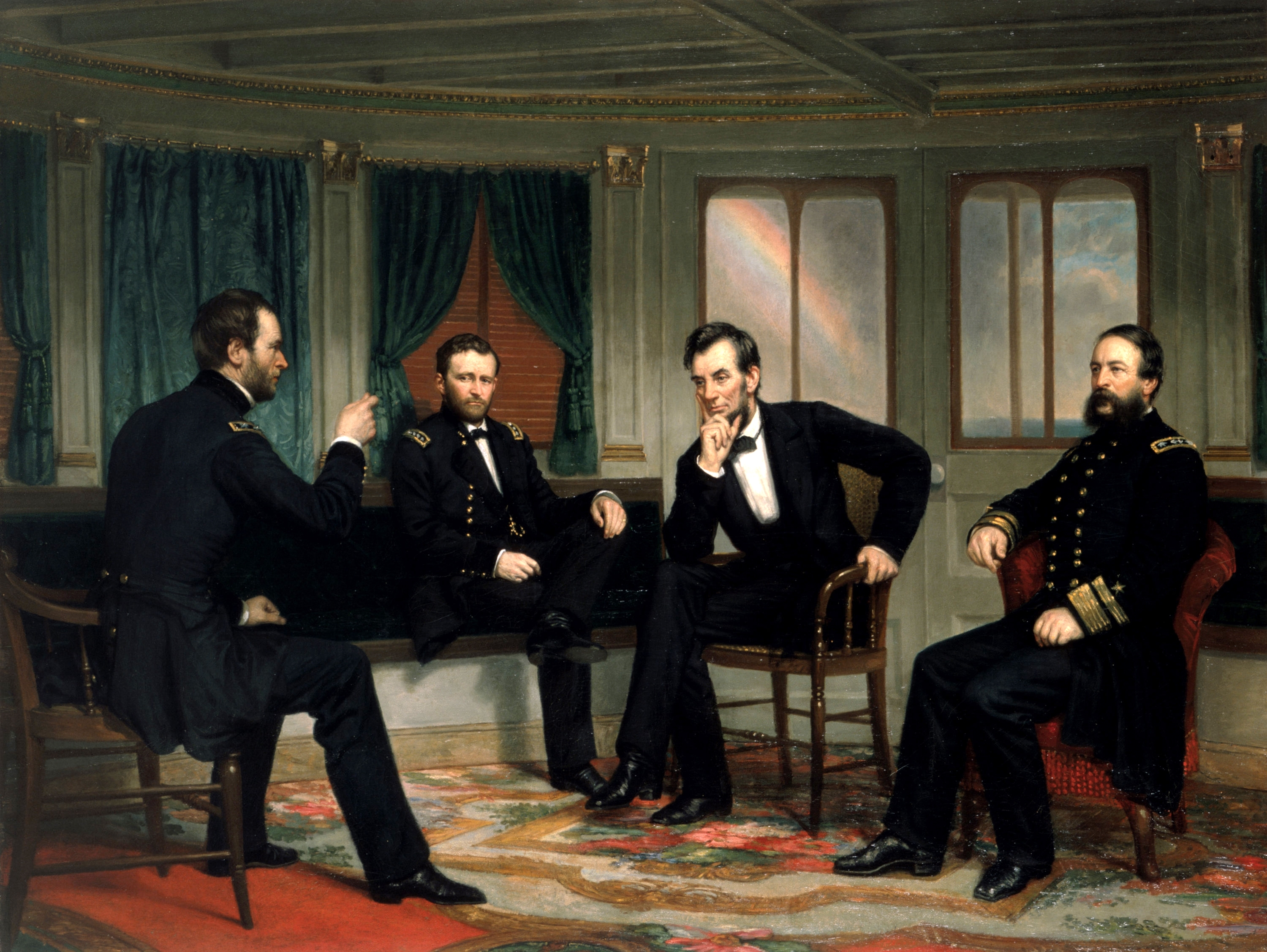
乔治·彼得·亚历山大·希利1868年油画《和平缔造者》，左起：舍曼、格兰特、林肯、波特

格兰特后与林肯会晤并在调查法庭作证，指控本赛与莱德利不称职。多年后他还在回忆录谴责两人对联邦军在弹坑之战惨败责无旁贷。格兰特不再像冷港之战那样与李氏正面对抗，迫使敌军延彼得斯堡以南和以西设防，以便占领重要铁路。
联邦军很快攻占莫比尔湾和亚特兰大，控制谢南多厄河谷，确保林肯11月连任。格兰特与总统同意舍曼进军萨凡纳，无人抵抗之下杀出近百公里毁灭之路直至大西洋，12月22日占领薩凡納。经格兰特大力推动，托马斯少将12月16日率联邦军在纳什维尔之战大败约翰·贝尔·胡德所部联盟军。北方胜利在即，联盟军主力基本只剩彼得斯堡的李氏大军。
1865年3月，格兰特已大幅削弱李氏大军，对手基本困在长达56公里防线上无法脱身。战壕里的联盟军饥寒交迫、军心涣散，逃兵成千上万。3月25日李氏孤注一掷，集中残兵攻打斯特曼堡，死伤四千人，彼得斯堡战线的最后一战以联邦军大胜告终。格兰特、舍曼、波特、林肯3月28日开会讨论李氏残部投降和南方重建。

### 阿波马托克斯法院决战、结束战争（1865年）

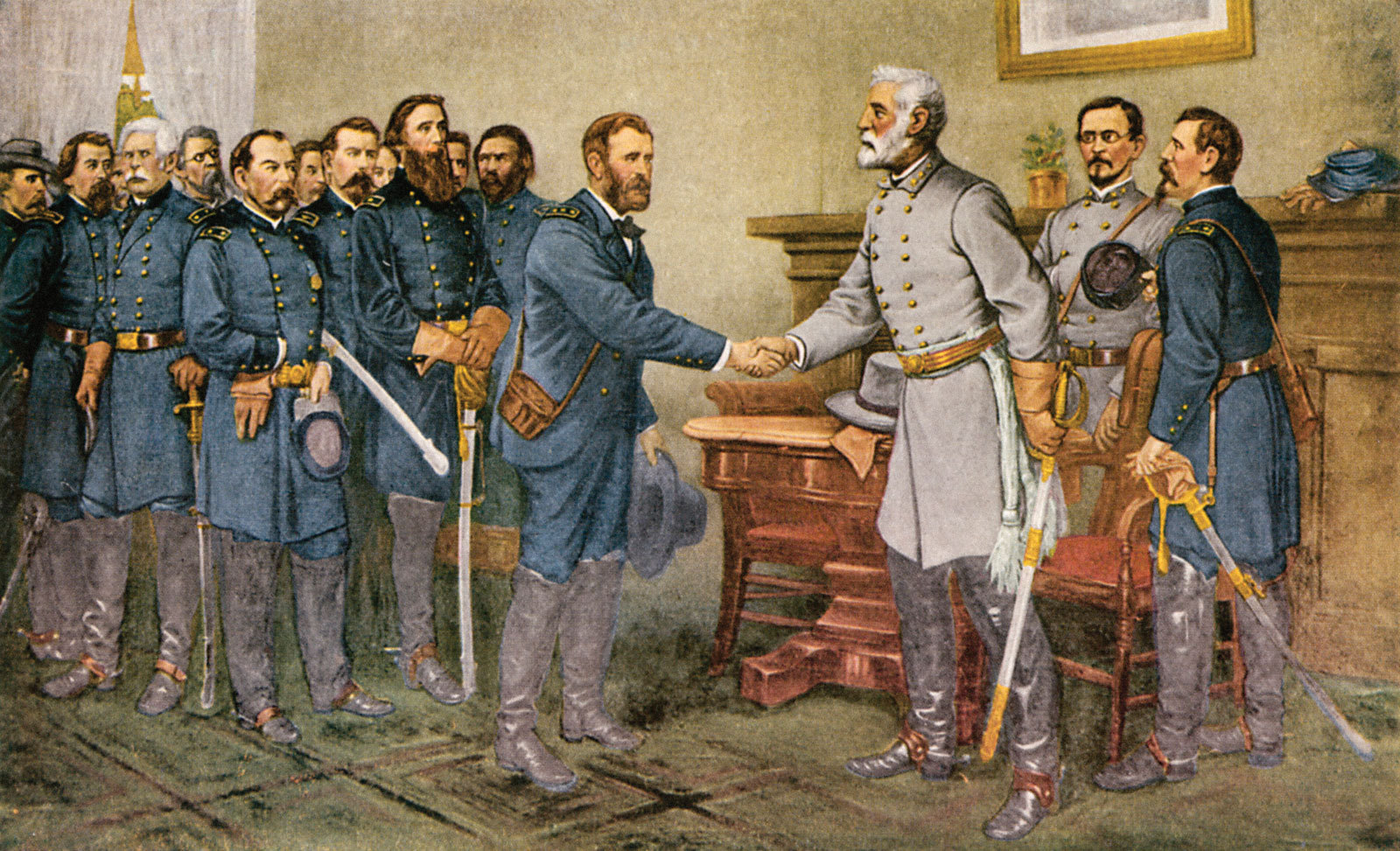
罗伯特·李在阿波马托克斯法院战败后向格兰特投降

格兰特4月2日下令全力攻击李氏残兵。李氏逃离彼得斯堡和里士满，格兰特所部当天及次日轻松占领两城。走逃无路的李仓惶逃窜，企图与约瑟夫·E·约翰斯顿所部败兵会合，谢里登率骑兵及时制止并切断敌军补给线。格兰特与李交流后派副手奥维尔·巴布科克传达最后通牒，李氏可自选会晤地点商讨投降事宜。格兰特马上骑马向西绕过李氏残部，与占领阿波马托克斯火车站、挡住李氏去路的谢里登会合，在路上收到李氏同意投降的信。
4月9日，格兰特和李在阿波马托克斯法院会晤。格兰特收到李氏来信同意投降时非常高兴，觉得南方民族为保奴隶制诉诸战争实在不值，还对李长期顽强斗争最后如此收场颇感不是滋味。短暂谈起在墨西哥并肩战斗的往事后，格兰特写下投降条件。投降官兵可获特赦：“所有官兵可以回家，只要遵守假释和居住地现行法律就不受联邦政府骚扰”。李氏马上同意并在文件签字，随后要求昔日部下保留马匹，格兰特慷慨应允。格兰特还命令部下停止一切庆祝活动：“战争结束，叛党现在又成为我们的同胞”。约翰斯顿所部田纳西军团1865年4月26日投降，理查德·泰勒的亚拉巴马军团5月4日，埃德蒙·柯比·史密斯的德克萨斯军团5月26日，南北战争至此结束。

### 林肯遇刺
李氏投降五天后，格兰特于4月14日在首都出席内阁会议。朱莉娅想去费城，夫妻二人谢绝总统当晚到福特剧院看戏的邀请。叛乱分子计划当晚暗杀内阁高官，孤注一掷企图推翻联邦。约翰·威尔克斯·布斯在福特剧院以手枪命中林肯头部，总统次日凌晨去世。包括格兰特在内的许多人认为他也是暗杀目标，检察官在法庭审判时宣称与布斯同谋的迈克尔·奥劳克伦曾跟踪格兰特。斯坦顿把总统死讯告知格兰特，要求他返回哥伦比亚特区。副总统安德鲁·约翰逊4月15日宣誓就职。4月19日格兰特出席林肯葬礼在时独自站在一边，在众人眼中痛哭失声，称林肯乃“我所知头号伟人”。格兰特决心与约翰逊合作，私下还表示对新总统按林肯遗志管理政府充满希望。

## 陆军总司令

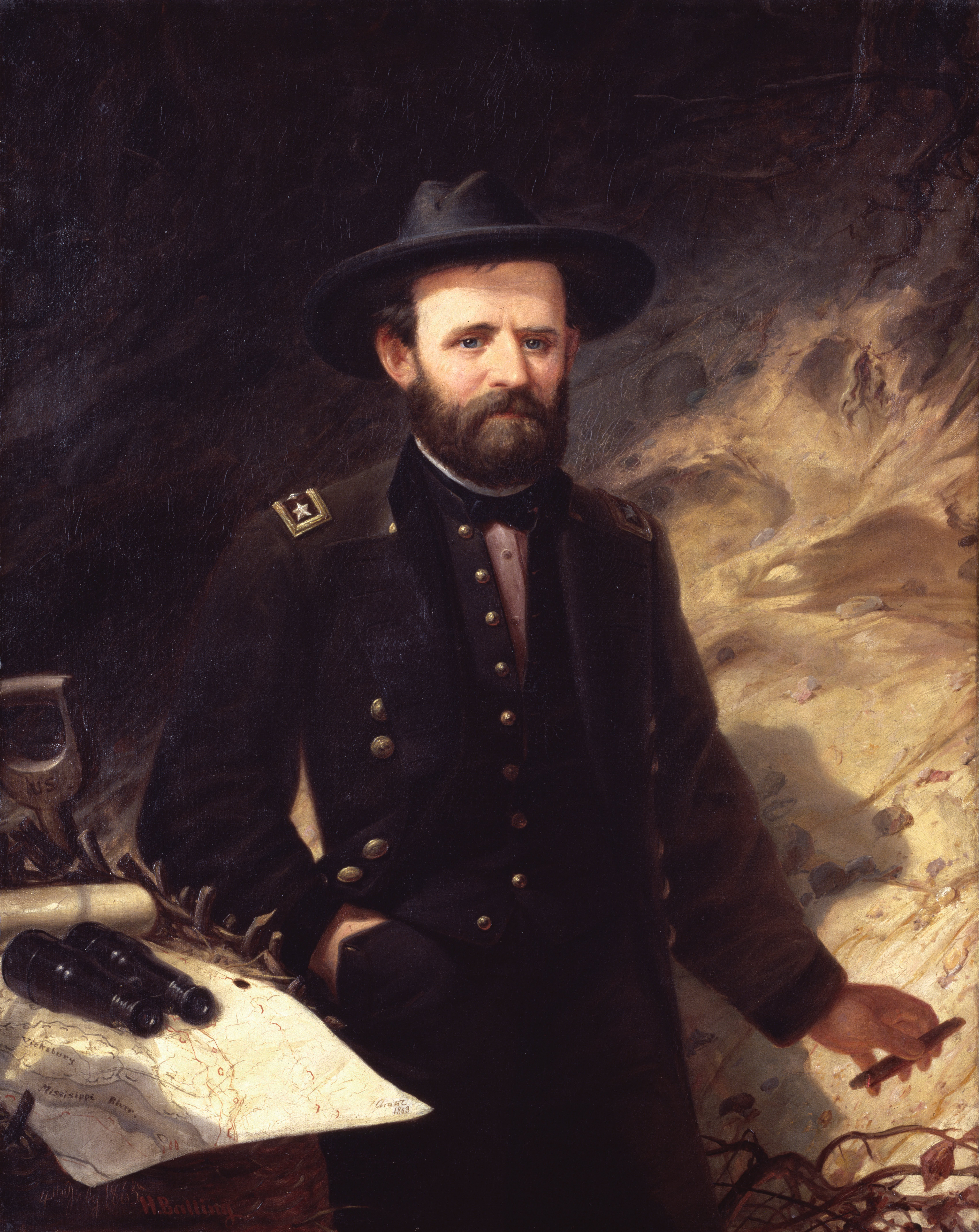
奥尔·彼得·汉森·鲍尔林1865年格兰特像

作为陆军总司令，格兰特在内战结束后还需应对墨西哥的马西米连诺和法国军队、重建昔日叛乱州份，总揽西部平原印第安人战争。1865年大阅兵后，李氏等前联盟军将领在弗吉尼亚州面临叛国罪起诉。约翰逊要求将他们送上被告席审判，但格兰特认为李等人已在阿波马托克斯法院投降时赦免，不可言而无信。约翰逊最后让步，联邦政府不起诉李氏。1865年格兰特在首都乔治敦高地买房，但告知沃什伯恩出于政治原因，他的法定住所仍在伊利诺伊州加利纳。同年格兰特在纽约柯柏聯盟學院演讲支持约翰逊总统，夏季他还前往奥尔巴尼，回到加利纳后又周游伊利诺伊州和俄亥俄州，民众反响热烈。1866年7月25日，国会晋升格兰特至新设立的陆军上将军衔。

### 挽救李氏
1865年6月7日，大陪审团以叛国罪起诉李氏等前联盟军将领，最高可判绞刑，最低也是有期徒刑。约翰逊一心惩罚李氏“以儆效尤”。格兰特得知后赶到白宫告知总统，四月已在阿波马托克斯已经给予李氏慷慨的投降条件，政府不能出尔反尔。约翰逊还想坚持，但在格兰特愤怒要求辞职之际妥协。6月20日，总检察长詹姆斯·斯皮德命令驻诺福克联邦检察官撤回针对李的叛国罪起诉。

### 南方之行
约翰逊总统的重建政策主张国会尽快接纳前美利坚联盟国各州，接受白人控制的南方政府，哪怕这意味着刚刚解放的黑人沦为二等公民。1865年11月27日，格兰特受总统之命离开哥伦比亚特区，到南方了解实情，应对密苏里州联邦参议员卡尔·舒尔茨对约翰逊立场不利的报告。格兰特建议延续自由民局，但总统反对；格兰特还主张不要再让黑人从军，觉得这不过是黑奴从在农场做工换成在部队卖苦力。格兰特认为南方人民还不能自治，白人与黑人都需要联邦政府保护。他担心战争导致民众无视民事政府，继续靠军队维持秩序。新报告倾向认可保守派重建政策，与总统立场接近，但格兰特后来公开声明撤回。他希望南方各州回归国会，但主张赋予黑人公民权。参议院宣布宪法第十三条修正案通过次日（12月19日），约翰逊在参议院大声宣读格兰特的报告，驳斥舒尔兹的最终报告，谴责共和党激进派反对总统的政策。

### 与约翰逊决裂
格兰特一度乐观看待约翰逊，自称对国家“无需担心”约翰逊政策颇感满足。两人立场和习惯不同但相处融洽，格兰特坚持参加事涉重建的内阁会议，但双方关系1866年2月开始破裂。国会推翻总统否决通过《1866年民权法》，约翰逊对格兰特执行该法不满，反对格兰特以发表不忠于联邦的社论为由关闭《里士满考察报》。总统需要将军的名望，带格兰特乘火车巡回演讲，企图争取国民支持他宽松对待南方的政策。格兰特私下认为约翰逊的演讲可谓“国耻”，提前离开约翰逊一行。1867年3月2日，国会推翻总统否决通过第一项《重建法》，靠军官执行政策。国会还通过《陆军司令法》保护格兰特，以防约翰逊将他撤职或派往别处，规定总统只能通过司令向军队下命令。
1867年8月，约翰逊绕过《任期法》，未经参议院同意撤职唯一与共和党激进派关系友好的内阁官员、战争部长斯坦顿，任命格兰特为“临时”战争部长。后者反对撤职斯坦顿，但木已成舟后接受任命，以期制衡总统，防止军队落入保守派之手阻碍重建。1867年12月，国会表决保留斯坦顿职务，参议院委员会1868年7月10日（周五）将他复职。格兰特向总统表示，为避免罚款和监禁准备辞职；约翰逊认为《任期法》将会推翻，自称准备接手格兰特的法定职责，提醒格兰特不要忘记持续任职至找到合适替代人选的承诺。无意坐等《任期法》推翻的格兰特周一离职，斯坦顿上任，令总统非常尴尬。约翰逊在言辞激烈的内阁会议上得到全体内阁支持，亲自指责格兰特撒谎、“两面三刀”，格兰特既震惊又失望，觉得说谎的恰恰是总统。两人愤怒之下相互指责的言辞公之于众，导致总统和陆军总司令彻底决裂。约翰逊强行撤职斯坦顿引发国会弹劾，最后距定罪下台仅差一票。共和党激进派更加认可格兰特，提名他竞选总统已是板上钉钉。

### 1868年大选

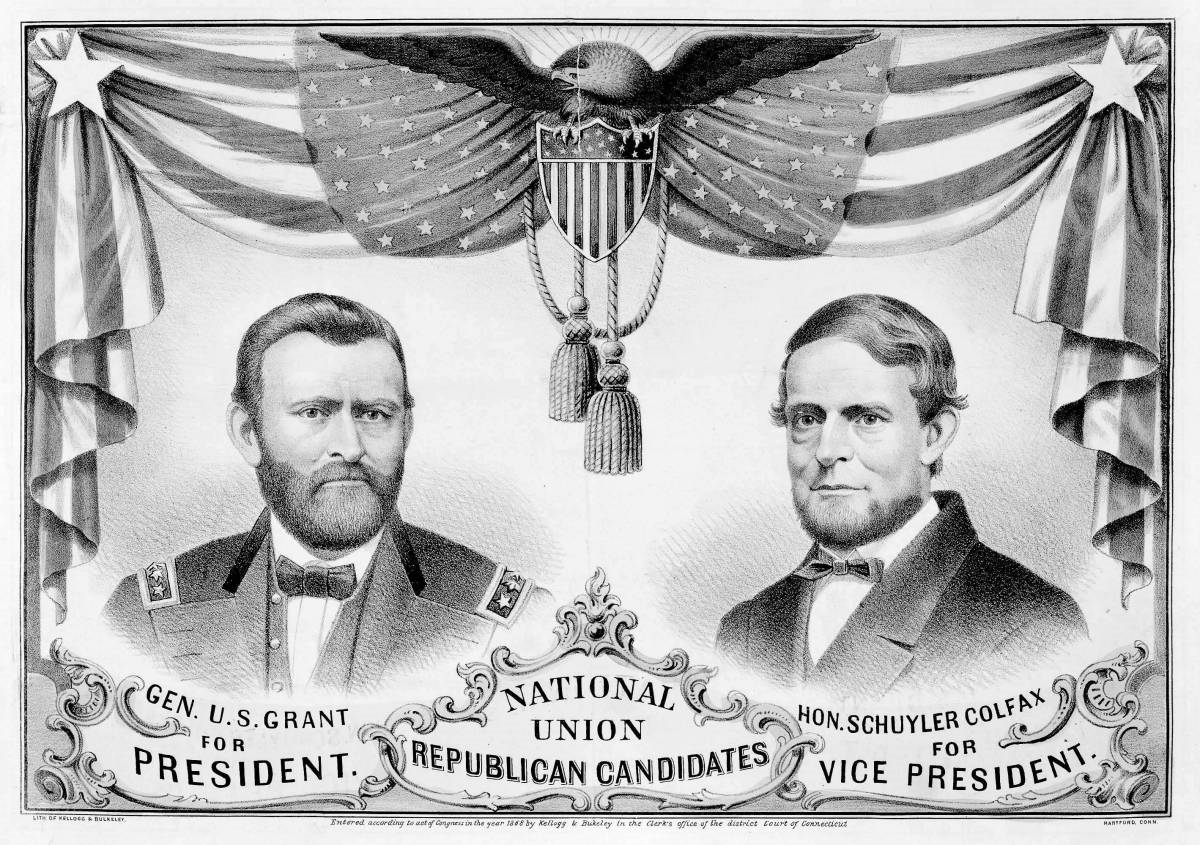
格兰特–科尔法克斯竞选海报

1868年共和党全国大会在芝加哥召开，代表一致提名格兰特竞选总统，众议院议长斯凯勒·科尔法克斯竞选副总统。格兰特想留在军队，但自认只有他才能维持联邦统一而接受提名。党纲主张“人人享有平等公民和政治权利”，赋予非裔美国人选举权。民主党抛弃约翰逊提名纽约前州长霍拉肖·西摩竞选总统，密苏里州前联邦众议员小弗朗西斯·普雷斯顿·布莱尔竞选副总统，党纲反对黑人选举权，主张国会马上接纳前联盟国州份，赦免“过去所有政治罪行”。
格兰特没有公开参与竞选，夏季与舍曼、谢里登一起畅游西部，共和党引用他的语录“让我们和平共处”作为竞选口号。竞选期间，格兰特1862年发布的11号通令引发争议，为减轻不利影响、澄清立场，他自称“对教派或种族没有偏见，只希望按行为评判每个人”。
民主党、三K党支持者一心结束重建、恐吓黑人和共和党，确保南方回归民主党白人和种植园主阶层控制，离间北方挺战民主党人。同年十月，为格兰特竞选的阿肯色州联邦众议员詹姆斯·辛兹遭三K党谋杀。1868年大选共计571万6082张普选票，格兰特比对手多30万票，选票人票更是以214票远超西摩的80票当选。支持西摩的白人更多，格兰特赢得50万黑人选票，得票总数占52.7%。三K党以暴力打击非裔选民，是他在路易斯安那和乔治亚州失利的主要原因。格兰特胜选时还只有46岁，刷新最年轻美国总统纪录，也是美国宣布奴隶制非法后首位总统。

## 美国总统（1869至1877年）

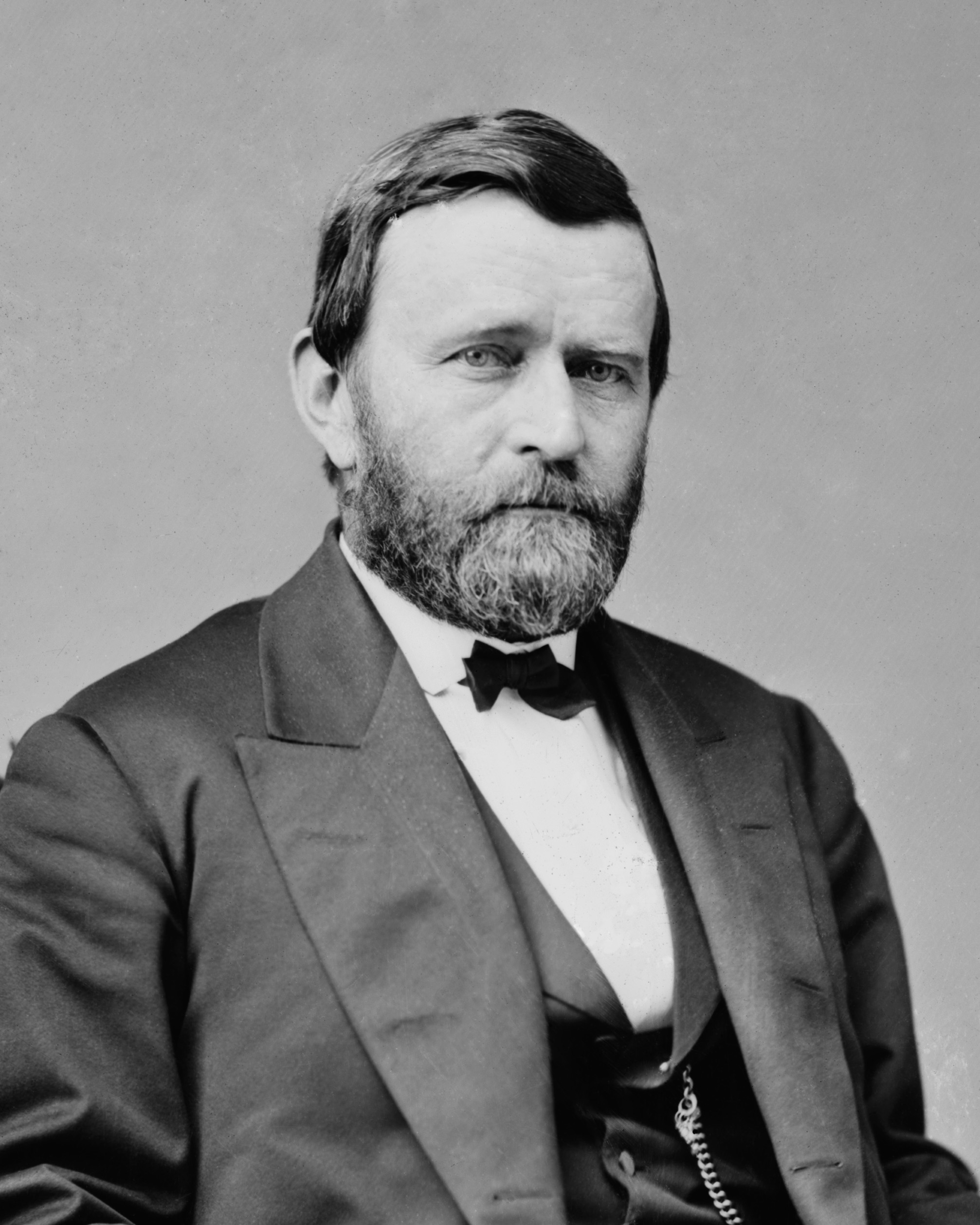
美国总统格兰特，马修·布雷迪1870年摄

1869年3月4日，格兰特在首席大法官萨蒙·波特兰·蔡斯主持的仪式上宣誓就职第18任美国总统。大批黑人来到现场，聆听他在就职演说敦促批准第十五条宪法修正案。格兰特呼吁用黄金支付南北战争时期发行的债券，“妥善对待”美國原住民，鼓励他们“走向文明，最终成为公民”。
格兰特的内阁人选反响不一，他提名沃什伯恩任国务卿，约翰·罗林斯任战争部长。沃什伯恩辞职后由总统提名出任驻法公使，前纽约州联邦参议员汉密尔顿·菲什继任国务卿。罗林斯同年病逝，格兰特提名威廉·贝尔纳普继任战争部长。总统提名纽约企业家亚历山大·斯图尔特担任财政部长，但根据1789年法律他没有任职资格，格兰特转为提名马萨诸塞州联邦众议员乔治·S·鲍特韦尔。费城企业家阿道夫·鲍里当上海军部长后觉得压力太大辞职，总统提名新泽西州总检察长乔治·罗伯森接手。俄亥俄州前州长雅各布·考克斯出任内政部长，前马里兰州联邦参议员约翰·克瑞斯威尔任邮政部长，马萨诸塞州最高法院大法官埃比尼泽·霍尔任总检察长。

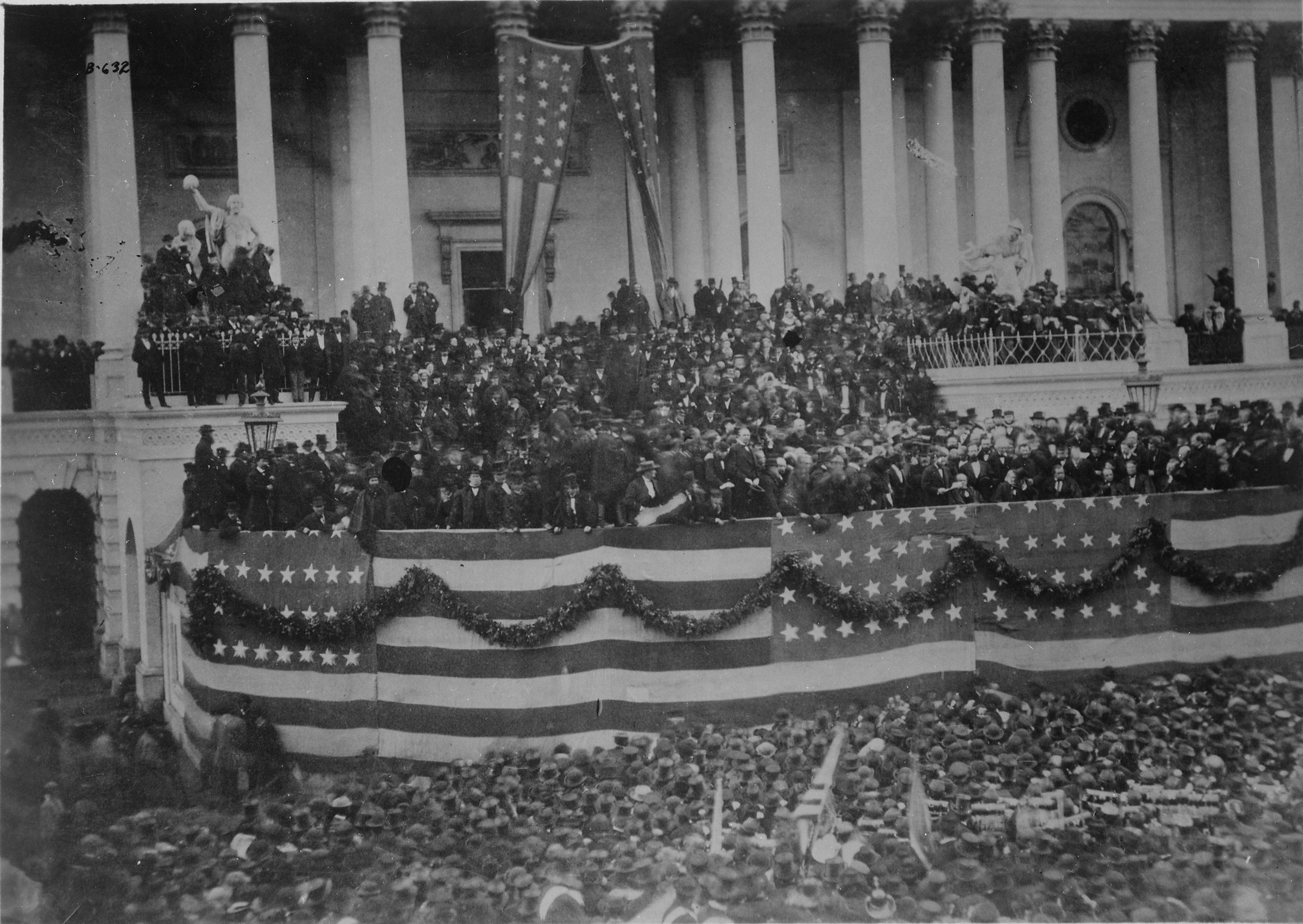
格兰特总统就职典礼盛况

格兰特提名舍曼继任陆军总司令，权限甚至高于战争部。罗林斯接手战争部后向总统表示舍曼权力太大，格兰特很不情愿地撤回命令，令舍曼非常不满，两人战友情受损。前联盟军将领隆史崔特1868年公开支持共和党提名格兰特竞选总统，格兰特提名他出任新奥尔良港海关测量员，外界普通对此感到意外，认为这是团结南北方的真诚示好。1872年3月，格兰特签署法案成立世界上第一个国家公园：黃石國家公園。他认可妇女权利，支持妇女参政权，自称希望“所有公民享有平等权利”。
为弥补臭名昭著的11号通令，格兰特任命50多位犹太人出任领事、地区检察官、邮政局长等联邦职务。他任命爱德华·所罗门为华盛顿领地总督，开美国犹太人出任州长或总督之先河。格兰特同情犹太人面临的迫害和困境，1869年11月有报道称俄国沙皇亚历山大二世将涉嫌走私的两千犹太家族驱逐至国土内陆，格兰特公开支持犹太裔美国人组织圣约之子会反对沙皇的请愿。同年12月他任命犹太裔新闻工作者任驻罗马尼亚领事，保护犹太人免遭“严重打压”。

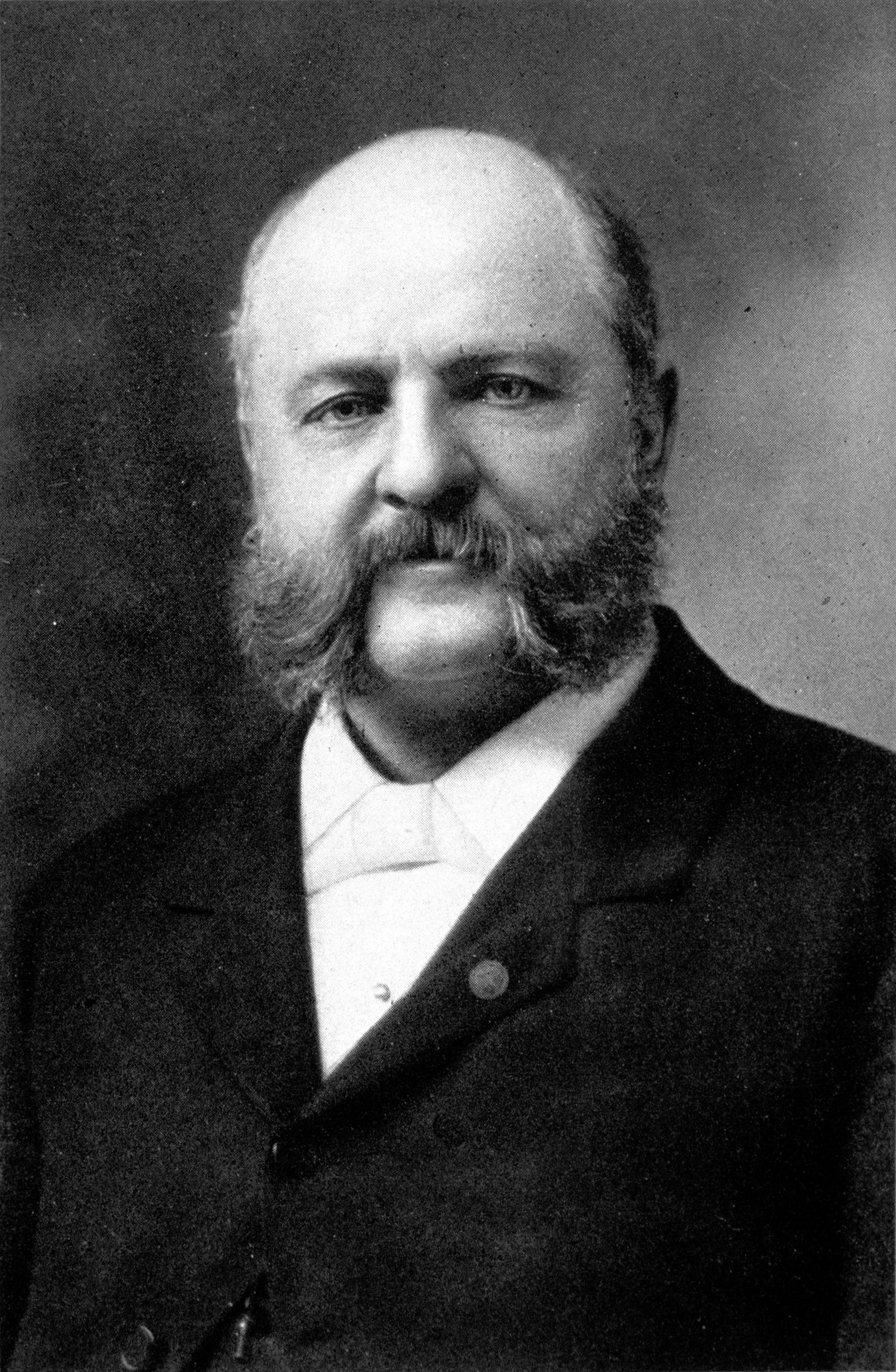
格兰特任命检察官安东尼·康斯托克（图）积极起诉非法为他人堕胎或创作色情制品之辈

格兰特1875年提出宪法修正案，限制公立学府灌输宗教内容。禁止教授“宗教、无神论、异教教义”，禁止“直接或间接为任何教派利益”提供资助，学校应当向所有学子开放，“不分性别、肤色、出生地、宗教”。上述立场纳入布莱恩修正案，但未获参议院通过。
格兰特1871年10月依据《莫里尔反重婚法》出动美国法警，以“猥亵和淫秽同居”罪名逮捕并起诉犹他州成百上千施行一夫多妻制的摩门教徒，其中包括摩门教领袖楊百翰。总统谴责一夫多妻制乃“有违正统与道德的罪行”。他1874年签署《波兰德法》，将摩门教一夫多妻份子划归联邦地区法院管辖，限制他们担任陪审员的资格。格兰特从1873年3月开始依据《康斯托克法》通过邮政部起诉色情淫秽制品作者和非法为人堕胎者，任命极其热衷的卫道士兼改革派安东尼·康斯托克为检察官。康斯托克执掌联邦委员会，有权没收、销毁淫秽物品，针对违反该法者发出逮捕令。

### 重建

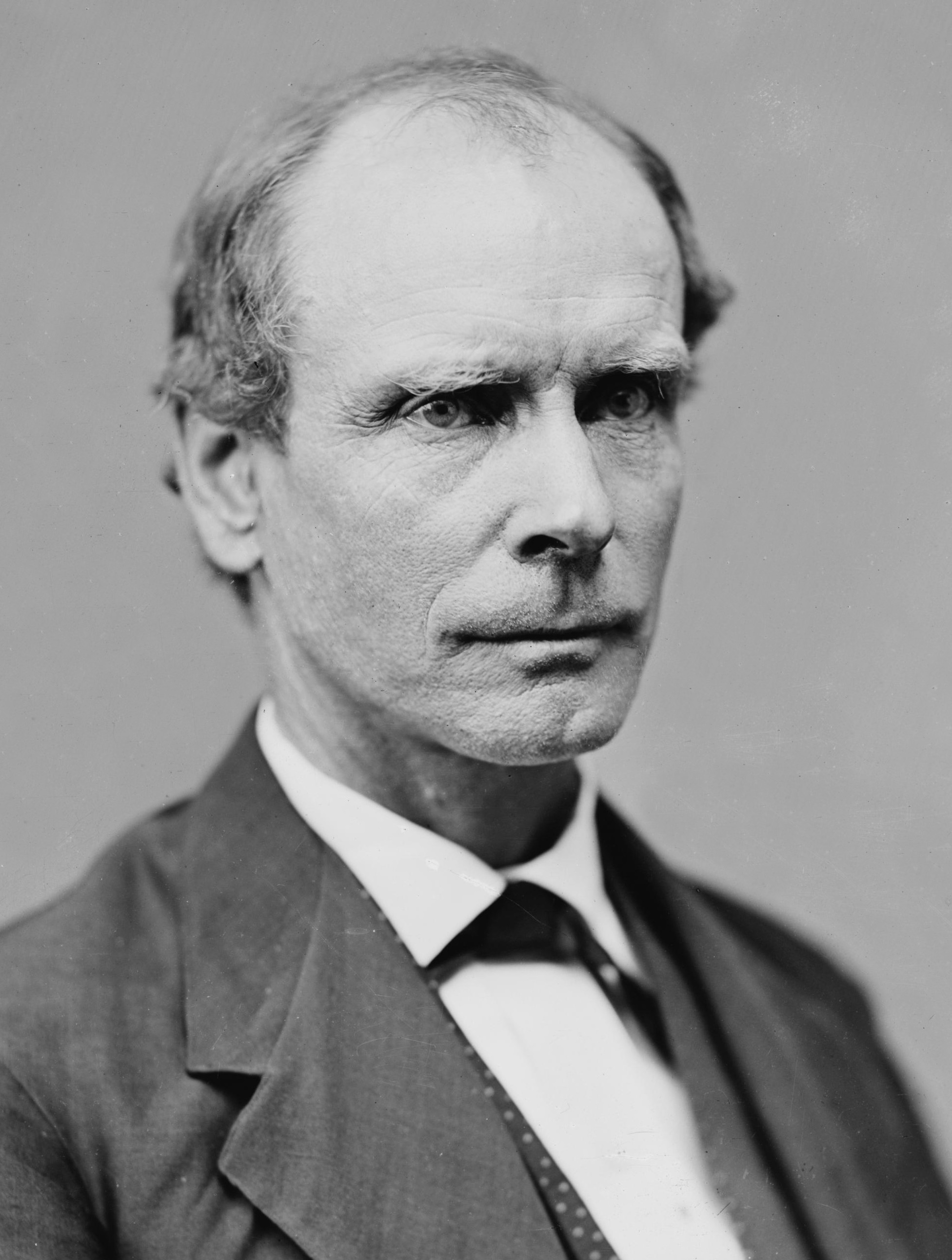
格兰特手下总检察长阿莫斯·阿克曼积极起诉三K党

格兰特关心非裔美国人面临的困境，行之有效地推动民权。他1869年3月18日签署保障首都黑人出任陪审员和公职等平等权利的法案，1870年又签署入籍法，为外国出生的黑人成为美国公民提供可能。联邦政府在他执掌白宫前四年优先保障重建，国会由共和党控制，北方提供资金，联邦军队继续在南方维持秩序，促使南方大部分州由共和党主导。他主张批准第十五条修正案，各州不能剥夺黑人选举权。不到一年，南方的密西西比、弗吉尼亚、德克萨斯三州都在批准修正案后重新加入国会。格兰特动用军队向乔治亚州施压，确保黑人议员复职并通过第十五条修正案，乔治亚州遵从后，两名联邦参议员1871年2月24日进入国会山。至此所有前美利坚联盟国州份均有代表参加国会，联邦在格兰特任内完全恢复。黑人在格兰特任内首度当上国会议员，全部来自南方州份。
为推动重建，格兰特与国会1870年建立司法部，以便司法部长（前总检察长）和新设立的副部长起诉三K党。国会与总统通过三项重建法保护黑人和重建政府。格兰特利用重建法赋予的权力重创三K党。1871年10月他已暂缓南卡罗来纳州部分地区人身保护令，派联邦军队协助法警起诉。霍尔辞职后继任的司法部长阿莫斯·阿克曼非常热衷打击三K党，他和南卡罗来纳州的美国法警逮捕470多名三K党徒，但还有富裕领导阶层等成百上千的党徒逃到州外。1872年三K党势力不再，南方黑人投票人数创下新纪录。阿克曼辞职后继任的佐治·亨利·威廉斯1873年春暂停起诉南、北卡罗来纳州三K党，但1874年选举前又改变路线继续起诉。

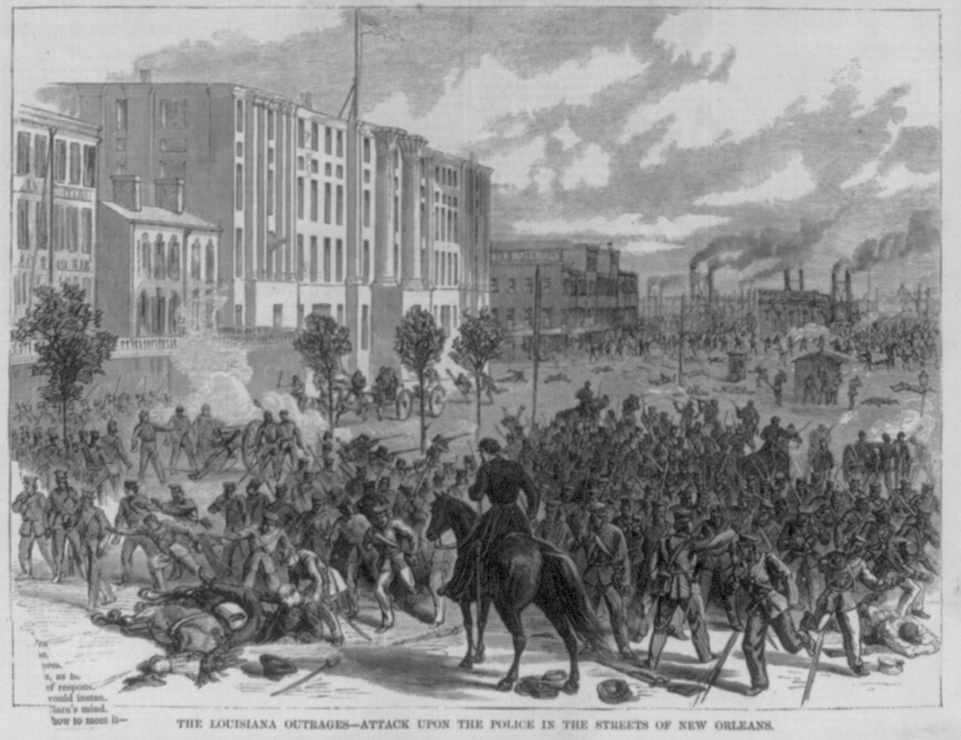
1874年10月《哈珀周刊》插图《路易斯安那暴行》，描述反对种族融合的白人暴民与警察、州民兵在新奥尔良街头混战

格兰特连任后，北方逐渐退出重建，人称“救世主”的南方白人保守派组建红衫军和白人联盟等武装团体，公然利用暴力、恐吓、选民欺诈、种族歧视诉求推翻共和党统治。北方不再关心黑人，经济萧条、政府丑闻频出导致白宫很难继续为重建争取政治支持。民主党在1874年选举后占据众议院多数，权力由此转移。最高法院以“屠宰场案”和“美国诉克鲁克香克案”裁决限制联邦政府民权保障措施。格兰特结束布鲁克斯-巴克斯特战争，促使阿肯色州重建和平结束。他在科爾法克斯大屠殺和威廉·皮特·凯洛格当选州长引发争议后派兵到新奥尔良维持秩序，最后下令谢里登和绝大部分联邦军人撤离路易斯安那州。
1875年，南方只剩三个州尚未落入民主党“救世主”之手。针对黑人的暴力再度升级，司法部长爱德华兹·皮尔庞特告知密西西比州共和党州长阿戴尔伯特·亚美斯，民众已经对南方事态频发感到厌倦，拒绝直接干预，仅派使者商谈开展和平选举。俄亥俄州共和党人事后表示，总统如果当时干预密西西比州事态必将重振共和党声势，格兰特为此对没发布公告支持亚美斯后悔不已。1875年1月总统告知国会，他无法“对联邦人员或共和党人遭排斥、迫害、谋杀无动于衷”。国会拒绝加强反暴力法，只通过一刀切的新法确保黑人能使用公共设施，史称《1875年民权法》，但最高法院1883年裁定违宪，该法基本没起作用。1876年10月，格兰特派兵进入南卡罗来纳州，确保丹尼尔·亨利·张伯伦继续任职。
1877年格兰特卸任后，美国回归妥协。继任共和党总统拉瑟福德·伯查德·海斯力图安抚南方，只要民主党人以名誉承诺批准保护黑人的宪法修正案，联邦政府就支持“地方控制”公民权利。1876年大选争议重重，格兰特没有直接参与两党谈判，最后民主党以同意海斯当选为条件，换取共和党结束重建、不再保障黑人种族平等，撤回最后三个南方州的联邦军队。海斯上任后遵守承诺撤出南卡罗来纳和路易斯安那州联邦军队，代表重建全面结束。

### 财务
格兰特入主白宫后很快开始以保守措施推动货币朝安全、稳健方向发展。国会在南北战争期间授权财政部发行没有金银保值的纸币，人称“绿钞”，用于偿还数额创纪录的战争债务。但绿钞导致通货膨胀，促使黄金支持的货币退出市场流通，格兰特决心推动国家经济走向战前货币标准。1869年3月18日，总统签署《公共信用法》，确保债券持有人收取“硬币或等价物”，财政部逐渐赎回绿钞，代以贵金属保价纸币。新法代表政府承诺十年内全面回归金本位，“硬通货、经济、逐渐缩减国债”的政策紧随其后。格兰特自身经济理念比较简单，根据事业有成的富有企业家建议提出经济政策。

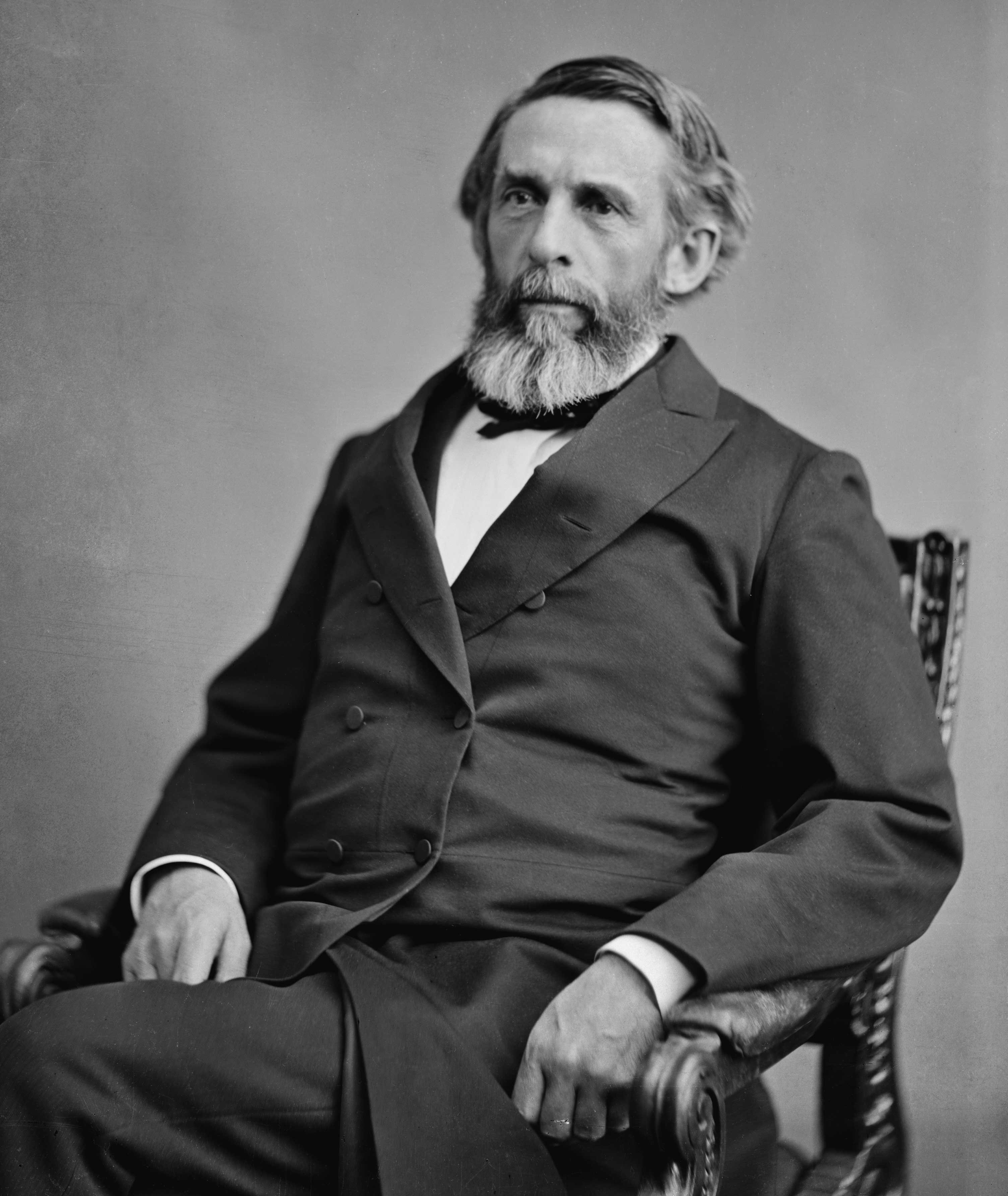
财政部长乔治·S·鲍特韦尔协助格兰特打败黄金帮

#### 黄金帮
1869年4月，铁路大亨傑伊·古爾德和詹姆斯·菲斯克密谋垄断美国金融之都纽约的黄金市场。两人都是伊利铁路所有人，黄金价格大幅上涨将令外国农产品买手购买出口作物，用伊利铁路东运。鲍特韦尔规定财政部以两周为周期出售黄金，人为压低金价。古尔德与菲斯克无法买通财政部长，将目光投向总统妹夫阿贝尔·科尔宾，企图以格兰特为突破口。古尔德向助理财政部司库丹尼尔·巴特菲尔德行贿一万美元获取财政部内幕消息。1869年6月中旬，格兰特乘古尔德与菲斯克的私人游艇从纽约前往波士顿，两人亲自向总统游说，企图影响白宫黄金政策。
格兰特七月把财政部销售的黄金减至每月两百万美元，此后几个月继续调低。菲斯克八月收到古尔德的信后向总统宣称，白宫的黄金政策将令美国万劫不复。格兰特对财务还很幼稚，到九月已真心相信降低金价对农民有利，故未增加财政部黄金销售。9月23日金价升至143+1⁄8，鲍特韦尔赶到白宫向总统示警。9月24日史称黑色星期五，经格兰特下令，鲍特韦尔向人在纽约的巴特菲尔德发电报抛售四百万美元黄金。古尔德的黄金牛市轰然坍塌，金价从160暴跌至133+1⁄3，熊市恐慌接踵而至，古尔德与菲斯克为人身安全远走高飞，严重经济损失持续数月。1870年1月，经济回归战后复苏正轨。

### 外交

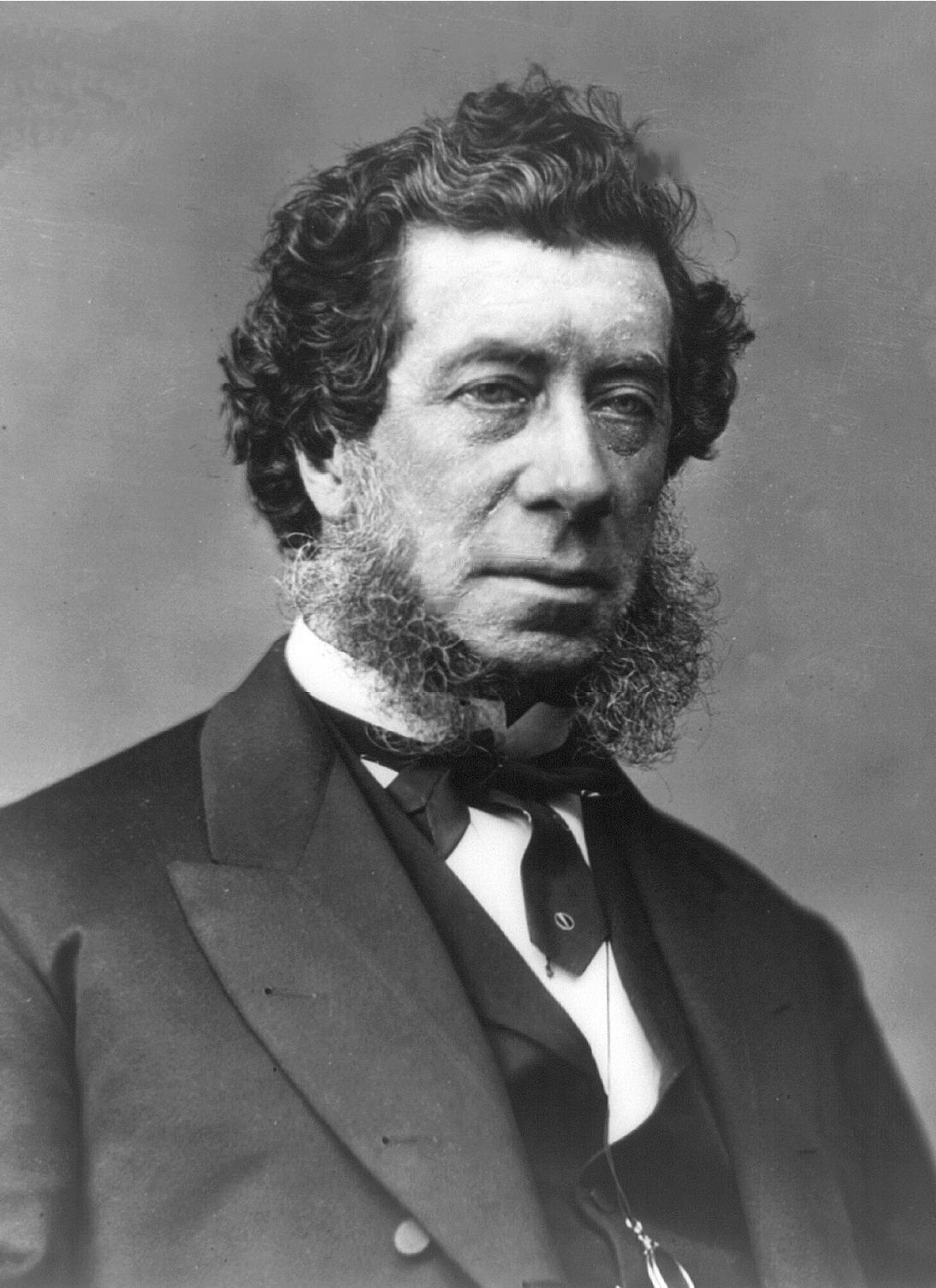
国务卿汉密尔顿·菲什与格兰特通过条约和仲裁解决亚拉巴马号索赔案

格兰特对外交政策缺乏经验，仅在美墨战争服役期间涉猎，非常依赖颇具才干的国务卿菲什。格兰特整体支持以扩张保护美国海外利益，极力倡导门罗主义。总统与国务卿的友谊既含蓄又诚挚，八年间美国没有卷入对外战争，也没有重大外交政策失误。除格兰特与菲什外，参议院外交委员会主席查爾斯·索姆奈也在外交领域扮演重要角色，三人必须通力合作才能推动参议院批准条约。萨姆纳很反感格兰特，带头反对总统兼并圣多明哥的计划，但他此前却又全力支持兼并阿拉斯加。1871年美国远征朝鲜，最终赢得江华岛之战但未实现通商目标。
格兰特的外交政策颇具理想化色彩，得知罗马尼亚迫害犹太人后他提名犹太律师本杰明·佩克索托出任驻布加勒斯特领事。格兰特表示，尊重“人权是统治者的首要责任”。

#### 华盛顿条约（1871年）
亚拉巴马号索赔案是1869年最紧迫的外交问题，起因是南北战争期间美利坚联盟国利用英国造船厂违反中立原则建造的阿拉巴马号战舰大肆掠夺联邦物资。菲什对制定和实施《华盛顿条约》、1872年日内瓦仲裁发挥核心作用。萨姆纳带头索赔，要求割让不列颠哥伦比亚省。菲尔与财长鲍特韦尔促使格兰特决心保障英美和平共处，两国同意以此为框架谈判。
为免谈判流产，格兰特避免承认为摆脱西班牙统治独立而战的古巴叛军，与美国反对英国卷入南北战争的立场保持一致。英美两国在哥伦比亚特区组建委员会制定条约，英国对当年建造阿拉巴马号表示遗憾但不承认过错，赔偿金额由国际法庭裁定。参议院1871年5月8日以50票赞成、12票反对批准《华盛顿条约》，解决捕鱼权和领海边界争端。格兰特反对派萨姆纳、卡尔·舒尔茨都投下赞成票。亚拉巴马号索赔案困扰英美关系良久，解决该案是格兰特总统最亮眼的外交成就。美方不再提出接管加拿大的霸道要求，英美和平共处之余还是对方最强大的盟友。

#### 圣多明各

圣多明各码头

格兰特1869年开始计划兼并圣多明各（今多明尼加），此后一直对此念念不忘。他认为收购位于加勒比地区的圣多明各和萨马纳湾将增加美国自然资源，加强美国海军执行门罗主义的实力，防止英国阻挠美国航运，保护未来的海洋运河，制止古巴与巴西奴隶制，为美国黑人提供免受“三K党罪行”伤害的避风港。
美国投机商约瑟夫·法本斯代表多明尼加总统布埃纳文图拉·巴埃斯与国务卿菲什会晤，提出该岛并入美国，居民需要美国保护。菲什无意牵涉其中，但尽责在内阁会议将使者提议上报总统。格兰特7月17日派白宫军事助理奥维尔·巴布科克上岛评估资源、地方状况、巴埃斯的兼并条件，但此时没有外交授权。巴布科克带两份尚未授权的兼并条约返回哥伦比亚特区，格兰特批准并施压要求内阁接受。总统命令国务卿起草正式条约，由巴布科克带到多明尼加，德洛斯·贝内特·萨克特和鲁弗斯·英格尔斯将军陪同。条约规定美国支付150万美元兼并多明尼加，并以200万美元租购萨马纳湾。11月29日巴埃斯总统签署条约，12月21日交格兰特与内阁审议。

多明尼加

多明尼各黑人与混血众多，格兰特的兼并计划面临参议员萨姆纳极力阻挠。12月31日，格兰特未经通知直接到萨姆纳位于首都的家中拜访，希望对方支持兼并。总统离开时满以为萨姆纳会批准条约，但不同证人对当时萨姆纳的回复说法不一。格兰特没有预先向美国公民吹风就于1870年1月10日向参议院外交委员会递交条约等待批准，对条约前景不利。委员会主席萨姆纳为人说一不二而且非常固执，故意搁置条约。格兰特敦促委员会不要拖延时间，外交委员会于是以两支持五反对否决条约。萨姆纳投下反对票，据称在参议院非公开会议指称多米尼加人乃“强橫而奸诈的种族”。萨姆纳将条约递交参议院全体表决，格兰特亲自游说其他议员，但参议院还是在6月30日（周四）以28票赞成、28票反对否决（批准条约需三分之二多数支持）。
格兰特出於愤怒，在1870年7月1日（周五）解职此前任命的驻英公使、萨姆纳亲密盟友约翰·莫特利。1871年1月，总统签署联合决议，派委员会调查兼并利弊。为此他选择的三人都是中立派，其中弗雷德里克·道格拉斯任委员会书记，令格兰特面对萨姆纳时占据道德制高点。委员会报告赞成兼并，但参议院不为所动，总统只能放弃。格兰特难以释怀，1871年3月推动萨姆纳从外交委员会主席位置下台，总统盟友西蒙·卡梅伦取而代之。围绕圣多明各的尖锐争议为格兰特外交政策蒙上阴影，批评人士认为他在执行政策方面太依赖军人。

#### 古巴、弗吉尼亚号事件

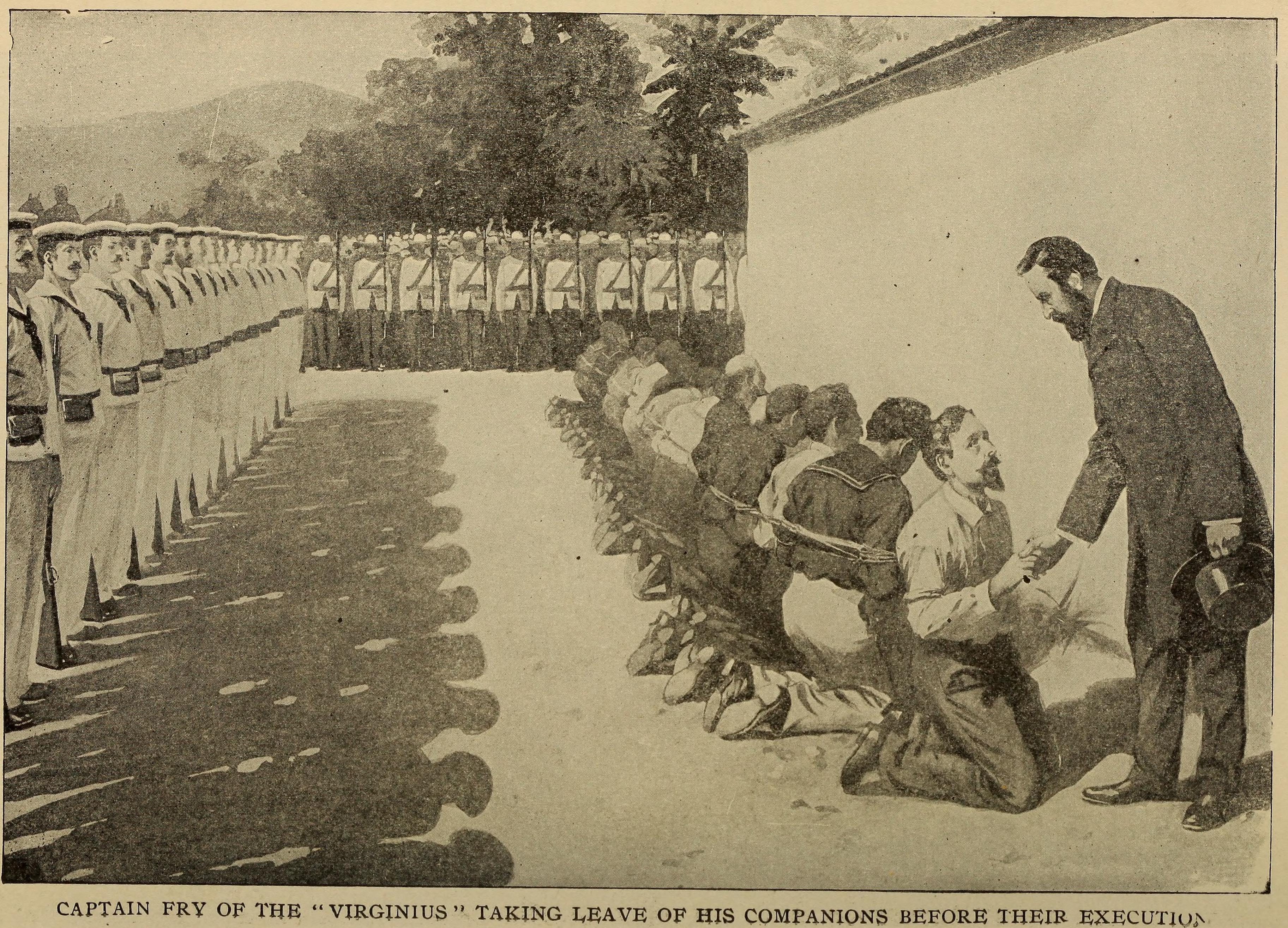
西班牙当局处决美国船长弗莱及船员

1868至1878年，古巴发生连串反抗西班牙统治的血腥起义，史称十年战争，美国在政策上保持中立。为保护美国商业并与西班牙和平共处，格兰特根据菲什与萨姆纳建议不承认叛军交战国地位，支持西班牙殖民统治同时呼吁废除古巴奴隶制。
1873年10月，西班牙巡洋舰俘虏悬挂美国国旗向起义军运送物资和人员的“弗吉尼亚号”商船，美国脆弱的中立政策面临严峻考验。西班牙当局把船上53人当海盗处决且未经审判，其中包括八位美国公民。美国船长约瑟夫·弗莱处死，船员斩首，尸体肢解并由马匹践踏。大批愤怒的美国民众抗议并呼吁同西班牙开战，格兰特命令美国海军中队军舰从基韦斯特近海靠拢古巴，堪萨斯号巡逻艇提供支援。11月27日菲什达成外交协议，西班牙总统埃米利奥·卡斯特拉尔表示遗憾并交出“弗吉尼亚号”和幸存俘虏，西班牙一年后向美国死难者家属赔偿八万美元现金。

#### 与夏威夷自由贸易

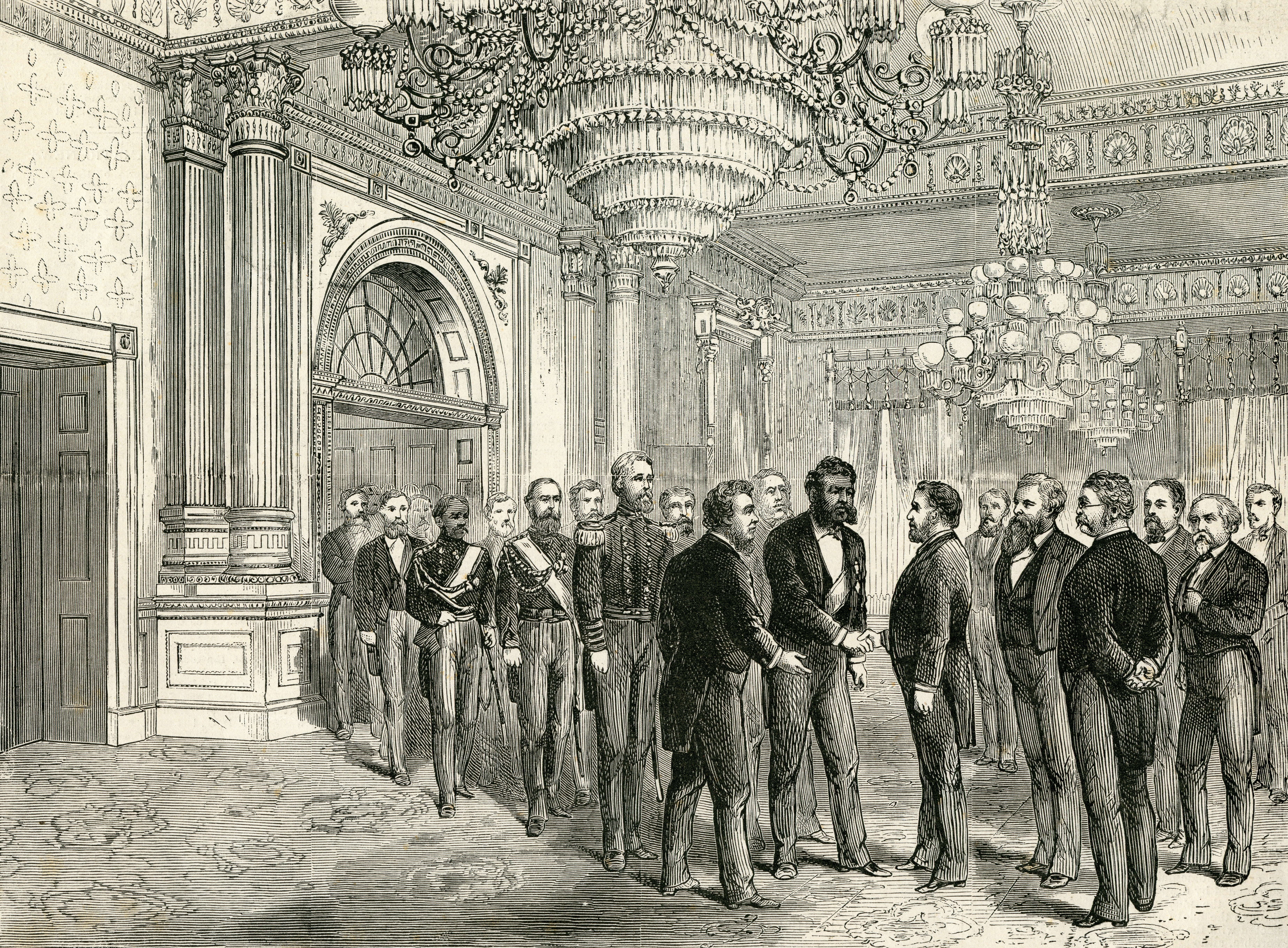
夏威夷国王卡拉卡瓦1874年对美国事访问期间在白宫与格兰特会晤

面对民主党强烈反对，格兰特与菲什1875年同夏威夷王國达成自由贸易条约，把夏威夷群岛制糖业融入美国经济版图。民主党认为条约意在兼并夏威夷，把夏威夷人称为“低等”非白人种族，企图阻碍条约落实法案通过，保护种植水稻和糖类作物的美国农户，国会最后通过法案。

#### 美墨边境突袭
美墨边境沦为法外之地，菲什在格兰特即将离任时还不得不应对从墨西哥越境劫掠的印第安人。事态在海斯执政、威廉·M·埃瓦茨任国务卿期间恶化。

### 原住民和平政策

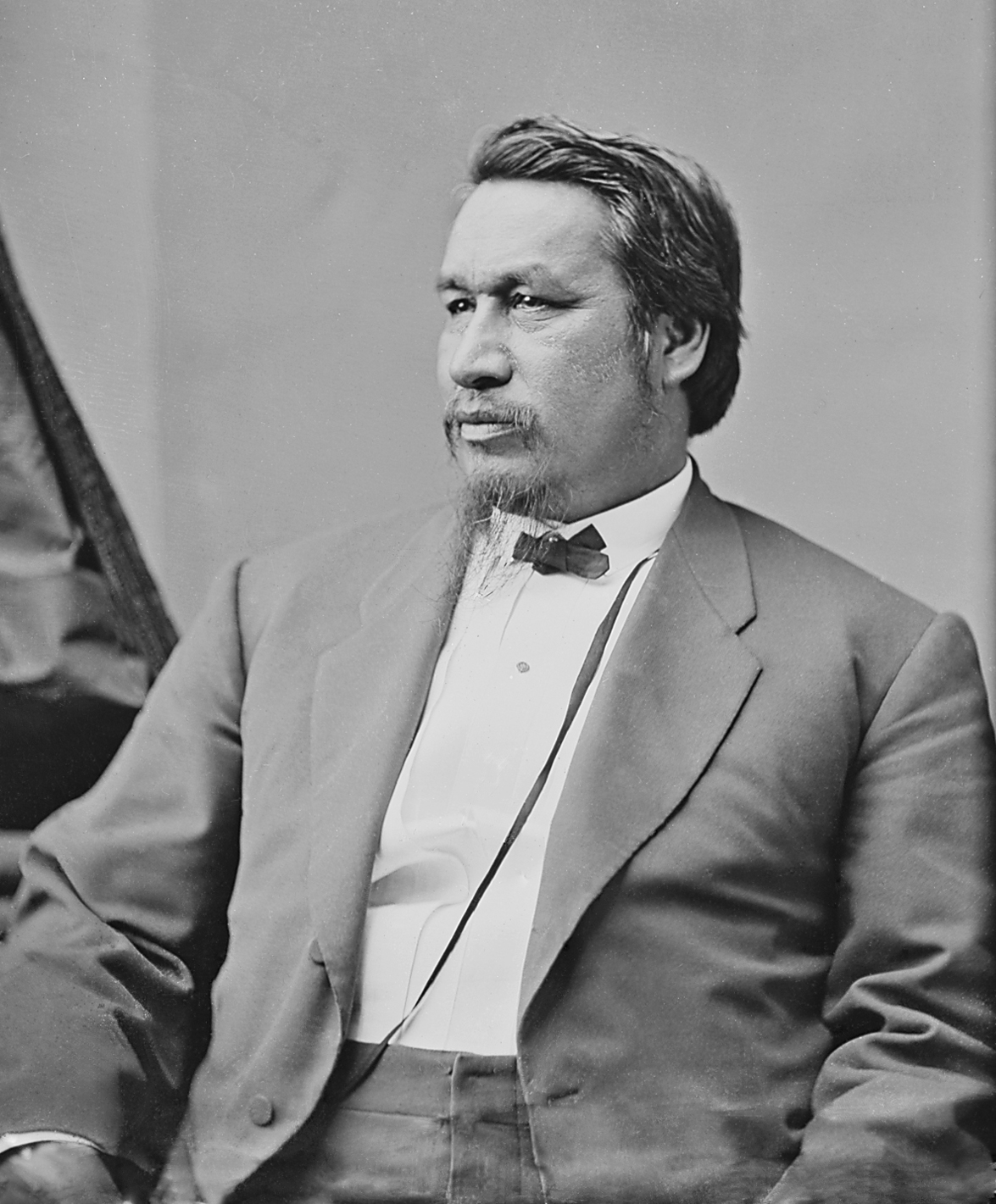
格兰特任命的伊利·帕克是史上首位原住民（塞尼卡人）印第安事務局局长

美国的原住民政策在格兰特1869年上台时非常混乱，370份条约管控25万多印第安人。新总统任命战时参谋、塞尼卡人伊利·帕克执掌印第安事務局，是该局史上首位原住民局长，认识帕克的人对此颇感意外。格兰特的原住民政策受个人信仰影响，认为“造物主”无意让“强者”摧毁“弱者”。他的和平政策主旨是通过白人文化、教育、语言、宗教、服饰、政府同化印第安人。
格兰特1869年4月签署法案设立无薪酬印第安人事务委员会，督导总统原住民“和平”政策并减少腐败。1871年他终止主权部落条约体系，联邦政府在法律上是每个印第安人的监护人。格兰特认为，只要获得教育和工作机会，原住民完全可以和白人共同奋斗。总统挑选的传教士因教派冲突内斗不止，与1871年帕克辞职、各方经济纠葛根深蒂固等因素共同影响，对格兰特的印第安人政策非常不利。格兰特上任前四年，美国境内的印第安人武装冲突总体减少，奥利弗·奥蒂斯·霍华德少将1872年10月1日与阿帕契族领袖科奇斯谈判达成和平。
格兰特连任后，原住民政策分崩离析。1873年4月11日，莫多克族领袖金普瓦什在北加利福尼亞州图利湖以南杀害爱德华·坎比少将，双方结束莫多克战争的和谈失败。格兰特命令军队保持克制，美国陆军抓获金普瓦什，经判决谋杀坎比罪名成立，10月3日在克拉马斯堡处以绞刑，莫多克残部迁入印第安领地。美国陆军1874年9月在帕罗杜洛峡谷之战打败科曼奇人，迫使他们1875年迁入锡尔堡保留地。内政部长哥伦布·德拉诺认为大量杀死野牛将导致平原印第安人的游牧生活方式无以为继，总统深以为然，为保护野牛在1874年口袋否決国会法案。

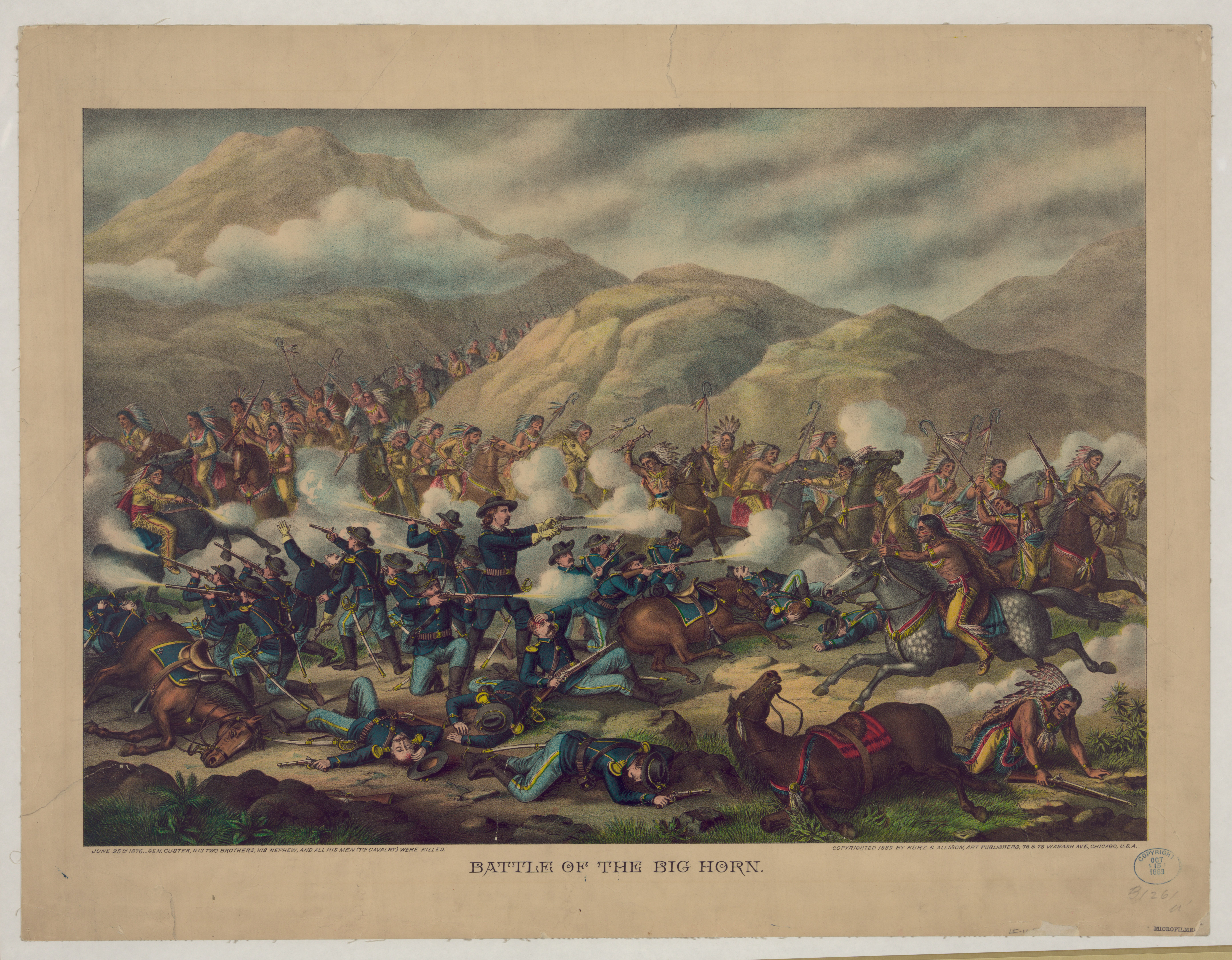
小大角之战

黑山发现黄金引发淘金潮，结合昭昭天命的西进势力影响，白人定居者侵入用于宗教仪式和婚礼的苏族保护地。红云1875年5月26日勉强同意开始谈判，其他苏族领袖准备付诸战争。格兰特不认同原住民文化，要求苏族领导人设法安排白人进入黑山，还称印第安人的后代将会上学、说英语，准备“过白人生活”。
格兰特1875年11月3日在白宫开会，同意谢里登建议不强制驱逐黑山矿工，强迫印第安人迁入苏族保留地。谢里登称陆军人员不足以控制这么多领土，需要大量军人执行《拉勒米堡条约》。
大苏族战争在坐牛拒绝迁移后暴发，疯马所部在小大角战役大败美军，乔治·阿姆斯特朗·卡斯特中校等数百人遇害。惨案在费城美国独立百年博览会期间发生，印第安人大胜的消息在独立日传遍全美，愤怒的白人定居者要求报复。格兰特在新闻发布会上严厉批评卡斯特，认为屠杀正是他毫无必要的举动引起，卡斯特本人在内的大量军人白白牺牲。卡斯特曾于1876年3月1日在众议院调查贸易站贪污渎职时做证指控总统四弟奥维尔，令格兰特颇为不满。同年九到十月总统说服原住民部落让出黑山，国会在1877年格兰特离任三天前批准协议。

### 1872年大选和连任

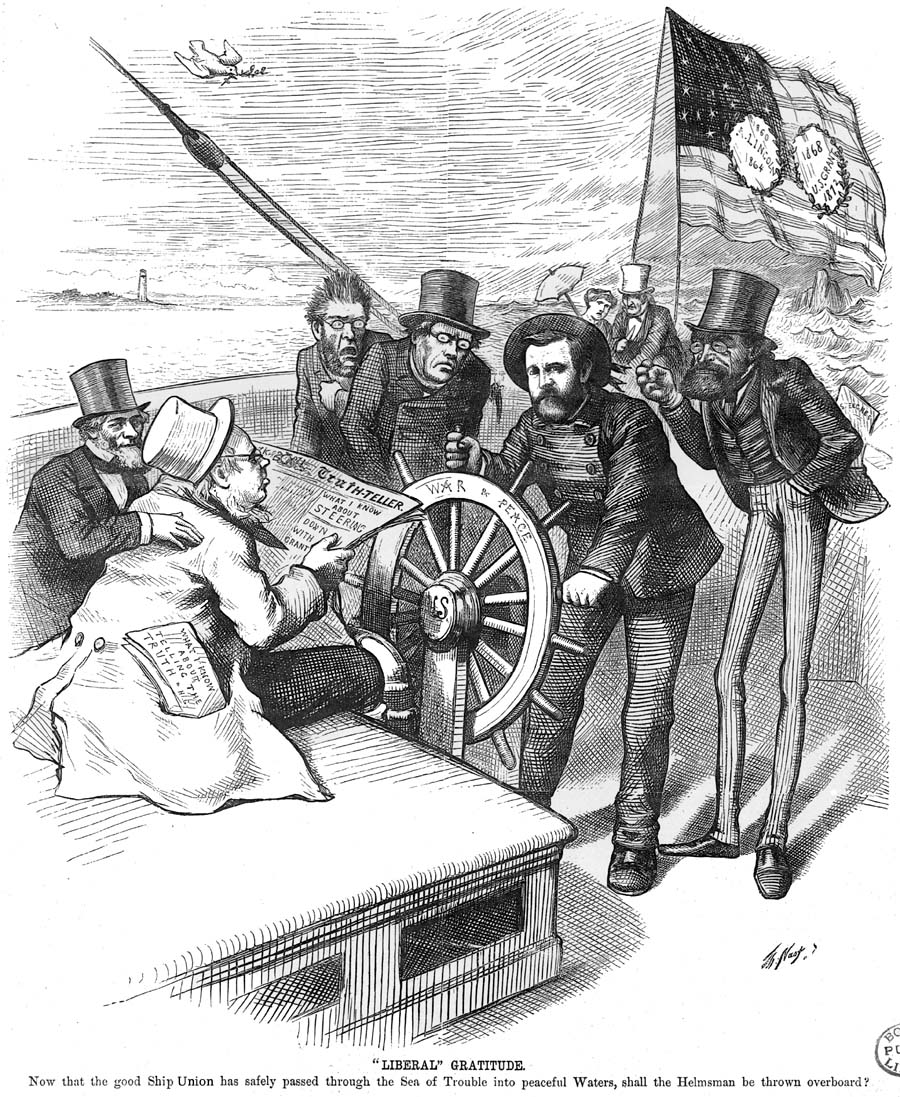
托马斯·纳斯特政治漫画，格兰特在中间掌舵，周围是他竞选连任的对手

格兰特上任前四年成绩与失败共存。他1871年创立美国史上第一个公务员委员会安抚改革派，乔治·威廉姆·柯蒂斯任主席。
主张降低关税的改革派组成共和党自由派，而反对起诉三K党之辈亦与格兰特和共和党决裂。自由派因个人原因厌恶总统，对格兰特与参议员卡梅伦和罗斯科·康克林等政坛宠儿结盟更是反感。
1872年，自由派提名《纽约论坛报》主编、格兰特死敌霍勒斯·格里利竞选总统，密苏里州长本杰明·格拉茨·布朗搭档。自由派谴责格兰特任内腐败和裙带关系猖獗，政府效率低下，要求撤回南方各州的联邦军队、黑人必须通过识字考试才能投票、大赦前联盟军人员。民主党直接采用共和党自由派党纲并支持格里利和布朗参选，不再另行提名。格里利因《纽约论坛报》闻名全美，竞选期间积极发声，宣传格兰特政府的失败和腐败。
共和党提名格兰特连任，马萨诸塞州联邦参议员亨利·威尔逊取代科尔法克斯竞选副总统，党纲巧妙借鉴自由派，主张“扩大特赦、降低关税、支持公务员制度改革”。格兰特降低关税、赦免前联盟国人员、 实行公务员绩效考核制度，缓和反对派情绪。为讨好新兴的妇女选举权运动，共和党党纲宣扬本着尊重态度考量妇女权利。对于南方，格里利主张白人控制地方政府，格兰特倡导联邦政府保护黑人。以倡导废除奴隶制、改革原住民政策闻名的弗雷德里克·道格拉斯支持格兰特。
联邦政府起诉三K党颇得民心，美国经济走势强劲、债务减少，结合关税和其他税收降低令格兰特轻松连任。他共获360万普选票，占比55.6%，格里利只有280万；选举人票差异更大，格兰特与威尔逊286票，对手仅66票。南方大部分黑人把票投给格兰特，民主党反对派基本保持和平。格兰特败选的六个州都是前蓄奴州，希望结束重建。他宣示选举结果是对前四年任期的认可，但内心感到被自由派背叛。1873年3月4日，格兰特在蔡斯主持的仪式上宣誓就职，第二次就职演说重申美国仍然面临的挑战，这其中又以所有国民的自由和公平、昔日奴隶自由后的公民身份最为重要。格兰特在演说结尾宣布未来工作重点：恢复社会不同阶层间的良好感情。1873年威尔逊中风后一直没有全面恢复，1875年11月22日在任上去世。没有威尔逊协助，格兰特更加依赖菲什的引导。

### 1873年恐慌、民主党控制众议院
格兰特继续推动稳健货币政策，签署《1873年铸币法案》终结金银复本位的法律基础，确立金本位。新法禁止继续生产标准银圆，以1美元金币作为唯一的货币标准。黄金供应增速远不及人口，以上政策实际效果便是通缩。银币支持者希望加大货币供应量，提升农产品价格，谴责新法为“1873年罪行”，声称通缩加大农民债务负担。

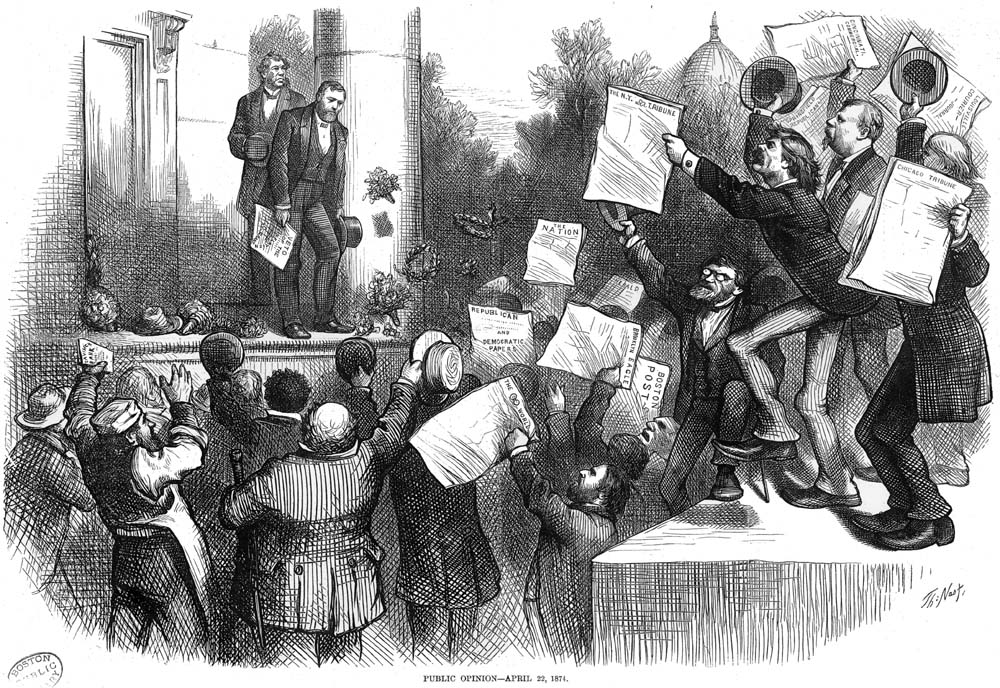
1874年《哈珀周刊》插图，看台上的格兰特刚刚否决“通货膨胀法案”，众人向他祝贺

格兰特连任后，美国经济再度动荡。纽约经纪行杰·库克公司未能转让库克旗下北太平洋铁路发行的全部债券，于1873年9月破产。事态波及华尔街，其他持有铁路股票或债券的银行与券商同样灰飞烟灭，纽约证券交易所9月20日起停牌十天。格兰特对金融缺乏了解，赶到纽约请教商界领袖和银行家如何解决这场史称1873年恐慌的危机。总统以为危机类似1869年黄金帮覆灭，属于只影响银行家和经纪人的经济波动。他指示财政部购买一千万美元政府债券，向市场注入现金。此举减轻华尔街恐慌情绪，但长期萧条仍然席卷全美，364家铁路公司有89家破产。
国会想靠通胀刺激经济，1874年通过后称“通胀法案”的费里法案。法案计划将6400万美元绿钞注入市场流通，许多工农阶层赞成，但东部银行家认为此举会令美元贬值表态反对。贝尔纳普、威廉斯、德拉诺告知总统，否决通胀法案对共和党11月选举不利，格兰特认为法案危及国家信誉，不顾上述反对行使否决权。此举令格兰特成为共和党保守派，党派从此走向坚定支持金本位。总统随后要求国会通过法案逐步减少市场中的绿钞，进一步稳固美元价值。民主党在1874年选举后取得众议院多数席位，跛腳鴨共和党国会赶在民主党议员上任前通过法案。总统1875年1月14日签署《恢复硬币支付法》，要求逐步减少绿钞流通，宣布1879年元旦起绿钞可兑换黄金。

### 改革与丑闻
战后经济发展产生巨量工业财富并令政府扩张，官员猖狂投机、贪腐以享受穷奢极侈的生活。格兰特执政期间，所有行政部门都受到国会调查。总统为人诚实，容易轻信他人，对朋友极其忠实。他对渎职行径反应不一，有时任命改革派进入内阁，有时为犯错者辩护。

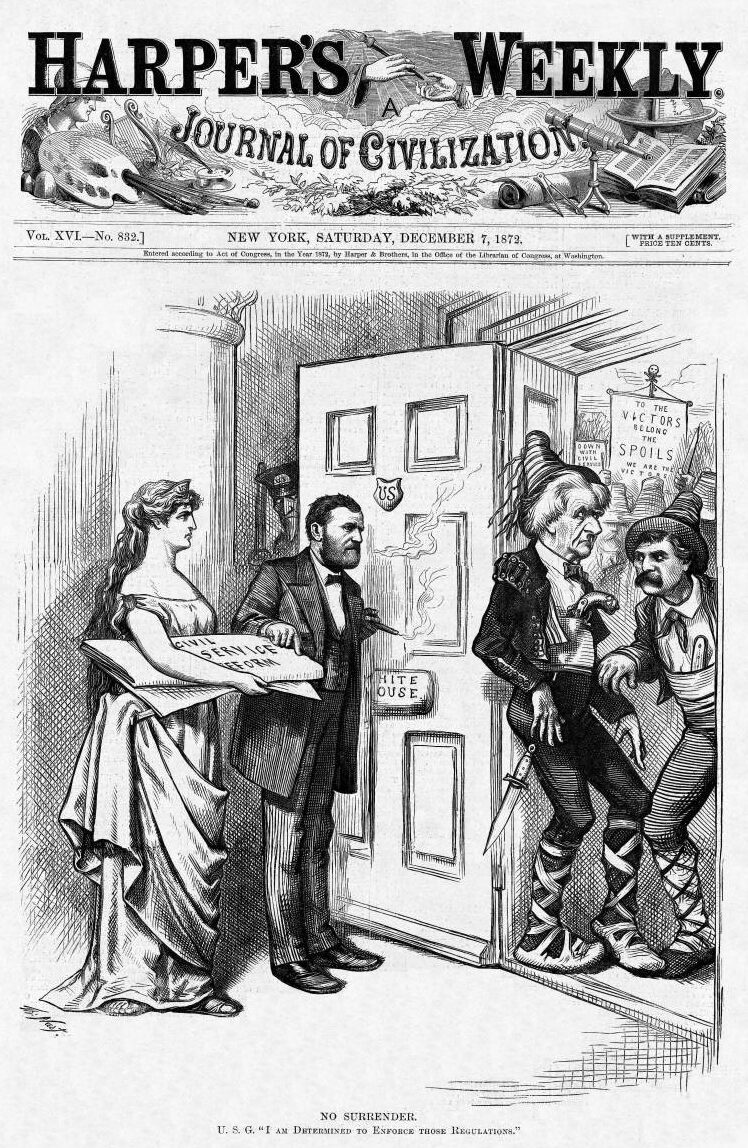
托马斯·纳斯特1872年12月《哈珀周刊》封面，称赞格兰特回绝宾夕法尼亚州政界暂停公务员制度的要求

格兰特1869年上任后提名考克斯当内政部长，采取开除不合格职员等措施实行公务员制度改革。考克斯后在采矿权问题与总统发生争议，于1870年10月3日辞职。经国会授权，格兰特1871年3月3日组建史上第一个公务员委员会。委员会制定竞争考核原则，经过强制政治评估为职位分级，人选在考核成绩最好的三人产生。新规定1872年元旦生效，但各部首脑等职位不在此列。此前历任美国总统都没有像格兰特这样推动联邦公务员制度进步，但反对派对此拒不承认。
格兰特任命的纽约港关税员、康克林盟友托马斯·墨菲1871年11月辞职，总统提名继任的切斯特·艾伦·阿瑟也是康克林盟友，上任后实施鲍特韦尔的改革。参议院委员会1872年1月3日至6月4日调查纽约海关，发现格兰特过往任命的墨菲、摩西·格林内尔收取丰厚仓储费且未依法列明货物名称和数量。总统旋即开除把高额运费收入私囊并分享利润的仓库业主乔治·莱特。鲍特韦尔的改革对记录保护要求更严，规定货物必须存放公司码头。格兰特下令求司法部长威廉斯和财政部长鲍特韦尔在纽约起诉贿赂双方。事实证明格兰特与丑闻无关，但同康克林势力的关联仍对他名誉有损。
1873年3月3日，格兰特签署拨款法案提升联邦雇员薪俸，包括国会、司法、总统，其中国会议员甚至回溯支付。总统年薪从2.5万美元翻倍，外界批评国会议员“已提供的服务”还能回溯两年，每名议员直获四千美元，法律部分规定废止。格兰特非常需要加薪，新法为总统加薪的部分保留，他的个人声誉未受影响。
格兰特1872年签署法案终止私人征税分成合同，附加条款允许过渡时期再签三份合同。助理财政部长威廉·亚当斯·理查森任命约翰·桑伯恩追查涉嫌逃税的“个人与企业”。理查森升任部长后留用桑伯恩，后者靠勒索等手段收得21.3万美元，其中15.6万分给理查森等人和共和党竞选委员会。1874年国会调查期间理查森否认涉事，桑伯恩自称与部长会晤六次商谈合同。国会严厉谴责理查森如此放纵部下，格兰特任命理查森为索赔法院法官，改革派本杰明·布里斯托继任财政部长。同年六月，总统与国会废止征税分成制。
布里斯托行之有效地清理内部贪腐，收紧财政部调查，实施公务员制度，开除数以百计的腐败官员。他发现财政收入偏低，发动调查后发现臭名昭著的威士忌酒帮，酿酒商与官员勾结偷逃数百万美元税收。大部分偷逃税款中饮私囊，有些流入共和党金库。布里斯托四月中旬把威士忌酒帮事宜告知总统，5月10日重拳出击将其摧毁。联邦法警突击搜查全美32地，逮捕350人，发起176份起诉，110起定罪，315万罚款收归国库。

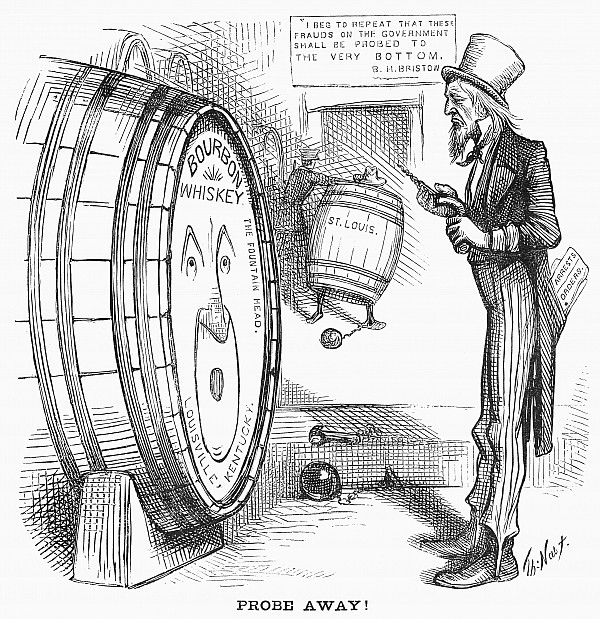
描绘布里斯托调查威士忌酒帮的《哈珀周刊》漫画

格兰特根据布里斯托建议任命大卫·戴尔为联邦检察官在圣路易斯起诉威士忌酒帮，面临起诉的还有国税局高官、总统老友约翰·麦克唐纳。格兰特表态支持布里斯托调查，在信中要求“不让任何罪人漏网......”。财政部调查还发现巴布科克收回扣，偷偷预警威士忌酒帮头目麦克唐纳即将面临调查。陪审团11月22日裁定麦克唐纳罪名成立。12月9日检察官起诉巴布科克，总统不相信他有罪，准备为被告品行出庭作证，但在菲什示警后改变主意。起诉由下属部门发起，身为总统却为被告作证只会自陷尴尬境地。1876年2月12日，格兰特留在首都为私人秘书辩护提供证词，表示“坚定”信任巴布科克的清白。总统证词令绝大多数人不再质疑，只有他最坚定的反对派例外。
陪审团裁定巴布科克罪名不成立，格兰特让他留在白宫。后来巴布科克被控参与安全盗窃阴谋陷害首都改革派，格兰特解除他的白宫职务，首都公共建筑总监职位不受影响。 
德拉诺执掌的内政部充斥欺诈和腐败，只有他对黄石公园的有效监督例外。政府测量总工程师塞拉斯·里德订立腐败合约，德拉诺之子约翰受益。虽不情愿，总统还是要求德拉诺辞职。1875年继任德拉诺内政部长职务的撒迦利亚·钱德勒实施改革，开除腐败分子，终结不正当牟利。邮政署长马歇尔·朱厄尔告知总统，国会很可能调查司法部长威廉斯夫人涉案的勒索丑闻，格兰特随即辞退威廉斯并提名改革派爱德华兹·皮尔庞特继任。改革派对新内阁比较满意。
1875年民主党控制众议院后，许多联邦机构贪腐曝光。战争部长贝尔纳普从锡尔堡贸易站收取回扣，东窗事发后他在1876年2月辞职，是格兰特任内对政府公信力伤害最大的丑闻。众议院弹劾贝尔纳普，但参议院判决罪名不成立。格兰特的弟弟奥维尔是“隐名合伙人”，从四家贸易站收回扣。国会发现海军合同承包商贿赂海军部长罗伯森，但没有发动弹劾。1876年12月5日，格兰特在第六次国情咨文就“无意间判断失误”向祖国致歉。

### 1876年大选
国家放弃重建对1876年大选影响很大，民主党控制众议院发动的腐败调查越来越多，重创格兰特总统任期的政治声誉。格兰特在1875年以公开信宣布无意再度连任，共和党大会提名倡导改革的俄亥俄州长海斯为旗手。民主党提名纽约州长塞缪尔·蒂尔顿。南方三个州的投票违规导致选举结果几个月都无法达成一致，格兰特要求国会靠法律解决争议，承诺除非需要遏制暴力，否则绝不以军队强求结果。1877年1月29日，他签署法案组建选举委员会商讨解决方案。最后两党达成妥协，海斯当上总统后马上撤出驻扎南方的联邦军队。重建全面终结，南方走入长达80年的吉姆·克劳种族隔离时代。格兰特在选举危机期间“处变不惊”，赢得公众好评。
海斯执政后任命反重建人士上台，共和党自由派代表舒尔茨当上内政部长，令格兰特颇为不满。

## 卸任后（1877至1885年）
格兰特离开白宫后自称“这辈子从没这般开心”，一家人前往纽约陪伴马上要生孩子的女儿内莉，暂住在菲什家。格兰特夫妇自称“流浪儿”，对今后住在哪儿全无打算，周游辛辛那提、圣路易斯、芝加哥、加利纳等地。

### 环游世界、外交使命

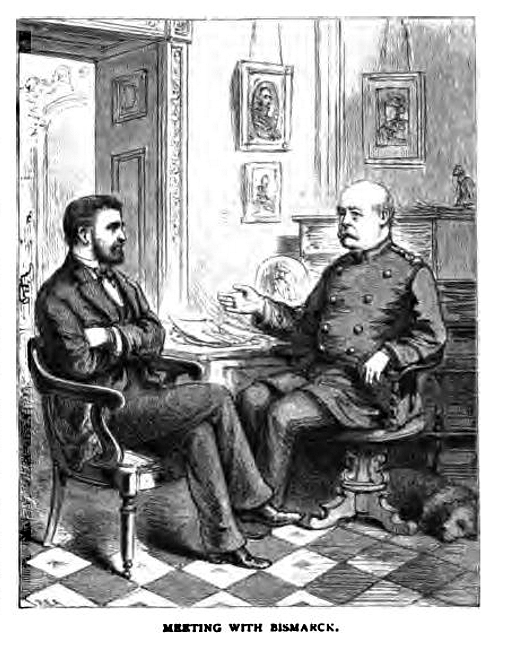
1878年格兰特与奥托·冯·俾斯麦见面

格兰特好几年前就考虑在卸任总统后休一段时间应得的长假，清算某笔投资后带夫人走上长达两年半的环球旅程。他在内华达州矿业公司投资赚得2.5万美元（相当于2022年约67.5万美元），主要靠这笔钱远洋海外。格兰特夫妇1877年5月10日抵达费城并停留一周，接受各界宴请饯行。5月16日两人登上开往英格兰的印第安纳号客轮，一路走过欧洲、非洲、印度、中东、遠東，与维多利亚女王、良十三世教皇、奥托·冯·俾斯麦、李鴻章、明治天皇等权贵见面，格兰特还是首位踏上耶路撒冷和圣地的美国总统。
海斯政府提供海军舰艇送前总统夫妇出行，其中万达利亚号小型风帆战船在地中海畅游五个月，亚士维拉号巡逻艇从香港送格兰特夫妇到中国，里士满号小型风帆战船再从中国送到日本。海斯政府期望格兰特作为美国的非正式外交代表公开亮相，强化美国海外利益，解决与部分国家存在的问题。1879年，思念故土的格兰特夫妇登上东京市号汽船，在日本军舰护送下横穿太平洋，于9月20日抵达旧金山，下船时引来群众欢呼。格兰特返回费城前到芝加哥探望舍曼将军和田纳西军团。此行向欧亚表明美国是新兴世界大国。

### 尝试三度入主白宫

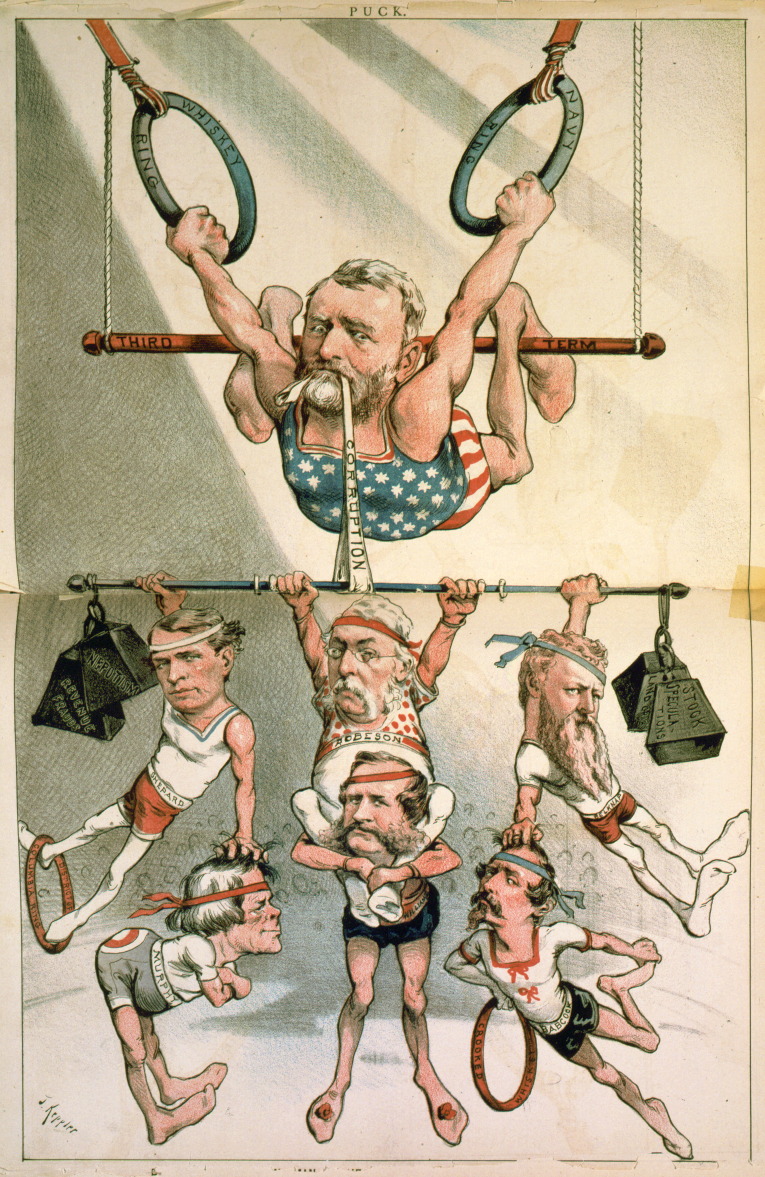
1880年《帕克》杂志政治漫画，嘲讽两手紧抓“威士忌酒帮”、“海军帮”的格兰特还想第三次入主白宫，下方用“腐败”丝带吊着众多党羽（累赘），约瑟夫·凯普勒作

格兰特政坛盟友康克林为首的共和党人自称中坚派，把前总统名望回升视为重掌权力的机会，准备1880年提名他史无前例地第三次入主白宫。自开国总统华盛顿以来，两届任期上限早已是不成文的规定，反对派严厉谴责。格兰特很想重返白宫但没公开表态，鼓励支持者造势。沃什伯恩敦促他参选，但格兰特谢绝，表示更希望看到共和党其他候选人胜出，他最看好的人选是詹姆斯·G·布莱恩而非舍曼。康克林与约翰·洛根不为所动，组织党大会代表提名前总统。1880年共和党全国大会于六月在芝加哥召开，承诺支持格兰特的代表最多，但未达提名所需多数。
康克林在会上以慷慨激昂的演讲提名格兰特，其中最著名的话是“问起他从哪州来时我们只能回答：他来自阿波马托克斯和那著名的苹果树”。拿下提名需要370位代表支持，格兰特首轮304票，布莱恩284票，舍曼93票，剩下少数归其他人选。此后数十轮投票结果大同小异，格兰特和布莱恩都无法奠定胜局。支持布莱恩等候选人的代表在36轮后转移目标，准备提名折衷人选、前联邦军将领兼俄亥俄州联邦众议员詹姆斯·艾布拉姆·加菲尔德。经过程序动议，大会代表一致推举加菲尔德，后者接受提名。格兰特发表演说支持新旗手但拒绝批判民主党候选人、昔日波多马克军团部下汉考克将军。加菲尔德赢得大选，格兰特公开表示支持，希望新总统任命中坚派进入行政部门。1881年7月2日加菲尔德遇刺，9月19日去世，格兰特从记者口中得知总统死讯后失声痛哭。

### 经商失利

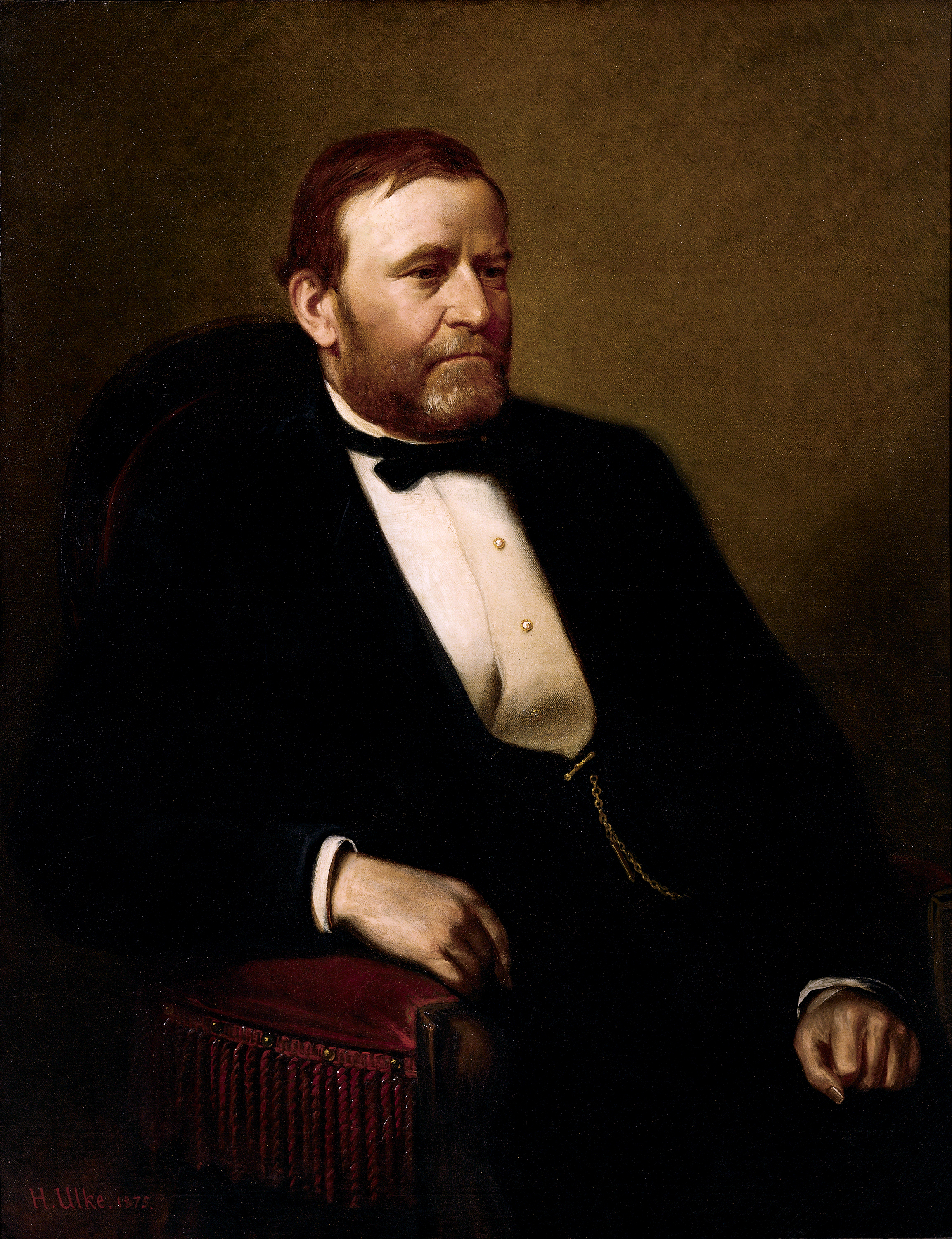
格兰特总统白宫正式肖像，亨利·乌尔克1875年绘

美国19世纪还没有总统养老金，格兰特的个人年收入限制在六千美元。环游世界成本高昂，耗尽他大部分积蓄，急需赚钱并寻找新居。财大气粗的朋友在曼哈顿上东城为他买别墅，格兰特与古尔德、前墨西哥财长马蒂亚·斯罗梅罗合伙开办墨西哥南部铁路，计划修筑铁路连通墨西哥城和瓦哈卡州。格兰特希望1881年继任总统的阿瑟与墨西哥谈判达成自由贸易条约，但参议院1883年否决总统与墨西哥政府签订的条约。铁路公司境遇类似，第二年便告破产。
格兰特之子巴克同期与费迪南德·沃德开办华尔街经纪行，沃德表面上是华尔街新星，其实却是骗子，许多有钱人受害。格兰特与沃德经纪行起初事业红火，格兰特1883年入局并自掏十万美元投资，还警告沃德如果经纪行从事政府业务就会撤资走人。为鼓励投资，沃德向投资人支付高到异常的利息，将公司证券反复抵押贷款（即再抵押融资）。沃德与银行家詹姆斯·菲什勾结隐瞒银行查帐员，从银行金库取回公司证券。交易变成坏账时，各笔贷款到期，所有货款抵押品相同的事实才浮出水面。史学家认为格兰特很可能对沃德的企图一无所知，但不确定巴克是否知情。1884年5月已有大量投资坏帐，沃德知道公司即将破产。在他看来格兰特“在经商领域还是个孩子”，把破产在即的局面告知后还向前总统保证这只是临时亏空。信以为真的格兰特找上企业家威廉·亨利·范德比尔特拿到15万美元私人贷款，把钱全部投入经纪行但仍无力回天。基本上不名一文的格兰特出于个人荣誉感穷尽手段还债，把内战纪念品等资产全部出售或转让。格兰特的房子归范德比尔特所有，但他让前总统夫妇继续居住，承诺把纪念品捐给联邦政府，坚称欠债已经还清。沃德的欺骗令格兰特非常难受，扪心自问怎么“还敢相信任何人”。
1885年3月，健康每况愈下的格兰特作证指控沃德和詹姆斯·菲什。格兰特去世数月后，沃德于同年十月被判重大盗窃罪名成立，服刑六年半。格兰特与沃德经纪行轰然倒塌后，人们纷纷对格兰特表示同情。

### 回忆录、军人养老金、谢世
格兰特经常详细讲述军中经历，有时记错日期和地点。南北战争前夕他只是圣路易斯的贫苦农民，但邻居们“专心听他生动讲述从军经历”，入迷之下一直听到午夜。南北战争期间，他时常在闲瑕时“言简意赅”地谈起近期经历。美墨战争时他的信件没有批判战争本身，但去世前撰写的回忆录截然不同，在政治方面大加批判，谴责美墨战争是美国无端发起的侵略。他讲述战时经历的次数实在太多，撰写回忆录已经算不上回忆，更像复述并润色。
格兰特1884年夏就觉得喉咙痛，但忍到十月下旬才就医，得知身患癌症，很可能是因为常抽雪茄。他还想瞒着老伴，但朱莉娅很快就从大夫口中知晓。病情确诊前，格兰特于1884年8月4日在新泽西州蒙茅斯縣海洋镇参加卫理公会为南北战争老兵举办的宗教仪式，现场上万退伍军人及其他人士起立鼓掌，这是他最后一次在公共场合露面。1885年3月，《纽约时报》公布格兰特因癌症病危的消息引起全美关注。国会深知格兰特夫妇的经济困境，打算恢复他的陆军上将军衔并按标准支付全额退休金——1869年入主白宫之际，格兰特就根据法律规定辞去军职并放弃他和夫人的养老金。
格兰特几近破产，一直对离世后夫人生活无以为继忧心忡忡。《世纪杂志》愿同前总统签约出书并支付一成版税，好友马克·吐温知道格兰特的经济状况已经非常严峻，主动提出为回忆录支付闻所未闻的七成版税。为给老伴和子女留下遗产，格兰特在纽约居所笔耕不辍，昔日参谋亚当·巴杜协助大部分研究领域，长子弗雷德里克搜寻文件并完成大部分事实核查。纽约夏季又热又湿，大夫建议他搬到紐約上州，住进麦格雷戈山顶家族友人提供的小屋。
格兰特1885年7月写完回忆录，没几天便与世长辞。回忆录简要介绍他的早年和美墨战争经历，叙述个人生平直到南北战争结束。《格兰特将军回忆录》出版后广受好评而且非常热销，朱莉娅拿到约45万美元版税（相当于2020年1300万美元）。民众、军事史家、文学批评家高度评价前总统遗作。回忆录把格兰特塑造成可敬的西部英雄，力量源自诚实与坦率，书中直截了当地描绘他与联盟军及联邦军内部对手对抗。
与喉癌抗争一年后，格兰特于1885年7月23日上午8：08在麦格雷戈山顶小屋谢世，享年63岁，去世时家人就在身边。陆军总司令谢里登下令所有军事岗位人员向格兰特致敬一天，格罗弗·克利夫兰总统下令全国哀悼30天。私人葬礼结束后，仪仗队将前总统遗体抬上西点开向纽约的特派葬礼列车。25万人赶在葬礼前两天来见他最后一面，数万人跟在24匹黑色种马拉着的棺材周围走向曼哈顿上城晨边高地河滨公园，其中许多是共和国大军老兵。前联邦军将领舍曼、谢里登，联盟军将领巴克纳、约翰斯顿，波特海军少将、参议员兼共和国大军司令洛根为他抬棺。克利夫兰总统与全体内阁、最高法院大法官、在世前总统海斯与阿瑟跟随逝者棺木，送葬队伍长达11公里。
150多万人在纽约出席葬礼，全美各大城市举办追悼会，媒体盛赞格兰特可比华盛顿和林肯。他的遗体葬入河滨公园，12年后于1897年4月17日迁入格兰特将军国家纪念堂，又称“格兰特之墓”，创下北美洲最大陵墓纪录。

## 历史声誉

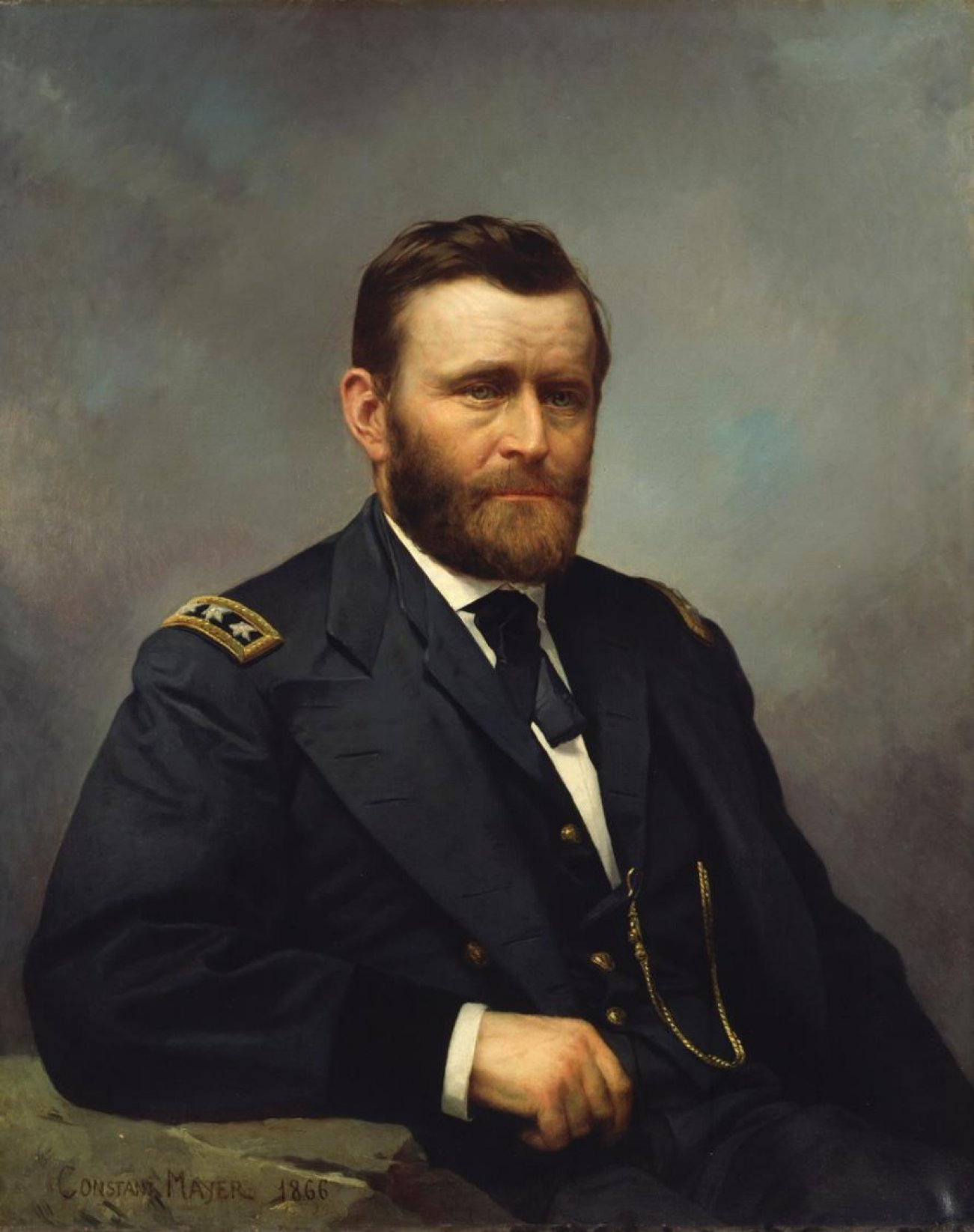
陆军总司令格兰特，1866年康斯坦特·梅耶绘

北方普遍将格兰特视为赢得南北战争的大将军，他的军旅生涯整体而言声誉一直良好。他赢得维克斯堡战役并在阿波马托克斯迫使罗伯特·李投降，后人普遍把他看作“挽救联邦”的名将。无论联邦军还是联盟军，格兰特都是主导南北战争且最具战功的将领。南方批评他过度动用武力，但整体军事声誉从未受到影响。媒体、政敌、反对派对格兰特饮酒经常夸大其辞甚至有意误导，形成模式化观点。19世纪末到20世纪初，他的声誉因敗局命定論和邓宁学派受损。
部分史学家在20世纪50年代重新评估格兰特的军旅生涯，扭转过往认为他全靠蛮力取胜的观念，证明他是熟练运用现代战略的优异司令官。史学家麦克菲利1981年著作《格兰特传》获普利策奖，重燃学术界对格兰特的兴趣，在他看来，传主就像19世纪想在历史上留下一席之地的“普通美国人”。进入21世纪后，让·爱德华·史密斯于2001年出版《格兰特传》，此后史学家对格兰特的评价显著提高。针对总统任期的评价在个人诚信、重建手段、原住民和平政策方面更加认可传主，虽然部分领域没有达成目标。
小亨利·威廉·布兰兹2012年著作《拯救联邦之人》、罗纳德·怀特2016年作品《美国人尤利西斯》、罗恩·切尔诺2017年传记《格兰特传》持续提升格兰特的历史声誉。怀特认为传主“表现出独特的谦逊感、道德勇气、决心”，身为总统“为非裔美国人挺身而出，特别是反抗三K党镇压选民的斗争”。他还认为无论人格还是领导能力，格兰特都非常杰出。查尔斯·卡尔霍恩2017年出版《尤利西斯·格兰特总统任期》注重格兰特执政八年的成绩，但对前总统在“大众意识”里是否恢复声誉提出疑问。
史家对格兰特遏制腐败方面的成效尚无定论，任内丑闻往往沦为抨击传主政治声誉的弹药。军事方面已有定论，史家认为格兰特堪称“天生熟练掌握战术和战略”的现代将领。
格兰特的内战军事策略赢得认可并纳入商业实践。史学家大卫·赫弗南指出，格兰特的总统任期受“不公平诋毁”达几个世代，无视他起诉三K党、推动1876年大选之争和平解决等成绩。罗伯特·法利担心“李氏崇拜”（指罗伯特·李）和邓宁学派对前总统大力实施重建、起诉三K党、在阿波马托克斯击败李氏心怀怨恨，导致史学家对待格兰特不公。法利指出，李氏崇拜无法容忍格兰特，这主要是因为只有他积极推行重建，还是首位把黑人当人、当美国人的总统。

## 纪念物与总统图书馆

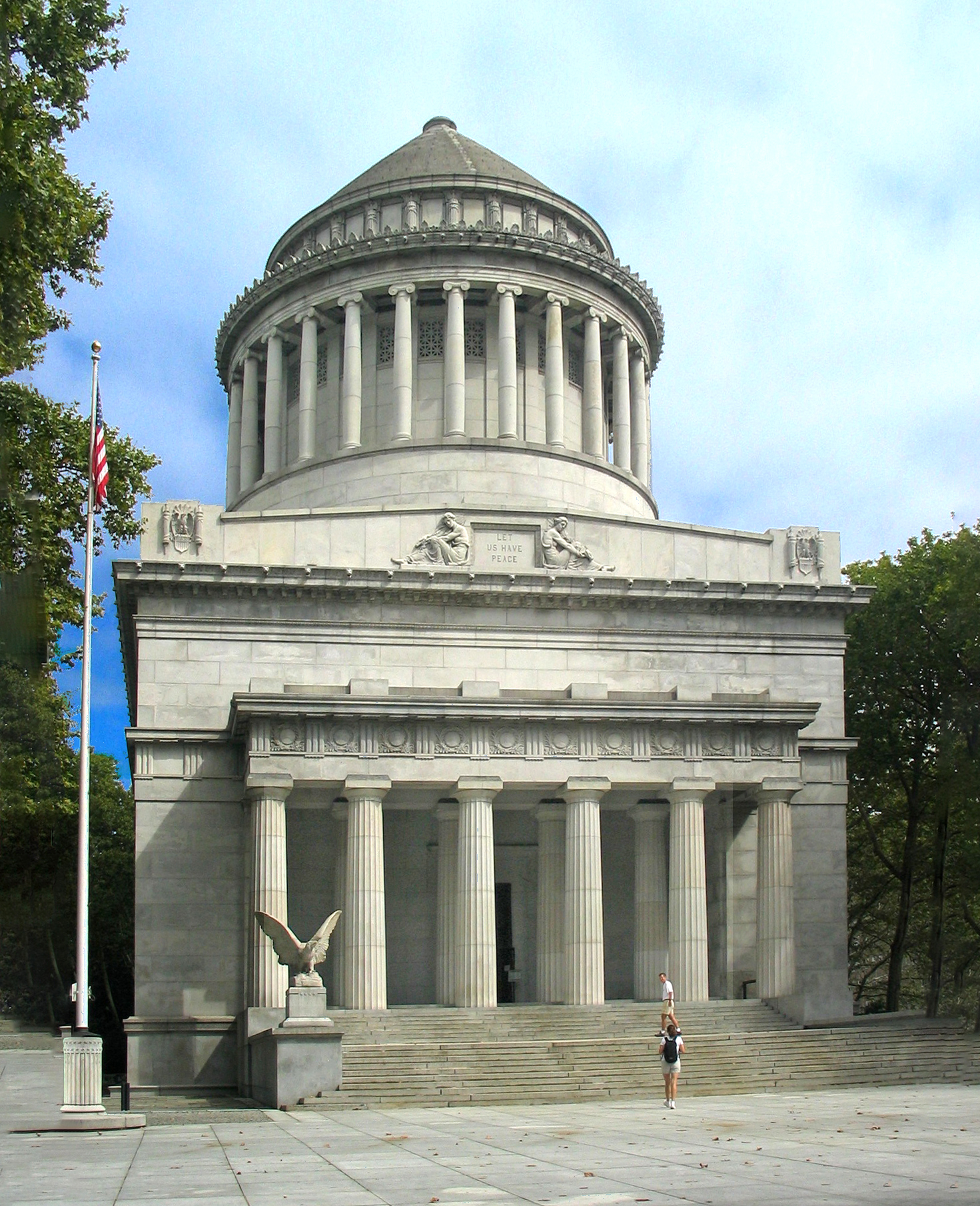
格兰特将军国家纪念堂又称“格兰特之墓”，乃北美洲最大陵墓

美国现有多座格兰特纪念物，除纽约的“格兰特墓”外，哥伦比亚特区国会山脚下立有雕塑家亨利·施拉迪、建筑师爱德华·皮尔斯·凯西创作的尤利西斯·格兰特纪念碑。纪念碑1922年揭幕，俯瞰国会大厦倒影池，2015年开始修复，预计在2022年格兰特诞辰两百周年前完工。
尤利西斯·格兰特国家历史遗址位于圣路易斯附近，俄亥俄和伊利诺伊州还有多处纪念格兰特生平的地点。他写完回忆录后去世的小屋位于纽约州威尔顿麦格雷戈山顶，如今已是格兰特小屋州立历史遗址。芝加哥林肯公园、费城费尔芒特公园均有规模小一些的格兰特纪念物。格兰特公园以他命名，阿肯色、印第安纳、堪萨斯、肯塔基、明尼苏达、内布拉斯加、新墨西哥、北达科他、俄克拉荷马、俄亥俄、南达科他、华盛顿、西弗吉尼亚、威斯康辛共14州有以他命名的格蘭特縣，路易斯安那州还有格蘭特堂區。1891年6月3日，丹麦雕塑家约翰内斯·盖勒特创作的格兰特青铜像在加利纳格兰特公园揭幕。金斯峡谷国家公园部分地盘在1890至1940年人称“格兰特将军国家公园”，以园内格兰特将军红衫命名。
2012年5月，尤利西斯·格兰特基金会在成立50周年之际选中密西西比州立大学为格兰特总统图书馆永久地点。史学家约翰·西蒙把格兰特的信件编辑成32卷学术版，南伊利诺伊大学出版社出版。
格兰特1913年起便是50美元纸币正面人物。1921年尤利西斯·格兰特百年纪念协会成立，旨在协调特殊纪念活动，以纪念物认可格兰特的历史地位。国会通过法案授权铸币一万枚一美元和25万枚半美元，硬币1922年格兰特百年诞辰之际面世。美国邮票也曾出现格兰特的身影，首款在他谢世五年后（1890年）问世。
2020年6月19日，六月节抗议人士推翻旧金山金门公园的格兰特青铜半身像格兰特曾拥有奴隶一人但很快就放他自由，半身像基本不可能移回金门公园。

## 军衔晋升日期
| 肩章   | 军衔         | 日期                  | 从属                             |
| ------ | ------------ | --------------------- | -------------------------------- |
| 无     | 候补军官     | 1839年7月1日          | 正规军                           |
|        | 加衔少尉     | 1843年7月1日          | 正规军                           |
|        | 少尉         | 1845年9月30日         | 正规军                           |
|        | 加衔中尉     | 1847年9月8日          | 正规军                           |
|        | 中尉         | 1847年9月16日         | 正规军                           |
|        | 上尉         | 1853年8月5日          | 正规军 （1854年7月31日辞职）     |
|        | 上校         | 1861年6月17日         | 志愿军                           |
|        | 准将         | 1861年8月7日          | 志愿军 （回溯至同年5月17日生效） |
|        | 少将         | 1862年2月16日         | 志愿军                           |
|        | 少将         | 1863年7月4日          | 正规军                           |
|        | 中将         | 1864年3月4日          | 正规军                           |
|        | 陆军上将     | 1866年7月25日         | 正规军                           |
| 无     | 陆军特级上将 | 2024年4月19日（追颁） | 正规军                           |
| 来源： |              |                       |                                  |

## 脚注
1. ↑  McFeely 1981，第6頁.
2. ↑  McFeely 1981，第3頁.
3. ↑  Smith 2001，第21–22頁.
4. ↑  White 2016，第6頁.
5. ↑  Hesseltine 1957，第4頁.
6. ↑  White 2016，第8頁.
7. ↑  Ulster-Scots，第3頁.
8. ↑  Killanin & Duignan 1989，第62頁.
9. ↑  White 2016，第8–9頁.
10. ↑  McFeely 1981，第5–6頁.
11. ↑  White 2016，第9頁.
12. 1 2  Simpson 2014，第2–3頁.
13. 1 2  White 2016，第9–10頁.
14. 1 2 3  Longacre 2006，第6–7頁.
15. ↑  McFeely 1981，第497頁.
16. ↑  White 2016，第16, 18頁.
17. ↑  McFeely 1981，第8, 10, 140–41頁.
18. ↑  White 2016，第21頁.
19. ↑  Brands 2012，第8頁.
20. ↑  White 2016，第19頁.
21. 1 2  Waugh 2009，第10頁.
22. ↑  Longacre 2006，第7頁.
23. ↑  White 2016，第20頁.
24. ↑  Simpson 2014，第20頁.
25. ↑  Chernow 2017，第99–100頁.
26. ↑  White 2016，第24–25頁.
27. ↑  White 2016，第25, 43頁.
28. ↑  Cullum 1891，第170–71頁.
29. ↑  Simpson 2014，第10–11頁.
30. 1 2  McFeely 1981，第12頁.
31. 1 2  Smith 2001，第24, 83頁.
32. 1 2 3  Simon 1967，第3–4頁.
33. ↑  Kahan 2018，第2頁.
34. ↑  Poore, & Tiffany 1885，第12頁.
35. ↑  White 2016，第30頁.
36. ↑  Garland 1898，第30–31頁.
37. ↑  Simpson 2014，第13–14頁.
38. ↑  Smith 2001，第26–28頁.
39. ↑  McFeely 1981，第10頁.
40. ↑  Chernow 2017，第24, 27頁.
41. ↑  Smith 2001，第28頁.
42. 1 2  Chernow 2017，第27頁.
43. ↑  Smith 2001，第27頁.
44. 1 2  McFeely 1981，第16–17頁.
45. ↑  Smith 2001，第26–27頁.
46. ↑  White 2016，第41頁.
47. ↑  Brands 2012，第12–13頁.
48. ↑  Longacre 2006，第21頁.
49. ↑  Cullum 1850，第256–57頁.
50. ↑  White 2016，第43頁.
51. ↑  Chernow 2017，第19頁.
52. 1 2 3  Smith 2001，第28–29頁.
53. ↑  Chernow 2017，第28頁.
54. ↑  McFeely 1981，第16, 19頁.
55. 1 2  Brands 2012，第15頁.
56. 1 2  Chernow 2017，第81頁.
57. 1 2  Smith 2001，第30–33頁.
58. ↑  Chernow 2017，第61–62頁.
59. 1 2  White 2016，第102頁.
60. 1 2  Waugh 2009，第33頁.
61. ↑  Smith 2001，第73–74頁.
62. 1 2 3  Chernow 2017，第62頁.
63. 1 2  Smith 2001，第73頁.
64. ↑  Flood 2005，第2007頁.
65. ↑  McFeely 1981，第20, 26頁.
66. ↑  Bonekemper 2011，第8頁.
67. 1 2  Simpson 2014，第49頁.
68. 1 2 3  Tucker 2013，第271頁.
69. ↑  Smith 2001，第35–37頁.
70. ↑  Brands 2012，第15–17頁.
71. ↑  McFeely 1981，第30–31頁.
72. ↑  Brands 2012，第23頁.
73. 1 2  White 2016，第80頁.
74. ↑  McFeely 1981，第33–34頁.
75. ↑  Brands 2012，第37頁.
76. ↑  McFeely 1981，第34–35頁.
77. ↑  Brands 2012，第41–42頁.
78. 1 2  McFeely 1981，第36頁.
79. ↑  White 2016，第66頁.
80. ↑  Simpson 2014，第44頁.
81. ↑  Smith 2001，第67–68, 70, 73頁.
82. ↑  Brands 2012，第49–52頁.
83. ↑  Simpson 2014，第458頁.
84. ↑  Chernow 2017，第58頁.
85. ↑  McFeely 1981，第30, 31, 37–38頁.
86. ↑  White 2016，第75頁.
87. ↑  White 2016，第85, 96頁.
88. ↑  Chernow 2017，第46頁.
89. ↑  Smith 2001，第244頁.
90. ↑  Miller 2019，第248頁.
91. ↑  Chernow 2017，第65頁.
92. ↑  Chernow 2017，第74頁.
93. ↑  Smith 2001，第76–78頁.
94. ↑  Chernow 2017，第73–74頁.
95. ↑  Smith 2001，第78頁.
96. ↑  Chernow 2017，第75頁.
97. ↑  McFeely 1981，第48–49頁.
98. ↑  Chernow 2017，第77頁.
99. 1 2  White 2016，第487頁.
100. 1 2  Chernow 2017，第78頁.
101. ↑  McFeely 1981，第52頁.
102. 1 2 3  Cullum 1891，第171頁.
103. ↑  Chernow 2017，第81–83頁.
104. 1 2 3  McFeely 1981，第55頁.
105. 1 2  Chernow 2017，第84–85頁.
106. ↑  Chernow 2017，第85頁.
107. ↑  Chernow 2017，第85–86頁.
108. ↑  Smith 2001，第86–87頁.
109. ↑  White 2016，第118–120頁.
110. ↑  Smith 2001，第87頁.
111. ↑  Smith 2001，第88頁.
112. ↑  Farina 2007，第202頁.
113. ↑  Farina 2007，第13, 202頁.
114. 1 2  Dorsett 1983.
115. ↑  Longacre 2006，第55–58頁.
116. ↑  Smith 2001，第87–88頁.
117. ↑  Lewis 1950，第328–332頁.
118. ↑  Brands 2012，第77–78頁.
119. ↑  Chernow 2017，第95, 106頁.
120. ↑  Simon 2002，第242頁.
121. ↑  McFeely 1981，第60–61頁.
122. ↑  Brands 2012，第94–96頁.
123. ↑  Axelrod 2011，第208頁.
124. 1 2  McFeely 1981，第58–60頁.
125. ↑  White 2016，第125頁.
126. ↑  McFeely 1981，第61頁.
127. ↑  Chernow 2017，第94頁.
128. ↑  Brands 2012，第96頁.
129. 1 2  White 2016，第128頁.
130. ↑  McFeely 1981，第62頁.
131. ↑  Brands 2012，第86頁.
132. 1 2  Brands 2012，第89–90頁.
133. ↑  White 2016，第129頁.
134. 1 2  Smith 2001，第94–95頁.
135. 1 2  White 2016，第130頁.
136. ↑  Brands 2012，第86–87頁.
137. ↑  McFeely 1981，第69頁.
138. ↑  Inflation.
139. ↑  McFeely 1981，第64頁.
140. ↑  White 2016，第129–131頁.
141. ↑  White 2016，第131頁.
142. 1 2  Simon 1969，第4–5頁.
143. 1 2  McFeely 1981，第69–70頁.
144. ↑  McFeely 1981，第65–66頁.
145. ↑  White 2016，第133, 136頁.
146. ↑  McFeely 1981，第66頁.
147. ↑  White 2016，第136頁.
148. ↑  White 2016，第135–37頁.
149. ↑  Chernow 2017，第119–20頁.
150. ↑  White 2016，第140頁.
151. ↑  Brands 2012，第121頁.
152. 1 2  Smith 2001，第99頁.
153. ↑  White 2016，第140–143頁.
154. ↑  Brands 2012，第121–122頁.
155. 1 2  McFeely 1981，第73頁.
156. 1 2  Bonekemper 2012，第17頁.
157. 1 2  Chernow 2017，第125頁.
158. ↑  Brands 2012，第123頁.
159. ↑  Brands 2012，第122–123頁.
160. ↑  McFeely 1981，第80頁.
161. ↑  Flood 2005，第45–46頁.
162. ↑  Simon 1965.
163. ↑  Bonekemper 2012，第18–19頁.
164. ↑  Smith 2001，第113頁.
165. ↑  Bonekemper 2012，第20頁.
166. 1 2 3 4  Bonekemper 2012，第21頁.
167. ↑  Smith 2001，第117–118頁.
168. ↑  Catton 1963，第29頁.
169. ↑  Catton 2015，第68頁.
170. 1 2  White 2016，第159頁.
171. ↑  Axelrod 2011，第208–209頁.
172. ↑  Flood 2005，第63頁.
173. ↑  McFeely 1981，第91頁.
174. ↑  Chernow 2017，第153–155頁.
175. 1 2 3  White 2016，第168頁.
176. ↑  White 2016，第169–171頁.
177. ↑  White 2016，第172頁.
178. ↑  White 2016，第172–173頁.
179. ↑  Groom 2012，第94, 101–103頁.
180. ↑  McFeely 1981，第92–94頁.
181. ↑  Bonekemper 2012，第33, 35頁.
182. ↑  McFeely 1981，第94頁.
183. ↑  Smith 2001，第138–142頁.
184. ↑  Groom 2012，第101–103頁.
185. ↑  Smith 2001，第146頁.
186. ↑  Axelrod 2011，第210頁.
187. ↑  Smith 2001，第141–164頁.
188. ↑  Brands 2012，第164–65頁.
189. ↑  Groom 2012，第138, 143–144頁.
190. ↑  Brands 2012，第164–165頁.
191. ↑  Smith 2001，第125–134頁.
192. ↑  Groom 2012，第18頁.
193. ↑  White 2016，第210頁.
194. 1 2  Barney 2011，第287頁.
195. ↑  Smith 2001，第185頁.
196. ↑  McFeely 1981，第111–112頁.
197. ↑  Groom 2012，第63頁.
198. 1 2  White 2016，第211頁.
199. ↑  Groom 2012，第62–65頁.
200. ↑  McFeely 1981，第112頁.
201. ↑  McFeely 1981，第111頁.
202. ↑  Bonekemper 2012，第51, 94頁.
203. ↑  Catton 1963，第228, 230–231頁.
204. ↑  White 2016，第217–218頁.
205. 1 2  Bonekemper 2012，第51, 58–59, 63–64頁.
206. ↑  McFeely 1981，第114頁.
207. ↑  Flood 2005，第109, 112頁.
208. ↑  Chernow 2017，第205頁.
209. ↑  Bonekemper 2012，第59, 63–64頁.
210. ↑  Smith 2001，第206頁.
211. ↑  McFeely 1981，第115–116頁.
212. ↑  McFeely 1981，第115頁.
213. ↑  Brands 2012，第187–188頁.
214. ↑  Grant 1885，第Chap XXV頁.
215. ↑  Bonekemper 2012，第94頁.
216. ↑  White 2016，第221頁.
217. ↑  White 2016，第223–224頁.
218. ↑  Kaplan 2015，第1109–1119頁.
219. ↑  White 2016，第223–25頁.
220. ↑  Brands 2012，第188–191頁.
221. ↑  White 2016，第230–231頁.
222. ↑  White 2016，第225–226頁.
223. ↑  Smith 2001，第204頁.
224. ↑  Barney 2011，第289頁.
225. ↑  White 2016，第229頁.
226. ↑  White 2016，第230頁.
227. ↑  Groom 2012，第363–364頁.
228. ↑  Longacre 2006，第137頁.
229. ↑  White 2016，第231頁.
230. ↑  Brands 2012，第211–212頁.
231. ↑  Badeau 1887，第126頁.
232. ↑  Flood 2005，第133頁.
233. 1 2  Brands 2012，第221–223頁.
234. 1 2  Catton 1960，第112頁.
235. ↑  White 2016，第243頁.
236. ↑  Miller 2019，第xii頁.
237. 1 2 3  Chernow 2017，第236頁.
238. ↑  Chernow 2017，第236–237頁.
239. ↑  Flood 2005，第147–148頁.
240. ↑  White 2016，第246頁.
241. ↑  Chernow 2017，第238–239頁.
242. ↑  White 2016，第248頁.
243. ↑  Chernow 2017，第231–232頁.
244. ↑  Chernow 2017，第239頁.
245. ↑  Catton 1960，第119, 291頁.
246. ↑  White 2016，第248–249頁.
247. ↑  Chernow 2017，第239–241頁.
248. ↑  White 2016，第235頁.
249. ↑  Brands 2012，第223, 225頁.
250. ↑  White 2016，第250頁.
251. ↑  Bonekemper 2012，第147–148頁.
252. ↑  Miller 2019，第206–207頁.
253. ↑  Miller 2019，第206–209頁.
254. ↑  Miller 2019，第209–210頁.
255. ↑  White 2016，第1246–1247頁.
256. ↑  Miller 2019，第154–155頁.
257. ↑  Smith 2001，第225頁.
258. ↑  White 2016，第235–236頁.
259. 1 2 3  Blakemore 2019.
260. 1 2  Chernow 2017，第232頁.
261. ↑  Flood 2005，第143–144, 151頁.
262. ↑  Sarna 2012a，第37頁.
263. ↑  White 2016，第235–36頁.
264. ↑  Miller 2019，第259頁.
265. ↑  Chernow 2017，第232–233頁.
266. ↑  Howland 1868，第123–124頁.
267. 1 2  Brands 2012，第218頁.
268. 1 2  Shevitz 2005，第256頁.
269. ↑  Chernow 2017，第235–236頁.
270. ↑  Sarna 2012a，第6頁.
271. ↑  Smith 2001，第226–227頁.
272. ↑  Sarna 2012.
273. 1 2  Sarna 2012a，第89, 147頁.
274. 1 2  White 2016，第494頁.
275. ↑  Miller 2019，第260頁.
276. ↑  Bonekemper 2012，第148–149頁.
277. 1 2  White 2016，第269頁.
278. ↑  Brands 2012，第226–228頁.
279. ↑  Flood 2005，第160頁.
280. ↑  Flood 2005，第164–165頁.
281. ↑  Smith 2001，第231頁.
282. 1 2  McFeely 1981，第136頁.
283. ↑  McFeely 1981，第122–138頁.
284. ↑  Smith 2001，第206–257頁.
285. ↑  Catton 2015，第8頁.
286. ↑  Catton 2015，第7頁.
287. ↑  Brands 2012，第265頁.
288. 1 2  Cullum 1891，第172頁.
289. ↑  White 2016，第295頁.
290. ↑  Flood 2005，第196頁.
291. ↑  McFeely 1981，第145–147頁.
292. ↑  Smith 2001，第267–268頁.
293. ↑  Brands 2012，第267–268頁.
294. ↑  Flood 2005，第214–215頁.
295. ↑  Flood 2005，第216頁.
296. ↑  Flood 2005，第217–218頁.
297. ↑  McFeely 1981，第148–150頁.
298. ↑  Smith 2001，第303頁.
299. ↑  Flood 2005，第232頁.
300. ↑  McFeely 1981，第148頁.
301. ↑  White 2016，第313, 319頁.
302. ↑  Chernow 2017，第339, 342頁.
303. ↑  Chernow 2017，第343–344, 352頁.
304. ↑  McFeely 1981，第156頁.
305. ↑  Chernow 2017，第352頁.
306. ↑  Smith 2001，第292–293頁.
307. 1 2 3 4  Wheelan 2014，第20頁.
308. ↑  Simon 2002，第243頁.
309. 1 2 3  Chernow 2017，第356–357頁.
310. ↑  Catton 1960，第190, 193頁.
311. ↑  Chernow 2017，第348, 356–357頁.
312. ↑  McFeely 1981，第157頁.
313. 1 2  McFeely 1981，第157–175頁.
314. ↑  Smith 2001，第313–239, 343–368頁.
315. ↑  Chernow 2017，第355頁.
316. ↑  McFeely 1981，第162–163頁.
317. ↑  Chernow 2017，第378頁.
318. ↑  Chernow 2017，第396–397頁.
319. ↑  Smith 2001，第303, 314頁.
320. 1 2  Chernow 2017，第376–377頁.
321. ↑  Smith 2001，第314頁.
322. ↑  Chernow 2017，第378–379, 384頁.
323. 1 2  Bonekemper 2012，第463頁.
324. ↑  McFeely 1981，第165頁.
325. ↑  Chernow 2017，第385–387, 394–395頁.
326. ↑  Chernow 2017，第389, 392–395頁.
327. ↑  McFeely 1981，第169頁.
328. ↑  McFeely 1981，第170–171頁.
329. ↑  Furgurson 2007，第235頁.
330. 1 2  Chernow 2017，第403頁.
331. 1 2  Chernow 2017，第403–404頁.
332. 1 2  Bonekemper 2011，第41–42頁.
333. ↑  Furgurson 2007，第120–121頁.
334. ↑  Chernow 2017，第406–407頁.
335. ↑  Bonekemper III 2010，第182頁.
336. ↑  Chernow 2017，第407頁.
337. ↑  Grant 1885，第276, Vol. II頁.
338. ↑  Smith 2001，第313–339, 343–368頁.
339. ↑  McFeely 1981，第178–186頁.
340. ↑  Chernow 2017，第414頁.
341. ↑  White 2016，第369–370頁.
342. 1 2  Catton 2015，第309頁.
343. ↑  Chernow 2017，第429頁.
344. ↑  Catton 2015，第324頁.
345. ↑  Chernow 2017，第398頁.
346. ↑  McFeely 1981，第179頁.
347. ↑  Smith 2001，第369–395頁.
348. ↑  Catton 2015，第308–309頁.
349. ↑  Catton 2015，第325頁.
350. ↑  Chernow 2017，第430頁.
351. ↑  Grant 1885a，第313–314頁.
352. ↑  Catton 1960，第223, 228頁.
353. 1 2  Smith 2001，第387頁.
354. ↑  Catton 1960，第235頁.
355. 1 2  Smith 2001，第388–389頁.
356. ↑  Smith 2001，第389–390頁.
357. ↑  Smith 2001，第390頁.
358. ↑  Bonekemper 2012，第359頁.
359. ↑  Bonekemper 2012，第353頁.
360. ↑  McFeely 1981，第213–214頁.
361. ↑  Bonekemper 2012，第365–366頁.
362. ↑  White 2016，第403–404頁.
363. 1 2  Smith 2001，第401–403頁.
364. ↑  Chernow 2017，第504頁.
365. ↑  White 2016，第405頁.
366. ↑  Grant 1885，第Chapter LXVII頁.
367. ↑  Smith 2001，第404頁.
368. ↑  White 2016，第405–406頁.
369. ↑  Goethals 2015，第92頁.
370. ↑  Smith 2001，第405頁.
371. ↑  White 2016，第407頁.
372. ↑  McFeely 1981，第212, 219–220頁.
373. ↑  Catton 1960，第304頁.
374. ↑  Chernow 2017，第510頁.
375. ↑  McFeely 1981，第224頁.
376. ↑  White 2016，第412頁.
377. ↑  Brands 2012，第375–376頁.
378. ↑  Smith 2001，第409–412頁.
379. ↑  McFeely 1981，第227–229頁.
380. ↑  White 2016，第414頁.
381. ↑  Brands 2012，第410–411頁.
382. ↑  Chernow 2017，第556–557頁.
383. ↑  White 2016，第418頁.
384. ↑  Smith 2001，第417–418頁.
385. ↑  McFeely 1981，第232–233頁.
386. ↑  McFeely 1981，第233–234頁.
387. ↑  Smith 2001，第434n頁.
388. ↑  Smith 2001，第416-418頁.
389. ↑  Calhoun 2017，第10頁.
390. ↑  Simpson 1988，第433–434頁.
391. ↑  Simpson 1988，第433頁.
392. ↑  Smith 2001，第420頁.
393. ↑  McFeely 1981，第238–241頁.
394. ↑  Brands 2012，第390頁.
395. 1 2  Chernow 2017，第565–566頁.
396. ↑  McFeely 1981，第240–241頁.
397. ↑  Smith 2001，第420–421頁.
398. ↑  Simpson 1988，第439頁.
399. ↑  Chernow 2017，第533–534頁.
400. ↑  Chernow 2017，第569頁.
401. ↑  Brands 2012，第396頁.
402. 1 2 3 4 5 6 7 8 9 10  Simon 2002，第244頁.
403. ↑  Brands 2012，第397–398頁.
404. ↑  Smith 2001，第432–433頁.
405. ↑  Smith 2001，第438頁.
406. ↑  Chernow 2017，第594-595頁.
407. ↑  Chernow 2017，第594–595頁.
408. ↑  White 2016，第453頁.
409. ↑  Chernow 2017，第603頁.
410. ↑  Calhoun 2017，第35–36頁.
411. ↑  White 2016，第454–455頁.
412. ↑  Chernow 2017，第611頁.
413. ↑  White 2016，第458–459頁.
414. ↑  Chernow 2017，第614頁.
415. ↑  Simon 2002，第244–245頁.
416. 1 2  Peters & Woolley 2018.
417. 1 2  Simon 2002，第245頁.
418. ↑  Calhoun 2017，第46頁.
419. ↑  McFeely 1981，第264–267頁.
420. ↑  Smith 2001，第459–460頁.
421. ↑  Smith 2001，第468–469頁.
422. 1 2  Smith 2001，第461頁.
423. ↑  Calhoun 2017，第55頁.
424. ↑  Foner 2014，第243–244頁.
425. ↑  McFeely 1981，第284頁.
426. ↑  White 2016，第471頁.
427. ↑  White 2016，第472頁.
428. ↑  Patrick 1968，第166頁.
429. ↑  McFeely 1981，第305頁.
430. ↑  Simon 2002，第246, 250頁.
431. ↑  Smith 2001，第465–466頁.
432. ↑  White 2016，第475, 530頁.
433. ↑  Chernow 2017，第635–636頁.
434. 1 2  Simon 2002，第246頁.
435. 1 2 3 4 5  Simon 2002，第246–247頁.
436. ↑  White 2016，第507, 564頁.
437. 1 2  Kahan 2018，第46–47頁.
438. 1 2  Kahan 2018，第48頁.
439. 1 2  Kahan 2018，第47–48頁.
440. 1 2  Chernow 2017，第628頁.
441. ↑  Smith 2001，第446, 469–470頁.
442. 1 2  White 2016，第474–475頁.
443. ↑  Smith 2001，第472頁.
444. ↑  Calhoun 2017，第376頁.
445. 1 2  Chernow 2017，第749–750頁.
446. ↑  Kahan 2018，第xii頁.
447. ↑  Calhoun 2017，第384–385頁.
448. 1 2 3  Kahan 2018，第76頁.
449. 1 2  Chernow 2017，第643–644頁.
450. 1 2  Sarna 2012a，第ix–xiv頁.
451. ↑  Calhoun 2017，第512頁.
452. ↑  Calhoun 2017，第512–513頁.
453. ↑  Smith 2001，第570頁.
454. ↑  Calhoun 2017，第513頁.
455. ↑  TBG18711030.
456. ↑  NYT18711122.
457. ↑  Ertman 2010，第301頁.
458. ↑  Kahan 2018，第131-132頁.
459. 1 2 3  Kahan 2018，第132頁.
460. ↑  Carpenter 2001，第84–85頁.
461. 1 2  Kahan 2018，第61頁.
462. ↑  Scher 2015，第83頁.
463. 1 2  Simon 2002，第247頁.
464. ↑  Goethals 2015，第96頁.
465. ↑  Kaczorowski 1995，第155頁.
466. ↑  Simon 2002.
467. ↑  Brands 2012，第435, 465頁.
468. ↑  Chernow 2017，第686–687頁.
469. ↑  Brands 2012，第465頁.
470. ↑  Simon 2002，第247–248頁.
471. ↑  Black Congress.
472. ↑  Smith 2001，第543–545頁.
473. ↑  Brands 2012，第474頁.
474. 1 2  Kahan 2018，第64–65頁.
475. 1 2  Calhoun 2017，第317–319頁.
476. ↑  Smith 2001，第545–546頁.
477. ↑  White 2016，第521頁.
478. 1 2 3 4 5 6  Simon 2002，第248頁.
479. ↑  Foner 2019，第119–121頁.
480. ↑  Kahan 2018，第66頁.
481. 1 2  Smith 2001，第547頁.
482. ↑  Calhoun 2017，第324頁.
483. ↑  Smith 2001，第547–48頁.
484. ↑  Kahan 2018，第67–68頁.
485. ↑  Kahan 2018，第122頁.
486. ↑  Wang 1997，第102頁.
487. ↑  Kaczorowski 1995，第182頁.
488. ↑  Osborne & Bombaro 2015，第6, 12, 54頁.
489. ↑  Chernow 2017，第629頁.
490. ↑  Richter 2012，第72, 527–528, 532頁.
491. 1 2  Kahan 2018，第121–122頁.
492. 1 2  Smith 2001，第552–553頁.
493. ↑  Kaczorowski 1995，第184頁.
494. ↑  Brands 2012，第538–541頁.
495. ↑  Foner 2014，第528頁.
496. ↑  Brands 2012，第553頁.
497. ↑  McFeely 1981，第420–422頁.
498. ↑  Chernow 2017，第816–817頁.
499. ↑  Brands 2012，第552頁.
500. 1 2  McFeely 1981，第418–419頁.
501. ↑  Franklin 1974，第235頁.
502. ↑  Brands 2012，第570頁.
503. 1 2 3  Sproat 1974，第163–165頁.
504. 1 2  Calhoun 2017，第561–562頁.
505. 1 2 3  Smith 2001，第603–604頁.
506. ↑  Chernow 2017，第853–854頁.
507. 1 2 3 4 5 6 7  Simon 2002，第249頁.
508. ↑  McFeely 1981，第279頁.
509. ↑  White 2016，第476–478頁.
510. ↑  Burdekin & Siklos 2013，第24–25頁.
511. 1 2  Chernow 2017，第672頁.
512. ↑  Calhoun 2017，第125頁.
513. 1 2  Kahan 2018，第54頁.
514. ↑  Calhoun 2017，第125–128頁.
515. ↑  Calhoun 2017，第128頁.
516. 1 2  Brands 2012，第437–443頁.
517. ↑  McFeely 1974，第134頁.
518. ↑  Chernow 2017，第673頁.
519. ↑  Calhoun 2017，第128–129頁.
520. ↑  Kahan 2018，第55頁.
521. ↑  McFeely 1981，第136, 323–324頁.
522. ↑  Chernow 2017，第674頁.
523. 1 2 3 4  Kahan 2018，第55–56頁.
524. ↑  Calhoun 2017，第129–130頁.
525. 1 2  Calhoun 2017，第130頁.
526. ↑  Calhoun 2017，第131頁.
527. ↑  Calhoun 2017，第140–141頁.
528. 1 2  Calhoun 2017，第141頁.
529. ↑  Brands 2012，第445, 636頁.
530. ↑  Chernow 2017，第677–688頁.
531. ↑  McFeely 1981，第328頁.
532. ↑  Smith 2001，第490頁.
533. ↑  Brands 2012，第445–446頁.
534. ↑  Kahan 2018，第75-76頁.
535. ↑  Calhoun 2017，第310–311, 380–381頁.
536. ↑  Lindsay 2013.
537. ↑  Smith 2001，第491頁.
538. ↑  Kahan 2018，第78頁.
539. ↑  Libby 1994，第205–226頁.
540. ↑  McFeely 1981，第352–354頁.
541. ↑  Smith 2001，第508–511頁.
542. 1 2 3  Smith 2001，第512–515頁.
543. ↑  Calhoun 2017，第344頁.
544. 1 2  Calhoun 2017，第7頁.
545. ↑  White 2019.
546. ↑  Chernow 2017，第555, 660–661頁.
547. 1 2  Kahan 2018，第75–76頁.
548. ↑  Calhoun 2017，第199頁.
549. ↑  Chernow 2017，第661–662頁.
550. ↑  Calhoun 2017，第199–200, 206頁.
551. ↑  Brands 2012，第454–455頁.
552. ↑  Kahan 2018，第90–91頁.
553. ↑  Calhoun 2017，第204頁.
554. ↑  Chernow 2017，第661頁.
555. ↑  Schmiel 2014，第209頁.
556. ↑  Calhoun 2017，第207, 210–211頁.
557. 1 2  Kahan 2018，第91頁.
558. ↑  Smith 2001，第500–502頁.
559. ↑  Chernow 2017，第663–664頁.
560. ↑  Calhoun 2017，第220頁.
561. ↑  Calhoun 2017，第215頁.
562. 1 2  Calhoun 2017，第224頁.
563. ↑  Calhoun 2017，第223, 226頁.
564. ↑  Chernow 2017，第665頁.
565. ↑  Chernow 2017，第660–665頁.
566. ↑  Calhoun 2017，第226–234, 254頁.
567. ↑  Calhoun 2017，第237–38頁.
568. ↑  White 2016，第509–512頁.
569. ↑  Pletcher 1998，第167頁.
570. ↑  Simon 2002，第249–250頁.
571. ↑  McFeely 1981，第339–340頁.
572. ↑  Calhoun 2017，第254, 258頁.
573. ↑  Kahan 2018，第94頁.
574. 1 2  Brands 2012，第461頁.
575. ↑  Kahan 2018，第94–95頁.
576. ↑  Chernow 2017，第715–716頁.
577. ↑  Smith 2001，第505–506頁.
578. 1 2 3 4 5 6 7 8 9 10  Simon 2002，第250頁.
579. ↑  McFeely 1981，第349–352頁.
580. ↑  Kahan 2018，第95頁.
581. 1 2 3  Hamilton Fish (1808–1893).
582. ↑  Priest 2014，第541–558頁.
583. ↑  Calhoun 2017，第426–431頁.
584. ↑  Nevins 1936，第667–694頁.
585. 1 2  Calhoun 2017，第539–540頁.
586. ↑  White 2016，第490–491頁.
587. ↑  Smith 2001，第472–473頁.
588. 1 2  White 2016，第491頁.
589. 1 2 3  Chernow 2017，第830–831頁.
590. ↑  Smith 2001，第535頁.
591. ↑  McFeely 1981，第308–309頁.
592. ↑  Brands 2012.
593. ↑  Waltmann 1971，第327頁.
594. ↑  Coffey 2011，第183頁.
595. ↑  Kahan 2018，第71–72頁.
596. ↑  Kahan 2018，第127頁.
597. 1 2  Smith 2001，第532–535頁.
598. 1 2  Coffey 2011，第423頁.
599. ↑  Coffey 2011，第604–605頁.
600. ↑  Taylor 2011，第3187–3188頁.
601. ↑  Pritchard 1999，第5頁.
602. ↑  Bison.
603. ↑  Brands 2012，第564頁.
604. ↑  Chernow 2017，第832頁.
605. ↑  Calhoun 2017，第546頁.
606. ↑  Smith 2001，第538頁.
607. ↑  Brands 2012，第565–566頁.
608. ↑  Donovan 2008，第115, 322–323頁.
609. ↑  Behncke & Bloomfield 2020，第181–184頁.
610. ↑  Calhoun 2017，第549頁.
611. ↑  McFeely 1981，第316頁.
612. ↑  Smith 2001，第541頁.
613. ↑  Bell 2018，第6–7頁.
614. ↑  Foner 2014，第499–500頁.
615. ↑  Kahan 2018，第103頁.
616. ↑  Patrick 1968，第172–173頁.
617. 1 2  Smith 2001，第589–590頁.
618. ↑  Kahan 2018，第105, 106頁.
619. ↑  Chernow 2017，第734–735頁.
620. ↑  Kahan 2018，第105–106頁.
621. ↑  Brands 2012，第488–489頁.
622. ↑  Kahan 2018，第104–106頁.
623. 1 2 3 4  Simon 2002，第250–251頁.
624. 1 2  Brands 2012，第495頁.
625. ↑  Chernow 2017，第740–741頁.
626. ↑  Wang 1997，第103–104頁.
627. ↑  Chernow 2017，第735, 740頁.
628. ↑  Kahan 2018，第107頁.
629. ↑  Calhoun 2017，第361, 375頁.
630. ↑  Chernow 2017，第743頁.
631. 1 2 3  Simon 2002，第251頁.
632. ↑  Chernow 2017，第753頁.
633. 1 2 3 4  Kahan 2018，第114頁.
634. ↑  White 2016，第532頁.
635. ↑  Calhoun 2017，第372–373, 387頁.
636. ↑  Foner 2014，第509頁.
637. ↑  Calhoun 2017，第386–387頁.
638. ↑  White 2016，第535頁.
639. ↑  McFeely 1981，第384頁.
640. ↑  Chernow 2017，第749頁.
641. 1 2  Brands 2012，第499頁.
642. ↑  Election of 1872.
643. ↑  Foner 2014，第508頁.
644. ↑  Goethals 2015，第98頁.
645. ↑  White 2016，第540–41頁.
646. ↑  Chernow 2017，第752–753頁.
647. ↑  White 2016，第545頁.
648. ↑  Diller 1996，第1545頁.
649. ↑  Feerick & Freund 1965，第116頁.
650. ↑  McFeely 1981，第385頁.
651. ↑  Venable 2011，第66–68頁.
652. ↑  Burdekin & Siklos 2013，第25頁.
653. ↑  Weinstein 1967，第307–326頁.
654. ↑  Brands 2012，第517頁.
655. ↑  McFeely 1981，第393頁.
656. 1 2  Smith 2001，第576–579頁.
657. ↑  Brands 2012，第518頁.
658. ↑  McFeely 1981，第391頁.
659. ↑  Smith 2001，第375–377頁.
660. ↑  Chernow 2018，第779頁.
661. ↑  McFeely 1981，第395頁.
662. ↑  Porter 2005，第185頁.
663. ↑  Smith 2001，第580–581頁.
664. ↑  White 2016，第545, 550頁.
665. ↑  Smith 2001，第580–582頁.
666. ↑  Brands 2012，第554頁.
667. ↑  Brands 2012，第582頁.
668. ↑  Woodward 1957，第156頁.
669. ↑  White 2016，第538, 541頁.
670. 1 2  McFeely 1974，第133–134頁.
671. ↑  Chernow 2017，第825頁.
672. ↑  Smith 2001，第587, 592頁.
673. ↑  McFeely 1981，第407–415頁.
674. ↑  White 2016，第538–539頁.
675. ↑  Kahan 2018，第119頁.
676. ↑  Chernow 2017，第730頁.
677. ↑  Schmiel 2014，第205, 213頁.
678. ↑  Calhoun 2017，第293頁.
679. ↑  Chernow 2017，第730–731頁.
680. ↑  Schmiel 2014，第214–215頁.
681. 1 2  Calhoun 2017，第284–286頁.
682. 1 2 3 4  Calhoun 2017，第372頁.
683. ↑  Chernow 2017，第731頁.
684. ↑  Smith 2001，第589頁.
685. ↑  Chernow 2017，第372頁.
686. ↑  Calhoun 2017，第366–367, 735–737頁.
687. 1 2  McFeely 1974，第144–145頁.
688. 1 2 3 4 5 6 7  Martinez 2021.
689. ↑  Calhoun 2017，第368–369頁.
690. ↑  Calhoun 2017，第369頁.
691. ↑  Chernow 2017，第735–737頁.
692. ↑  Calhoun 2017，第402–409頁.
693. ↑  Calhoun 2017，第369, 404頁.
694. ↑  Calhoun 2017，第446頁.
695. ↑  Smith 2001，第578頁.
696. ↑  McFeely 1974，第147頁.
697. 1 2 3  Chernow 2017，第782頁.
698. ↑  Calhoun 2017，第446–447頁.
699. ↑  McFeely 1974，第147–148頁.
700. ↑  White 2016，第446–447頁.
701. ↑  McFeely 1974.
702. ↑  Calhoun 2017，第446–448頁.
703. 1 2  Brands 2012，第556–557頁.
704. ↑  Kohn 2000，第417頁.
705. ↑  Nevins 1929，第56頁.
706. ↑  McFeely 1974，第148頁.
707. ↑  White 2016，第557, 560頁.
708. ↑  Calhoun 2017，第494頁.
709. ↑  Calhoun 2017，第494, 496頁.
710. 1 2 3 4 5  Simon 2002，第252頁.
711. ↑  Chernow 2017，第798頁.
712. ↑  Calhoun 2017，第496–497頁.
713. ↑  McFeely 1974，第156頁.
714. ↑  Smith 2001，第584頁.
715. ↑  White 2016，第754頁.
716. ↑  Calhoun 2017，第497頁.
717. ↑  Calhoun 2017，第498頁.
718. ↑  Calhoun 2017，第499頁.
719. ↑  White 2016，第562頁.
720. ↑  Calhoun 2017，第77–78頁.
721. ↑  Calhoun 2017，第515頁.
722. ↑  Chernow 2017，第805–806頁.
723. ↑  Calhoun 2017，第518, 522–523頁.
724. ↑  Smith 2001，第592–593頁.
725. ↑  White 2016，第564頁.
726. ↑  Smith 2001，第592頁.
727. ↑  Smith 2001，第591–93頁; Simon 2002，第252頁; Calhoun 2017，第527頁.
728. ↑  McFeely 1981，第415頁.
729. ↑  Smith 2001，第591頁.
730. ↑  McFeely 1974，第149–150頁.
731. ↑  Patrick 1968，第172頁.
732. ↑  White 2016，第560頁.
733. ↑  White 2016，第557頁.
734. ↑  Chernow 2017，第787–788頁.
735. ↑  McFeely 1981，第429頁.
736. ↑  White 2016，第554頁.
737. ↑  Brands 2012，第560–561頁.
738. ↑  Donovan 2008，第104頁.
739. ↑  Chernow 2017，第820–821頁.
740. ↑  Chernow 2017，第819–820頁.
741. ↑  McFeely 1974，第153頁.
742. ↑  McFeely 1981，第441–442頁.
743. 1 2 3  Simon 2002，第252–253頁.
744. 1 2  McFeely 1981，第440–441頁.
745. ↑  Patrick 1968，第255頁.
746. ↑  Smith 2001，第586, 596頁.
747. ↑  Smith 2001，第597–598頁.
748. ↑  Smith 2001，第601–603頁.
749. ↑  Smith 2001，第604頁.
750. ↑  Chernow 2017，第858頁.
751. ↑  Chernow 2017，第852–854頁.
752. ↑  Chernow 2017，第862頁.
753. 1 2  White 2016，第587頁.
754. ↑  McFeely 1981，第448–449頁.
755. ↑  通胀折算20220320.
756. ↑  Young 1879，第5頁.
757. ↑  White 2016.
758. ↑  Chernow 2017，第872頁.
759. ↑  White 2016，第597–602, 608–610頁.
760. ↑  Campbell 2016，第xi–xii, 2–3頁.
761. ↑  Smith 2001，第613頁.
762. ↑  Chernow 2017，第881–883頁.
763. ↑  Brands 2012，第598頁.
764. ↑  Chernow 2017，第871頁.
765. ↑  Hesseltine 1957，第432–439頁.
766. 1 2  Brands 2012，第600–601頁.
767. ↑  McFeely 1981，第479–481頁.
768. ↑  Brands 2012，第602頁.
769. ↑  Smith 2001，第617頁.
770. ↑  Brands 2012，第604–605頁.
771. ↑  Brands 2012，第607–609頁.
772. ↑  Brands 2012，第613–614頁.
773. ↑  Bunting III 2004，第151頁.
774. ↑  Brands 2012，第611頁.
775. ↑  McFeely 1981，第486–489頁.
776. 1 2  McFeely 1981，第488–491頁.
777. ↑  Ward 2012.
778. ↑  Brands 2012，第619頁.
779. ↑  Chernow 2017，第917–918頁.
780. 1 2  White 2016，第627–629頁.
781. ↑  Chernow 2017，第917頁.
782. 1 2 3  Brands 2012，第620–621頁.
783. ↑  McFeely 1981，第492–493頁.
784. ↑  Perry 2004，第xxix頁.
785. ↑  White 2016，第632–633頁.
786. ↑  Smith 2001，第621頁.
787. ↑  Badeau 1887，第447頁.
788. ↑  Mackowski & White 2015，第169頁.
789. ↑  Chernow 2017，第925–926頁.
790. ↑  Richardson 1868，第157頁.
791. ↑  Badeau 1881，第143頁.
792. ↑  Ferraro 2019.
793. ↑  McFeely 1981.
794. ↑  White 2016，第636頁.
795. ↑  Waugh 2009，第277頁.
796. ↑  Renehan & Lowry 1995，第377–383頁.
797. ↑  White 2016，第637頁.
798. ↑  McFeely 1981，第495–496頁.
799. ↑  Brands 2012，第622–662頁.
800. 1 2  Smith 2001，第625頁.
801. ↑  White 2016，第641頁.
802. ↑  Grant 2019，第xx頁.
803. ↑  Brands 2012，第625頁.
804. ↑  White 2016，第646頁.
805. ↑  Brands 2012，第629–630頁.
806. ↑  Smith 2001，第627頁.
807. ↑  McFeely 1981，第501–505頁.
808. ↑  Wilson 1962，第131–173頁.
809. ↑  Russell 1990，第189–209頁.
810. ↑  Perry 2004，第234–35頁.
811. ↑  McFeely 1981，第517頁.
812. ↑  Chernow 2017，第955頁.
813. 1 2 3  Brands 2012，第633–635頁.
814. ↑  Smith 2001，第19頁.
815. ↑  Waugh 2009，第215–259頁.
816. ↑  Bonekemper 2012，第xiii頁.
817. ↑  Bonekemper 2011.
818. ↑  White 2016，第287–288頁.
819. ↑  McFeely 1981，第55, 77頁.
820. ↑  Waugh 2009，第39–40頁.
821. ↑  McFeely 1981，第521–522頁.
822. ↑  White 2016，第xxiii頁.
823. ↑  Foner 2015.
824. ↑  Calhoun 2017，第587頁.
825. 1 2  Downs 2020.
826. ↑  Rafuse 2007，第851頁.
827. ↑  McFeely 1981，第xii, xiii, 522頁.
828. 1 2  White 2016，第xxiv頁.
829. ↑  Swain 2017.
830. ↑  C-SPAN 2017.
831. ↑  Waugh 2009，第2頁.
832. ↑  TE20171005.
833. ↑  Stiles 2016.
834. ↑  Maslin 2017.
835. ↑  Hunt 2017.
836. ↑  Calhoun 2017，第5–6, 592頁.
837. ↑  White 2016，第539頁.
838. ↑  Calhoun 2017，第592頁.
839. ↑  Axelrod 2011，第205頁.
840. ↑  Bradford 2021.
841. ↑  Heffernan 2021.
842. ↑  Farley 2021.
843. ↑  Memorial sculpture.
844. ↑  Grant Memorial.
845. ↑  Davis 2015.
846. ↑  National Historic Site.
847. ↑  Grant Cottage.
848. ↑  State Historic Site.
849. ↑  Price & Hendricks 2007，第45頁.
850. ↑  Sculptures.
851. ↑  National Park Service 2020.
852. ↑  Presidential Library.
853. ↑  Amy 2017.
854. ↑  Grant Papers.
855. ↑  Grant coins.
856. ↑  Half Dollar.
857. ↑  Haimann 2006.
858. 1 2  Kamiya 2021.
859. ↑  Hurd, Smith & Quintana 2020.
860. ↑  Rubenstein & Swan 2020.
861. ↑  Heitman 1903，第470頁.

## 扩展阅读
- Simon, John Y. (编). . Mississippi State University. 1967–2009  [2018-09-29]. （原始内容存档于2018-09-29）.
- Coolidge, Louis. . Boston & New York: Houghton Mifflin Co. 1917  [2022-03-15]. ISBN 9780404508944.，学术评论：doi:10.14296/RiH/2014/2270
- Paxson, Frederic Logan; Bach, Christian A. .  VII. New York: C. Scribner's Sons: 492–501. 1931  [2022-03-14].
- Simon, John Y. . SIU Press. 1991  [2022-03-15]. ISBN 978-0-8093-1693-9. （原始内容存档于2022-04-11）.
- Zimmerman, Jonathan. . Chicago Tribune. 2010-11-12  [2021-03-24]. （原始内容存档于2021-03-24）.
- Little, Becky. . history.com. History. 2018-08-31  [2022-03-15]. （原始内容存档于2021-12-01）.
- DiNunzio, Mario R. . Journal of the Illinois State Historical Society. Winter 1973, 66 (4): 364–375. JSTOR 40190731.
- Catton, Bruce. . New York: Vintage Books. 1998  [2022-03-17]. ISBN 978-0-307-94708-6. （原始内容存档于2022-04-11）.
- Scaturro, Frank J. . Lanham, MD: University Press of America. 1998. ISBN 978-0-7618-1078-0.
- McCormick, Robert R. . New York: D. Appleton-Century Company. 1934  [2022-03-17].
- Friedman, Norman. . Annapolis, MD: United States Naval Institute. 1985  [2022-03-17]. ISBN 978-0-87021-715-9. （原始内容存档于2022-04-11）.
- . The New York Times. 1863-01-18: 4  [2022-03-17]. （原始内容存档于2022-01-31）.
- Foner, Eric. . The Washington Post (Washington, DC). 2012-11-02  [2022-03-17]. ISSN 0190-8286. （原始内容存档于2021-01-29）.
- Foner, Eric. . The New York Times Opinion. 2015-03-28  [2022-01-31]. （原始内容存档于2022-01-31）.
- . U.S. Federal Reserve Board.   [2022-03-21]. （原始内容存档于2022-01-31）.